# Dassault Rafale
Pour les articles homonymes, voir Rafale.
Le Rafale de Dassault Aviation est un avion de combat multirôle — qualifié d'« omnirôle » par son constructeur — développé pour la Marine nationale et l'Armée de l'air françaises, livré à partir du 18 mai 2001 et entré en service en 2002 dans la Marine,,. Il équipe également les forces aériennes égyptiennes, qataris, indiennes, grecques et croates et a été commandé par les Émirats arabes unis, l'Indonésie et la Serbie.
Fin 2024 Dassault Aviation totalise 507 commandes de Rafale depuis le début du programme dont 273 à l'export et 234 pour l'armée française.
Le constructeur Renault est propriétaire du nom Rafale depuis le Caudron C.460, et il a autorisé Dassault à l'utiliser pour baptiser son avion de combat.
À la fin des années 1970, les forces armées françaises expriment le besoin d'un nouvel avion de combat polyvalent qu'il est envisagé de développer avec l'Allemagne de l'Ouest, le Royaume-Uni, l'Espagne et l'Italie, mais les divergences de besoins, notamment la capacité d'opérer depuis un porte-avions, amènent la France à se désolidariser de ses partenaires en 1985.

Le démonstrateur Rafale A vole le 4 juillet 1986 et le programme est lancé le 26 janvier 1988 : le monoplace Rafale C vole le 19 mai 1991, la version marine M, le 12 décembre de la même année, et le biplace B, le 30 avril 1993. Le coût total du programme est de 46,4 milliards d'euros.
L'avion est à aile delta et plans-canards, à commandes de vol électriques et utilise des éléments de furtivité passifs et actifs ; il est équipé d'un radar à balayage électronique RBE2 et de deux moteurs Snecma M88. Pour la supériorité aérienne, il utilise des missiles air-air et un canon. En bombardement tactique, il utilise des bombes guidées laser, des missiles de croisière, des missiles antinavires et, en bombardement stratégique, un missile nucléaire ASMP-A.
La France avait prévu initialement de commander 286 appareils, dont 58 pour sa marine. Au 31 décembre 2022, 153 avions ont été livrés sur les 192 commandés au titre des quatre premières tranches et de la commande passée pour remplacer les 12 appareils prélevés pour être livrés à la Grèce.
Les contrats à l'export du Rafale à partir de 2015 ont fait fortement progresser les exportations militaires françaises, dont le principal bénéficiaire est Dassault Aviation, puis Thales, Safran, MBDA, qui fournit les missiles des Rafale, et les 500 PME qui travaillent sur le projet Rafale.
Premier client à l'export, l'Égypte fait l'acquisition de 24 appareils en février 2015, puis de 31 avions
supplémentaires en mai 2021 pour un total cumulé de 8,5 milliards d'euros.
Le 4 mai 2015, le Qatar commande dans un premier temps 24 appareils, puis portera en 2017 son total à 36 pour un prix total de 7,4 milliards d'euros.
Bien que le 10 avril 2015, l'Inde annonce son intention d'acheter 36 appareils, la commande ne se concrétise que le 23 septembre 2016 pour 7,8 milliards d'euros.
Fin 2020, dans le cadre de tensions croissantes en mer Méditerranée, la Grèce se décide à commander 18 appareils (dont 12 d'occasion) et un ensemble de munitions, puis également 6 supplémentaires en 2022 pour un montant total de 3 milliards d'euros.
En 2021, la Croatie annonce acquérir, pour approximativement 1 milliard d'euros, 12 appareils d'occasion.
Le 3 décembre 2021, Dassault Aviation annonce la vente de 80 unités au standard F4 aux Émirats arabes unis, pour un total de 17 milliards d’euros pour un ensemble qui inclut également des munitions et des hélicoptères Caracal d'Airbus.
L'Indonésie annonce en février 2022 l'achat de 42 unités pour une somme supérieure à 7 milliards d'euros. Les contrats successifs à l'export ont donc engrangé au total un chiffre d'affaires de 48,7 milliards d'euros.
Le Rafale a réalisé des missions de bombardement durant la guerre d'Afghanistan (2001-2021), lors de l'opération Serval au Mali et lors de l'opération Chammal contre l'État islamique en Irak et en Syrie, ainsi que des missions d'interdiction et de bombardement au cours de l'intervention militaire de 2011 en Libye.
En 2018, Dassault a annoncé le successeur du Rafale. Actuellement en développement par Dassault Aviation et Airbus Defence and Space dans le cadre du programme SCAF, le Chasseur de nouvelle génération devrait remplacer les Rafale français, les Eurofighter Typhoon allemands et les F/A-18 Hornet espagnols à l'horizon 2035-2040,,.
En octobre 2024, le ministère des Armées lance le développement d'un drone de combat qui accompagnera le Rafale F5 à partir de 2033, afin de le doter de la capacité à supprimer et à détruire les défenses aériennes adverses [SEAD].« pour que sa capacité de pénétration reste crédible au moins jusqu’en 2060 ». Il « bénéficiera des acquis » du nEUROn selon Dassault qui est chargé de le construire.

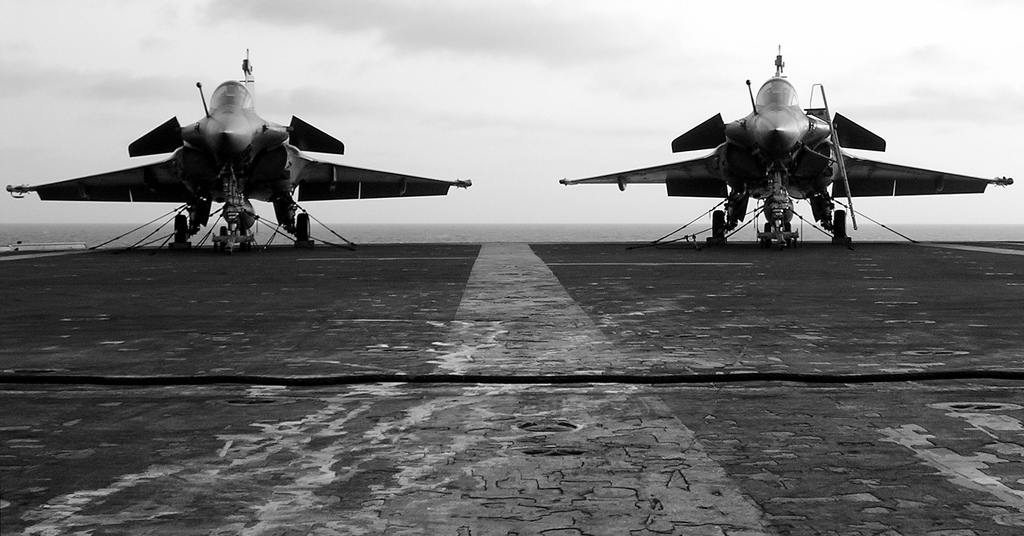
Deux Rafale M sur le pont du Charles de Gaulle.

## Genèse du programme Rafale

### Premières études (1972-1976)
Dès le début des études du programme Mirage 2000, l'Armée de l'air et d'autres services de l'État français commencent à penser aux spécifications d'un successeur qui devrait entrer en service vers la fin des années 1990. La Luftwaffe et la Royal Air Force entament aussi le même type de réflexion.
Au milieu des années 1970, l'Armée de l'air, et dans une moindre mesure, la Marine nationale, dont les flottes paraissent dépassées en comparaison des nouveaux avions de supériorité aérienne américains (F-15, F-16, F/A-18) et soviétiques (MiG-29 et Su-27), expriment l'intention d'acquérir une nouvelle génération d'avions de combat polyvalents,. Des études sont effectuées par le Centre de Prospection et d'Évaluation (CEPA) du ministère de la Défense français, auquel l'avionneur Avions Marcel Dassault-Breguet Aviation (AMD-BA, aujourd'hui Dassault Aviation) délègue l'ingénieur Bruno Revellin-Falcoz, chef du département militaire de son bureau d'études. Le motoriste Snecma lance des études de faisabilité de moteurs militaires de nouvelle génération.

### Tentative de coopération européenne (1977-1979)
En décembre 1977, l'Armée de l'air demande à la Direction des constructions aéronautiques du ministère de la Défense français de conduire une réflexion sur un « Avion de Combat Tactique » (ACT). Le besoin exprimé est simple : un biréacteur léger capable de missions d'attaque au sol mais également de missions air-air.
Le ministère n'exclut pas à cette date une éventuelle construction en coopération avec d'autres pays européens, les budgets défense se faisant plus maigres et l'intégration de technologies récentes de plus en plus coûteuse.
Des discussions bipartites entre la France et la RFA s'engagent alors pour remplacer le Jaguar et, ultérieurement, le Mirage 2000C français et le F4F Phantom II allemand. Les Britanniques, qui songent au remplacement de leurs FG Mk1 et FGR Mk2 Phantom de défense aérienne, apprenant que cette coopération se met en place, demandent à rejoindre le projet. Des discussions tripartites commencent pour s'entendre sur des besoins communs, sur un calendrier et sur la configuration technique d'un éventuel avion de combat européen ; la France opte dès cette date pour un chasseur-bombardier polyvalent, tandis que la RFA et le Royaume-Uni demandent un intercepteur spécialisé.
En 1978, en réponse aux deux spécifications, celle de l'ACT de l'Armée de l'air, à laquelle s'est jointe une seconde pour un « Avion de Combat Marine » (ACM) de la Marine nationale, des études sont lancées pour un avion polyvalent ACX qui devrait être mis en service à partir des années 1990-2000.
L'industriel français AMD-BA obtient un premier marché d'étude le 30 octobre 1978 pour analyser l'incidence des technologies nouvelles sur la définition et les performances du système d'armes (ACT 92), fondé sur un avion ACT destiné à entrer en service à l'horizon 1990-1995 et destiné à l'Armée de l'air française. Le besoin opérationnel exprimé est un biréacteur léger capable d'effectuer des missions de défense aérienne et d'attaque à basse et moyenne altitudes. Un second contrat est signé le 22 décembre 1978, pour un appareil destiné à la Marine nationale française, l'« Avion de Combat Marine » (ACM), capable d'effectuer les mêmes missions que l'ACT. Les études concernent la configuration de la cellule, le système d'armes et l'armement. En 1979, l'ONERA lance le projet RAPACE pour étudier l'aérodynamique transsonique tridimensionnelle aux grands angles d'incidence, la modélisation numérique en s'appuyant sur les études du projet Mirage 2000.
Chez Dassault Aviation, l'adaptation du contrôle actif généralisé (CAG) et des commandes de vol électriques (CDVE) est alors acquise, ainsi que l'usage d'outils numériques pour la conception afin de réduire les cycles et les coûts de conception. Dès l'origine, Dassault choisit de développer en interne avec une petite équipe de 15 personnes ses outils de conception numérique, le programme DRAPO (Dessin et Réalisation d'Avion par Ordinateur), qui donnera naissance au logiciel de CFAO CATIA, qui sera utilisé tout au long du projet Rafale, de la conception du démonstrateur Rafale A à la fabrication des Rafale de série, et qui servira de vitrine commerciale au groupe Dassault, lui permettant de créer une nouvelle société, Dassault Systèmes qui en 2019 reste la seule introduction en Bourse d'une entreprise technologique française à plus d'un milliard d'euros de valorisation ("Licorne") depuis 1996.
Le bureau d'études de Dassault étudie 12 configurations avec des maquettes en soufflerie. L'aile Delta s'impose très rapidement par rapport aux besoins exprimés par l'Armée de l'air et la Marine, car, par rapport aux configurations classiques, à poids équivalent, elle est beaucoup plus solide ; sa pénétration dans l'air est excellente et lui permet d'aller plus rapidement en supersonique haut.
Au début, Marcel Dassault a eu des sentiments mitigés sur les Rafale. Il a toujours demandé à ses ingénieurs de concevoir de petits avions, pas trop chers et donc exportables, et il apportera sa touche personnelle à la conception du Rafale en exerçant dès le début une pression très forte sur l'équipe de projet ACX/Rafale afin qu'elle ne se laisse pas entraîner vers un gros avion comme le souhaitaient les partenaires européens.
Alors que les études françaises se poursuivent, les entreprises française AMD-BA, anglaise British Aerospace et allemande Messerschmitt-Bölkow-Blohm (MBB) évoquent dans un rapport commun la possibilité de combiner les exigences des trois pays pour la réalisation d'un unique intercepteur européen (European Combat Fighter). En octobre 1979, au terme d'un colloque tenu à Bruxelles par l'UEO, un groupe nommé « Groupement européen indépendant de programme » (GEIP) est créé pour étudier les trois projets nationaux, l'« Avion de Combat Tactique » (ACT 92) de l'Armée de l'air, l'« Air Staff Target » (AST 403) de la Royal Air Force et le « Taktisches Kampfflugzeug » (TKF 90) de la Luftwaffe.

### Recherche d'une coopération franco-américaine (1981)
En parallèle des tentatives de coopération internationale pour l'ACT 92, Marcel Dassault envisage une coopération franco-américaine avec la société Grumman pour un biréacteur propulsé par deux General Electric F404. Il écrit en juillet 1981 à Georges Skurla, président de Grummann et lui propose de mettre sur pied un bureau d'études commun dans un des pays de la Communauté européenne. Le 21 août, Georges Skurla répond à Marcel Dassault qu'il est intéressé par cette coopération : « Notre société Grumman a toujours eu beaucoup d'estime et de respect pour votre compagnie et nous anticipons avec plaisir de travailler avec vous ». Le 13 novembre 1981, Georges Skurla écrit à Marcel Dassault qu'il serait peut-être possible d'associer MBB comme troisième partenaire du projet. Le 17 novembre 1981, Marcel Dassault note alors que dans ce cas, on pourrait envisager dans un premier temps de construire un avion équipé du F404 et d'une avionique américaine pour les besoins de l'OTAN et, dans une seconde étape, une seconde version équipée d'un moteur Snecma et d'une avionique française. Il explique aussi que si Grumman n'est qu'intéressé par « des tuyaux sur nos procédés de fabrication […] alors il vaut mieux abandonner ». Finalement, cette coopération franco-américaine n'aboutit pas et la seule possibilité de coopération qui reste étudiée est celle entre AMD-BA, MBB et British Aerospace.

### Démonstrateur pour chaque pays (1980-1983)
En conséquence de la décision de coopération des pays membres du GIEP, les industriels AMD-BA, MBB et British Aerospace décident de travailler sur un appareil commun qui est nommé Avion de Combat Européen (ACE) en français et European Combat Aircraft (ECA) en anglais. Un rapport définitif est remis le 3 avril 1980 pour préciser les éléments de conception de la cellule, des équipements, du système d'arme et de la motorisation. Les aviations militaires et les industriels européens s'entendent sur un biréacteur multirôle à aile delta, équipé de plans canard et de commandes de vol électriques, pouvant atteindre une vitesse de Mach 2, avec un plafond de 15 000 mètres et devant être disponible en 1992. En revanche, les avis divergent sur la masse de l'appareil, sa motorisation, et dans une moindre mesure, son avionique ; l'appareil devra être de :
- 8,5 tonnes et propulsé par deux Snecma M88 de nouvelle génération pour la France, qui désire un avion polyvalent pouvant être embarqué sur porte-avions, capable de missions d'appui tactique, de reconnaissance, de supériorité aérienne et de frappe nucléaire, tout ceci en mission principale ;
- 9 tonnes et propulsé par deux General Electric F404 d'ancienne génération qui équipent déjà les F/A 18 Hornet pour la RFA, qui désire un avion capable de mission de supériorité aérienne et d'appui tactique en mission secondaire ;
- 12,5 tonnes et propulsé par deux Turbo-Union RB199 d'ancienne génération qui équipent déjà le Tornado IDS pour le Royaume-Uni, qui désire un avion lourd pour compenser son éloignement du continent européen, capable de mission d'appui tactique, de reconnaissance et, en mission secondaire, de supériorité aérienne.

Jusqu'ici, seul le ministère de la Défense allemand émet une réserve quant à la possibilité de réaliser un avion commun, expliquant que « les différences dans les exigences opérationnelles rendent économiquement infaisable la production d'un avion commun ». AMD-BA qui a une longue expérience de la construction de chasseur à voilure delta propose que le programme soit dirigé par une seule personne animant une équipe tri-nationale et de mettre en place un GIE (groupement d'intérêt économique) pour gérer le projet. British Aerospace et MBB ne donnent pas de réponse favorable aux propositions d'AMD-BA.

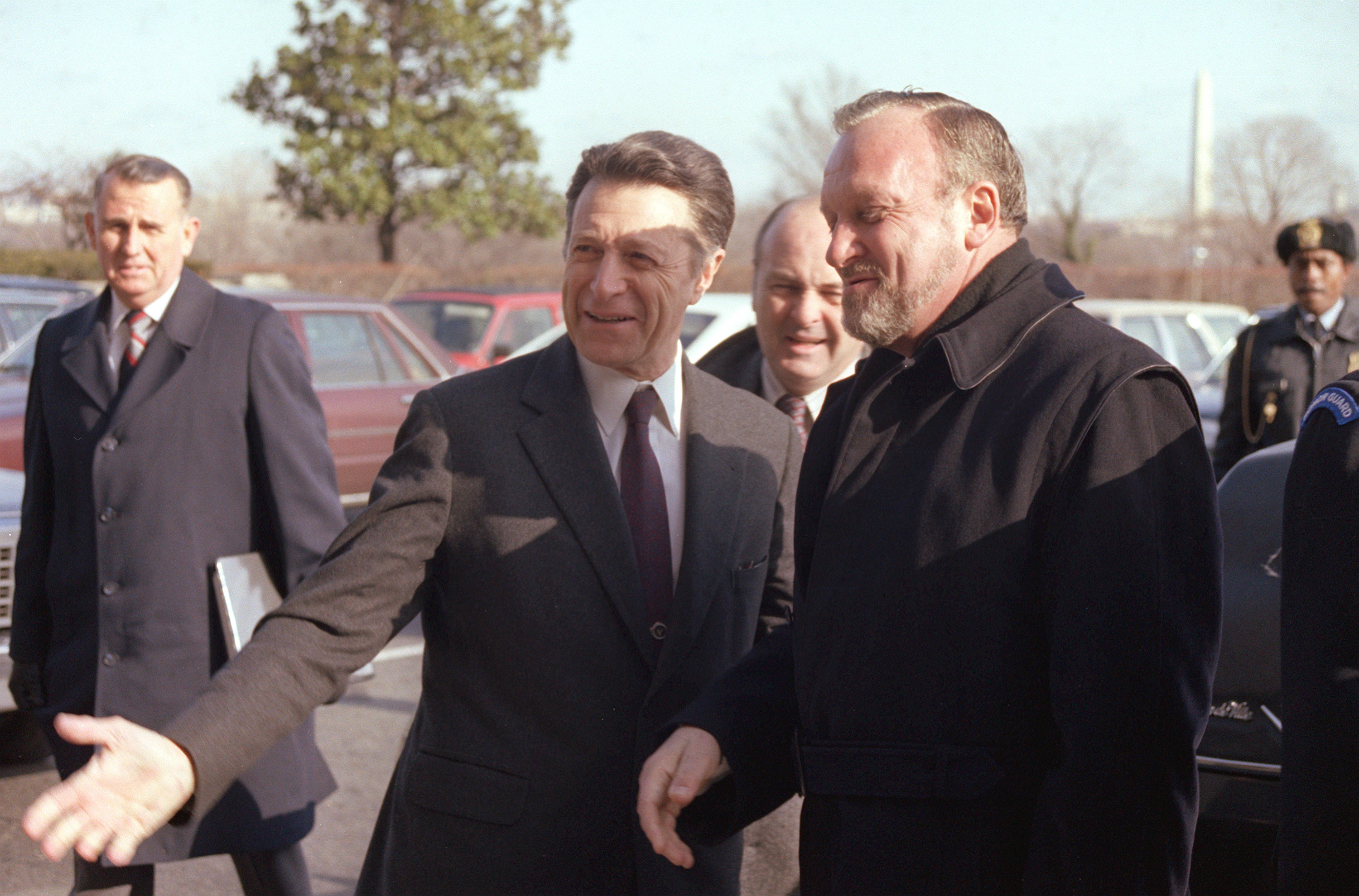
Charles Hernu, à droite, ministre de la Défense en France de 1981 à 1985.

Les industriels informent leurs États respectifs de l'impossibilité de réaliser un projet commun, et trois maquettes à l'échelle 1/1 statiques, une pour chaque pays, sont présentées au public :
- l'« Avion de Combat Tactique 92 » (ACT 92) d'AMD-BA, l'un à aile haute et double dérive, l'autre à aile basse en double flèche et plans canard (au design proche du Mirage 4000), au salon ILA de 1980 à Hanovre ;
- le « Taktisches Kampf Flugzeug-90 » (TKF-90) de MBB, avion d'interception à aile delta, double dérive, plans canard et entrées d'air ventrales, au salon ILA de 1980 à Hanovre ;
- l'« Agile Combat Aircraft » (ACA) de Panavia (consortium entre British Aerospace, MBB et Aeritalia), dérivé des études p. 106 et p. 110 (au design proche du F-15), à aile delta, double dérive, plans canard et entrées d'air ventrales, au salon de Farnborough de 1982[36].

Les industriels proposent cependant de réaliser des études en commun et de construire deux démonstrateurs différents avec un premier vol envisagé à la mi-1984 suivi de 12 prototypes devant voler à la mi-1987. Le premier avion d'une série de 900 exemplaires serait livré en 1991. Les composants et sous-ensembles seraient étudiés, testés et produits sur des sites communs (à l'exception du système de guerre électronique), chaque pays conservant une chaîne d'assemblage.
Un accord est trouvé le 10 décembre 1981 à l'exception de la motorisation. Le gouvernement français de Pierre Mauroy souhaitait sauver la Snecma alors en difficulté et ne pouvait accepter la demande anglaise de fournir des moteurs Rolls-Royce.
En septembre, lors du salon aéronautique de Farnborough, le ministère de la Défense britannique annonce qu'il financera à hauteur de 70 millions de livres la construction d'un démonstrateur Experimental Aircraft Program (EAP) basé sur l'ACA et invite les autres partenaires européens du programme PANAVIA à se joindre à lui. Plusieurs points de conception de l'ACA/EAP sont rédhibitoires pour que les Français s'associent à ce projet :
- la configuration retenue par les Britanniques est un biréacteur dont les deux entrées d'air sont côte à côte. Si en vol supersonique, un moteur coupe, il y a une remontée de la perturbation de l'écoulement d'air et un transfert vers le second moteur, qui se coupe aussi. Les ingénieurs de Dassault considèrent donc l'ACA (qui donnera naissance au démonstrateur EAP puis à l'Eurofighter Typhoon) comme un « faux biréacteur ». La configuration retenue par les Français est un biréacteur dont les deux entrées d'air sont disposées de chaque côté du fuselage et dont les flux sont suffisamment séparés pour qu'en cas de coupure, l'avion puisse poursuivre sa mission sur un seul moteur et se reposer à sa base sans que le pilote doive s'éjecter. Bruno Revellin-Falcoz, devenu directeur général technique de Dassault en mai 1982, affirme qu'on n'aurait jamais pu faire changer Dassault sur ce point de conception[Note 2] ;
- le cahier des charges de l'EAP conduit à un avion trop lourd qui ne sera pas compatible avec les porte-avions français, à cette époque, le Clemenceau et le Foch, et le surplus de masse induira un coût de fabrication supérieur.

Apprenant le calendrier prévisionnel de l'EAP, les responsables du projet ACX se disent qu'il leur faut absolument faire voler leur avion avant celui des Anglais, pour ne pas perdre un élément de négociation.
Le 12 décembre 1982, le ministre de la Défense français Charles Hernu annonce à l'Assemblée nationale française que « la France construira seule si nécessaire l'ACX » (« Avion de Combat eXpérimental », ex-ACT 92), dont les études sont lancées et fait la même proposition aux industriels européens. En fait, chacun cherche à rallier la RFA à son propre programme à la faveur des liens tissés avec MBB.

### Mésentente cordiale (1983-1985)
L'année 1983 voit les lancements officiels de l'ACX français (le 13 avril) et de l'EAP germano-britannique (en mai), ce dernier ayant intégré les études du TKF-90 allemand. Le cahier des charges des deux prototypes répond aux spécifications de 1979 avec une utilisation intensive de matériaux composites tels que les fibres de carbone, de titane, plus, pour l'ACX, de fibres d'aramide (Kevlar) et d'alliage aluminium-lithium. L'ACX bénéficie en outre de l'expérience d'AMD-BA en matière de commandes de vol électriques « pleine autorité », que l'avionneur français est le premier à développer en Europe de 1975 (Mirage 2000) à 1986, date du vol d'essai de l'ACX et s'appuie sur les travaux du CEPA du ministère de la Défense français, auquel a participé le directeur général technique Bruno Revellin-Falcoz assisté du directeur technique Jean-Jacques Samin et de Jean-Claude Hironde, qui va prendre en charge le projet ACX/Rafale de la conception jusqu'aux essais en vol. Le 22 juillet 1983, le ministre de la Défense français Charles Hernu autorise la notification d'un marché pour les études, la fabrication et les tests en vol de l'ACX. En contrepartie, l'État demande aux trois principaux industriels, AMD-BA, Thomson et Snecma, une très grosse avance financière égale à 50 % du montant total.
Néanmoins, la coopération est toujours de mise avec la signature de deux protocoles d'accord, le premier le 16 décembre 1983 (Outline European Staff Target, OEST),, le deuxième en octobre 1984 (European Staff Target for a European Fighter Aircraft, EST-EFA), où l'on discerne que l'unanimité est battue en brèche par les exigences inconciliables de ce « club des cinq » (France, RFA et Royaume-Uni rejoints par l'Italie et l'Espagne). Les Britanniques veulent toujours un appareil à prédominance air-air pouvant atteindre le rideau de fer à partir de ses bases les plus à l'ouest ; en conséquence, cet appareil serait trop gros pour être utilisé sur porte-avions. À l'inverse, les Français veulent en priorité un appareil capable d'effectuer des opérations air-sol et air-surface, tous les jours et dans des conditions météorologiques défavorables, qui devra par ailleurs remplir toutes les missions anciennement dévolues aux Jaguar, F-8P Crusader, Mirage F1C/R/T, Mirage 2000N, Étendard IVPM et Super-Étendard des forces armées françaises et pourra donc embarquer sur porte-avions. L'Armée de l'air italienne ne souhaite pas que l'avion soit embarqué sur le futur porte-avions que fait construire la Marina Militare, alors que, depuis Mussolini, une loi lui accorde le contrôle exclusif de tous les avions militaires.
Pour surmonter les dissensions, et alors qu'AMD-BA plaide pour un maître d'œuvre unique (lui en l'occurrence), la partie britannique accepte de lui abandonner la conception de la cellule à condition que Turbo-Union obtienne celle du moteur. Ceci obligerait la Snecma à passer par pertes et profits les investissements déjà consentis depuis septembre 1983 pour développer un nouveau réacteur, le M88, et il est exclu pour la France de confiner Snecma aux moteurs civils (tels que le CFM56) ou d'envisager deux motorisations pour le futur avion de chasse. Les Français font cependant des concessions sur le cahier des charges en acceptant notamment que la masse à vide soit portée de 7,5 à 9,5 tonnes.
Les Allemands et les Anglais proposent alors une répartition des tâches :
- la direction technique aux Britanniques ;
- la direction industrielle aux Allemands ;
- la direction financière aux Italiens ;
- la négociation des contrats aux Espagnols ;
- la présidence du consortium aux Français.

Les Français, qui prévoient de commander 50 % d'avions de plus que les Allemands ou les Britanniques, n'acceptent pas ce partage qui ne leur laisse qu'une présidence honorifique et André Gintrand, alors conseiller financier du président d'AMD-BA déclarera, en 1999 à l'historien Claude Carlier : « Les Britanniques nous ont invités comme on invite une dinde à Noël ».
Les ministres de la Défense des cinq pays reçoivent l'ordre de se mettre d'accord sur le cahier des charges. Les cinq chefs d'état-major se rencontrent et les cinq industriels sont convoqués pour recevoir la fiche de définition opérationnelle. Les deux premières pages sont effectivement communes et comportent la signature des cinq chefs d'état-major, mais sont suivies de cinq pages d'annexes demandant des choses différentes pour chaque pays.
Le 24 septembre 1984, Marcel Dassault écrit au président François Mitterrand de renoncer à la coopération avec PANAVIA car selon lui, l'ACX construit à cinq ne commencera pas à être livré avant 1995, ce qui causerait la perte de toute l'industrie aéronautique française. Il estime que même si Dassault obtient la maîtrise d'œuvre, on ne peut sacrifier le motoriste français Snecma et le radariste Thomson. De plus, il faudrait partager les exportations avec les quatre autres pays et dans ce cas, la France en perdrait 80 % sans contrepartie. Il ajoute qu'un « avion construit avec les Anglais coûte très cher et atteint rarement les performances prévues au marché. Exemple le Tornado ».
Dans la nuit du 1er au 2 août 1985, se déroule la négociation finale. La délégation française est menée par le délégué général pour l'armement, Émile Blanc, qui rendra compte au ministre et lui conseillera de refuser de poursuivre avec les trois autres pays car les Rafale air et marine fabriqués en France coûteraient moins cher que des avions européens pour l'Armée de l'air plus l'achat aux Américains de F18 pour la Marine nationale.
En août 1985, le ministre de la Défense français, Charles Hernu, annonce au sommet de Turin le retrait de la France du programme EST-EFA, ce qui conduira par la suite au lancement de deux programmes distincts : l'Eurofighter et le Rafale. Dès lors, il est acquis que la France construira des Rafale qui seront polyvalents, avec une version marine adaptée aux porte-avions disposant de catapulte, et que le Royaume-Uni, la RFA, l'Italie et l'Espagne construiront des Eurofighter, moins polyvalents et sans version marine,. Le président français François Mitterrand tentera de relancer une coopération au niveau des équipements, sans succès.

## Développement

### Démonstrateur Rafale A

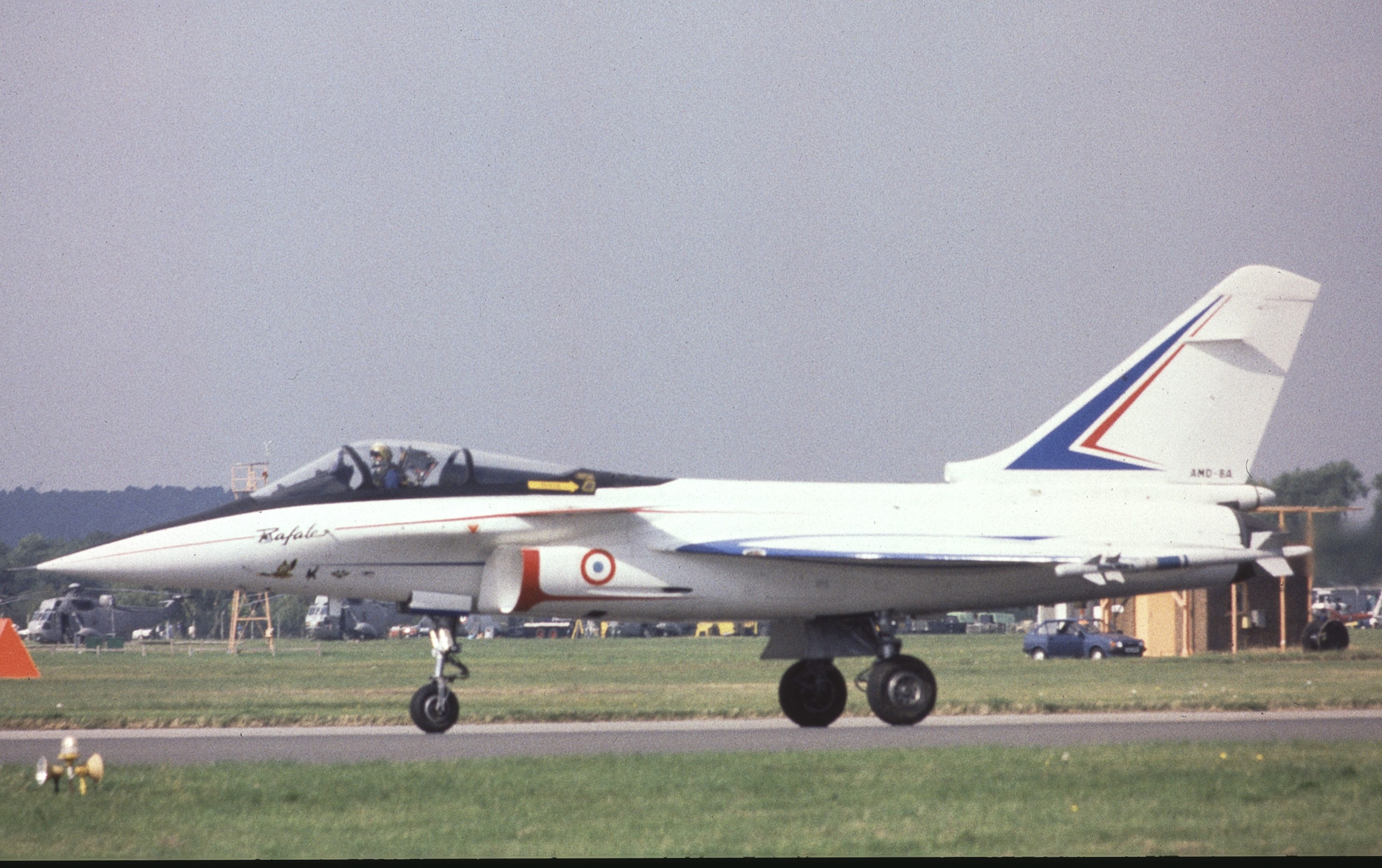
Le démonstrateur Rafale A au salon aéronautique de Farnborough en 1988.

Les études du démonstrateur de l'ACX, dont Marcel Dassault choisit lui-même le nouveau nom « Rafale A » en référence à l'Ouragan, premier avion à réaction construit par Dassault, sont lancées en mars 1983 par la firme AMD-BA. La motivation des équipes de Dassault était si forte qu'à deux reprises le calendrier prévisionnel sera avancé, l'appareil est construit en moins d'un an et demi avec neuf mois d'avance sur le calendrier initial; le démonstrateur Rafale A est présenté le 13 décembre 1985 à Saint-Cloud en présence de Marcel Dassault. La presse titillant Marcel Dassault sur le fait que son avion ne soit pas européen, celui-ci rétorque « Ce sera un avion mondial ».
Le Rafale A est équipé d'un mini-manche à balai latéral et d'une manette des gaz à faible débattement selon le concept 3M (Main sur Manche et Manette), d'une aile en double delta semi-basse sans dispositif d'aspiration de la couche limite, d'une dérive haute, d'entrées d'air semi-ventrales et dans un but de simplification sans les « souris » des Dassault Mirage III, 2000 et 4000, de plans canard placés en arrière du cockpit pour une meilleure visibilité du pilote et de commandes de vol électriques. Cette combinaison de plans canard actifs, qui font office de gouverne de profondeur, et de l'aile permet à la fois un rapport portance/traînée et une incidence élevés. Le démonstrateur est initialement motorisé par deux turboréacteurs General Electric F404 issus du F/A 18 Hornet, au lieu des Snecma M88 pour réduire les risques qui viennent souvent avec un premier vol, et parce que la Snecma a besoin de trois ans pour mettre au point son moteur de nouvelle génération. La cellule du démonstrateur ACX, qui fait largement appel aux fibres de carbone, aux fibres aramides, aux alliages aluminium-lithium, est plus grosse que celle attendue pour les avions de série car les moteurs F404 sont plus volumineux que les M88. La maîtrise par l'avionneur des commandes de vol électriques et de leur logiciel est jugée indispensable par Marcel Dassault lui-même, qui a toujours interdit à ses ingénieurs de les sous-traiter.
Marcel Dassault décède le 17 avril 1986 et ne pourra poser au pilote d'essai sa question rituelle « Alors que pense le pilote de mon avion ? » au retour du premier vol du Rafale A, qui se déroule le 4 juillet 1986 au centre d'essais de la DGA sur la base aérienne 125 à Istres. Guy Mitaux-Maurouard, premier pilote d'essai du Rafale, déclarera plus tard avoir ressenti un « stress important comme un chanteur ou un artiste de théâtre avant d'entrer sur scène […] des milliers de personnes ont travaillé sur l'avion depuis deux ans, fait des trucs extrêmement pointus et soigneux […] vous vous dites il ne faut pas que je casse leur jouet ». L'avion a atteint Mach 1.3 dès le premier vol et Guy Mitaux-Maurouard dira au chef du projet Jean-Claude Hironde à sa descente d'avion "Tu vois gros père, ça s'est passé comme au simulateur". Deux mois plus tard, le Rafale A et son concurrent EAP se font face pour la première fois au Salon aéronautique de Farnborough. L'équipe de l'EAP prend énormément de risques en y faisant voler son avion qui vient d'effectuer son premier vol quinze jours avant l'ouverture du salon. L'EAP ne peut effectuer que des démonstrations très basiques, alors que le Rafale A stupéfiera tout le monde en effectuant déjà des figures acrobatiques, et en atterrissant en 250 m sans parachute. Malgré ce premier succès, chez Dassault, on est très inquiet, échaudé par l'arrêt du Mirage 4000 pendant la phase expérimentale alors que les industriels ont beaucoup participé sur leurs fonds au financement du Rafale A sans savoir s'il aboutirait. En février 1987, le président François Mitterrand annonce le lancement d'un avion opérationnel dérivé du Rafale A. Mais la Marine nationale ne croit pas que le Rafale pourra apponter sur un porte-avions car l'aile delta a traditionnellement une vitesse d'approche élevée. Dassault sait que l'utilisation de commandes de vol électriques associées aux plans-canards mobiles permettra d'abaisser la vitesse d'approche. Il lui faut rapidement rassurer les marins et, le 30 avril 1987, Yves Kerhervé, pilote d'essai Marine du projet Rafale, simule un appontage et remet les gaz à 50 cm du pont du porte-avions Clemenceau. Il ne peut pas toucher le pont car la structure du démonstrateur n'est pas assez solide et l'avion se briserait. Le démonstrateur Rafale A, atteint la vitesse de Mach 2 avec ses deux moteurs General Electric F404 le 4 mars 1987 au cours de son 93e vol.

#### Préférence pour le F/A-18 (1987)
La Marine nationale, — qui ne veut pas du Rafale car, selon elle, il arrivera trop tard pour remplacer ses F-8 Crusader, — étudie la transformation, qui se serait révélée peu fiable, de quelques Super-Étendard d'attaque datant de dix ans en avions d'interception. Après les sept premiers appontages simulés du Rafale A sur le Clemenceau réalisés le 30 avril 1987, le premier ministre Jacques Chirac précise au salon du Bourget en juin 1987 que le Rafale équipera l'Armée de l'air et la Marine nationale à partir de 1996. En dépit de cette décision et malgré 85 autres appontages simulés sur le Foch du 4 au 8 juillet 1988, de 124 appontages simulés sur la BA 125 à Istres et 160 sur la BAN Nîmes-Garons, la préférence de la Marine nationale va toujours à la location ou l'achat « sur étagère » d'une trentaine de F/A-18 Hornet d'occasion qui ont fait leurs preuves sur les porte-avions américains.

#### Rafale définitivement retenu pour l'Armée de l'air et la Marine nationale

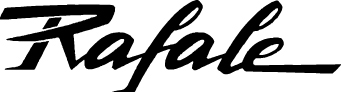
Logo du programme Rafale.

En décembre 1987, l'État demande aux industriels membres du GIE ACE International de participer aux coûts de développement pour 25 %. En 1988, à la suite d'un rapport de l'Assemblée nationale française, des critiques de la presse sur « le gouffre à milliards » ou le « Mirage du Rafale » puis de la sortie du Premier ministre Michel Rocard du « sinistre industriel », les industriels sont enjoints de participer à hauteur de 25 % aux frais de développement, soit 40 milliards de francs, qu'ils devraient récupérer à moyen terme à l'export.
Le 26 janvier 1988, le lancement du programme Rafale est officiellement annoncé par un comité interministériel tandis que le contrat de développement est signé le 21 avril 1988. À cette date, AMD-BA, Snecma, Thomson-CSF et Dassault Électronique passent en phase de réalisation des matériels de présérie.
Une décision de retrait de la Marine nationale du programme, qu'elle finance à hauteur de 20 %, aurait vraisemblablement été catastrophique pour les industriels du GIE Avion de Combat Européen (ACE) et la R&D française, comme le précise un nouveau rapport de l'Assemblée nationale : la Marine a essayé « à tout prix [de] disposer d'un avion spécifique et surtout différent de celui de l'Armée de l'air. Ces errements passés avaient été poussés jusqu'à l'absurde à la fin des années 1980, avec la proposition d'achat des F-18 pour le porte-avions au risque d'affaiblir l'outil de souveraineté, la cohérence du dispositif aérien et l'industrie aéronautique française ». Après que Marcel Dassault se fut fâché, il a été décidé une prolongation de 17 Crusader pour 800 millions de francs et la transformation de 71 Super-Étendard en version modernisée (SEM) pour un montant inconnu.
À la suite des exercices avec l'US Navy en 2006, la Marine se déclarait très satisfaite du Rafale et constatait que ses appareils n'avaient aucun mal à rivaliser avec les F/A-18E Super Hornet entrés en service en 1999. En 2017, après le premier déploiement du porte-avions Charles de Gaulle depuis son passage au tout Rafale, le commandant du groupe aérien et son adjoint se félicitent de « la disponibilité remarquable des 24 Rafale présents à bord. Après deux mois et demi d'opération, près de 500 sorties et 2 700 heures de vol pour les avions du GAE, le taux de disponibilité des Rafale est de 94 % et celui des Hawkeye supérieur à 90 %. La maintenance est un atout car elle va vite. C'est un avion fiable, facile à dépanner et qui dispose maintenant d'une maintenance aboutie. Avec lui, il n'y a pas de surprise ».

#### Le moteur Snecma M88 est enfin prêt
À l'issue du 460e vol réalisé le 12 juillet 1989, le Rafale A entre en chantier pour six mois afin de remplacer le moteur General Electric F404 de gauche par un Snecma M88.
Pour effectuer les tests du M88 en toute sécurité, Dassault a décidé d'innover en profitant de la qualité de biréacteur du Rafale, et en utilisant une configuration inédite avec deux moteurs différents à droite et à gauche lors des premiers tests du M88 sur le Rafale A.
Le cahier des charges avait été défini pour que le M88 réponde à quatre critères essentiels :
1. Permettre au Rafale d'aller toujours en supersonique élevé[Note 2] ;
2. Avoir une consommation spécifique faible pour permettre au Rafale d'effectuer ses missions avec 30 % de carburant en moins qu'avec les moteurs existants[Note 3] ;
3. Se faire oublier du pilote pendant les manœuvres tout en étant très puissant[44] ;
4. Être plus petit que le General Electric F404 et permettre une plus grande puissance grâce à une température de fonctionnement plus élevée[Note 12].

Les deux premiers vols de cette configuration dissymétrique utilisée pour tester le Snecma M88 permettent au pilote d'essai Guy Mitaux-Maurouard de confirmer que le moteur Snecma M88 fait aussi bien que le General Electric F404 et même mieux dans les reprises.
Alain Rabion, chef pilote d'essai de la Snecma, entame les essais moteurs du M88-2 à Istres le (27 février 1990) et atteint dès ce premier vol la vitesse de Mach 2 à 15 000 m d'altitude (soit 2 128 km/h, la vitesse du son étant égale à 295 m/s à cette altitude) et sans utiliser la post-combustion. 1 000 paramètres du M88-2 sont transmis aux 25 ingénieurs des essais en vol du M88-2. L'ensemble de la campagne d'essai est un succès et le M88 répond parfaitement aux quatre principaux critères requis.
Le Rafale A est retiré des essais après le 867e vol, réalisé (le 24 janvier 1994) en patrouille avec les quatre Rafale de développement C01, B01, M01 et M02.

### Prototypes en phase de test

#### Rafale C01 et B01
Alors que les essais du Rafale A se déroulent sans souci, les ingénieurs commencent à travailler à la version définitive du Rafale qui sera plus fin que le Rafale A grâce au M88 plus petit que les F404, mais en 1988 le ministre de la Défense André Giraud ajoute une clause classée « confidentiel défense » de furtivité dans la fiche programme. Les documents de l'époque parlent donc de l'ACE/Rafale D (pour Discret), les ingénieurs de Dassault et de Thomson CSF vont devoir rendre le Rafale invisible aux radars. Comme dans le cas des avions furtifs américains, on joue sur les formes (le Rafale A est entièrement redessiné à l'exception des roues) et les matériaux pour améliorer la furtivité passive de l'avion qui n'est pas totale (l'avion est discret et non furtif), puis on ajoute un système de protection électronique SPECTRA pour augmenter la furtivité active de l'avion. Ce choix d'une cellule semi-furtive rendue furtive par l'ajout d'un système électronique présente deux avantages : on ne sacrifie pas les qualités opérationnelles de l'avion au nom de la furtivité passive, de toute façon les progrès des systèmes de détection rendront à terme la furtivité passive obsolète, alors qu'au contraire l'évolutivité du Rafale et de son système de protection électronique SPECTRA lui permettra d'adapter la furtivité active du Rafale à ces nouveaux capteurs et de rester au meilleur niveau technologique jusqu'en 2050.
Pour répondre aux différentes missions qui lui seront confiées – défense et supériorité aérienne, reconnaissance, appui-feu rapproché, attaque de précision et d'interdiction au moyen d'armes conventionnelles, frappe nucléaire –, le Rafale destiné à l'Armée de l'air est décliné en deux versions, le Rafale C (pour « chasseur ») et Rafale B (pour « biplace »), respectivement monoplace et biplace. Un prototype du Rafale C, dénommé C01, est commandé le 21 avril 1988 et réalise son premier vol le 19 mai 1991,, inaugurant ainsi le début d'un programme de test qui vise essentiellement à élargir le domaine de vol du Rafale et à tester les turboréacteurs Snecma M88, et, par la suite, l'interface homme/machine et les armes. Un second prototype, le Rafale C02, est également prévu avant d'être annulé à l'automne 1991 en raison de contraintes budgétaires.

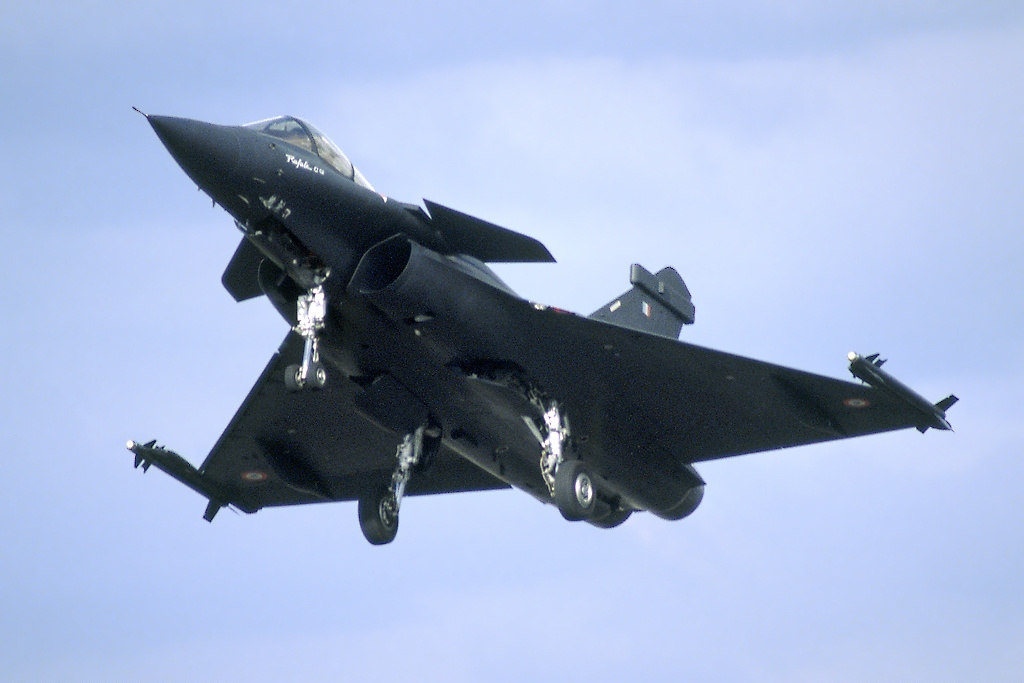
Le Rafale C01 au Salon aéronautique de Farnborough en 1991. Ce prototype destiné à l'Armée de l'air française est reconnaissable à sa couleur noire et à l'absence de perche de ravitaillement.

Le Rafale C01, qui arbore une livrée noire suggérant sa furtivité, même s'il ressemble à s'y méprendre au démonstrateur Rafale A, en est significativement différent puisque seules les roues latérales n'ont pas été redessinées, la compacité du moteur M88 par rapport à celle du F404 permet d'alléger le prototype d'une tonne (8,5 contre 9,5 tonnes pour le Rafale A) et de réduire sa longueur de 50 cm (15,27 mètres contre 15,80 mètres) et son envergure de 0,34 mètre (10,86 mètres contre 11,20 mètres) et sa surface alaire de 2,3 m2 (45,70 m2 contre 47 m2). Le train d'atterrissage avant comporte deux roues contre une seule pour le Rafale A.
Au niveau de l'aérodynamique, la voilure est elle-même simplifiée, revenant à une aile delta simple prolongée par un apex vers les entrées d'air. L'empennage est raccourci et sa jonction avec le fuselage est revue, déplaçant l'entrée d'air auxiliaire du pied de l'empennage vers la verrière. Le Rafale C01 est plus léger que la masse prévue au cahier des charges tout en ayant une capacité d'emport interne de carburant supérieure à celle requise. Toutes les performances sont également supérieures aux spécifications du cahier des charges, par exemple la vitesse d'approche est abaissée de 117 nœuds à 110 nœuds.
En vue de l'intégration du système de guerre électronique SPECTRA, le Rafale C01 est muni, à la façon du Mirage 2000, d'un ballonnet tandis que les plans canard sont modifiés et peuvent servir d'aérofreins. La pointe avant est plus large, afin d'y loger le radar RBE2, mais surtout inclinée vers le bas pour faciliter la visibilité lors des appontages. Enfin, des efforts ont été faits pour réduire la surface équivalente radar, grâce notamment à l'utilisation étendue de matériaux absorbant les ondes radar.
Le Rafale B01, d'une livrée camouflage, dont le premier vol se déroule le 30 avril 1993,, est quasiment identique au C01. Hormis le fait qu'il s'agit d'un biplace, le B01 est plus lourd de 700 kg et sa capacité en carburant est réduite de 500 litres. L'entrée d'air du circuit de refroidissement est modifiée pour loger le deuxième poste de pilotage, identique au premier et interchangeable, indispensable aux complexes missions de pénétration.
Stocké sur la Base aérienne 279 Châteaudun à partir de 2007 et ayant fait partie de sa collection CANOPEE depuis 2013 (et donc exposé en statique lors des meetings ayant lieu sur la base), le Rafale C01 repose actuellement sur une stèle à l'Hexagone Balard, au quartier général du ministère des Armées ; l’inauguration a eu lieu le 14 octobre 2019. Il a été dépourvu de sa livrée noire emblématique pour être repeint aux couleurs opérationnelles, numéroté 15 et orné d’une cigogne sur sa dérive, ce qui n'a pas manqué de faire réagir nombre d’observateurs.

#### Rafale M01 et M02

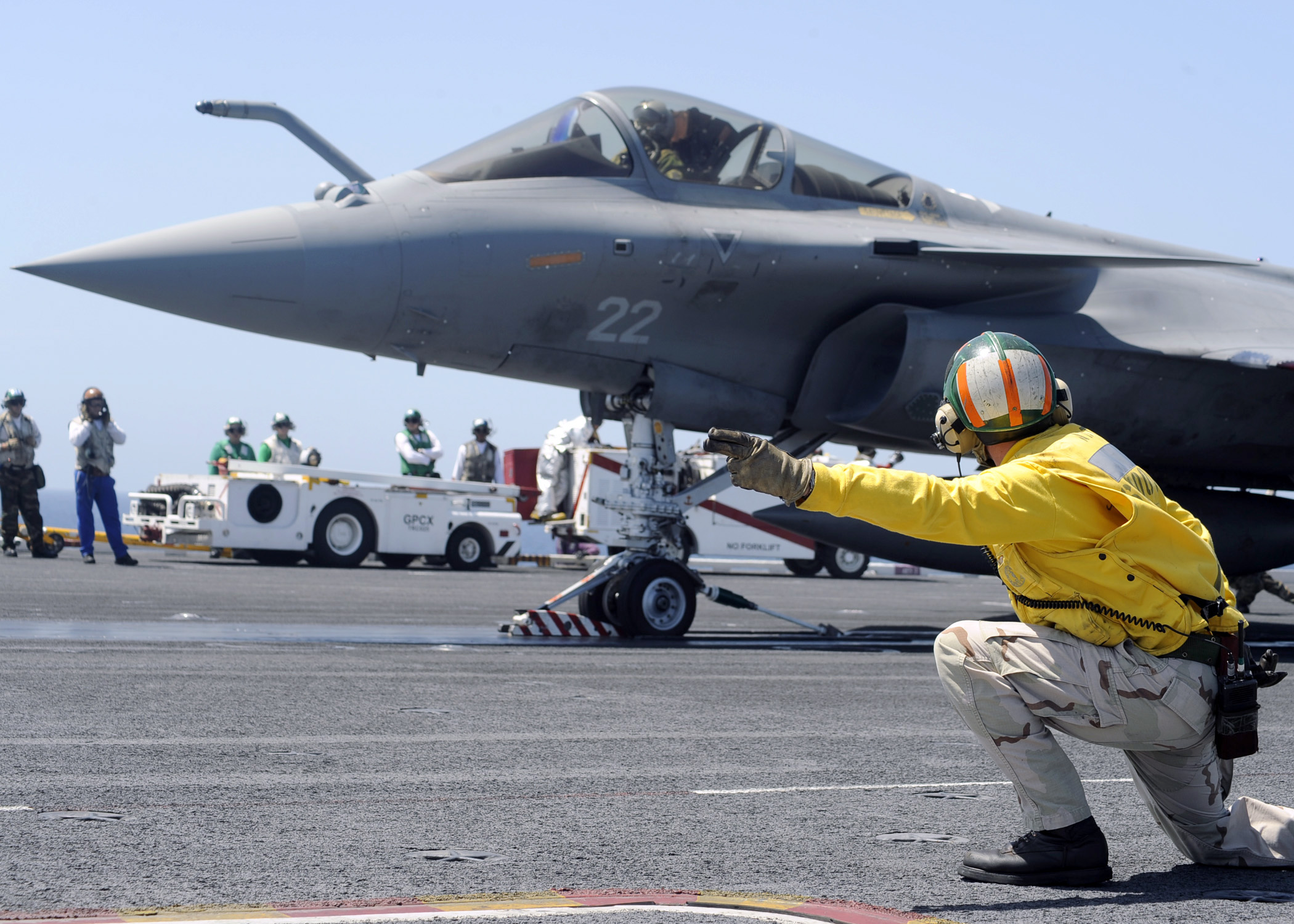
Catapultage d'un Rafale M depuis le porte-avions.

La Marine nationale dispose d'une version spécifique du Rafale, dénommée Rafale M (pour « Marine »), en raison de la particularité des opérations menées à partir d'un porte-avions. Deux prototypes de cette version, les Rafale M01 et M02, sont commandés le 6 décembre 1988. Le M01 effectue son premier vol le 12 décembre 1991, piloté par Yves Kerhervé, pilote d'essai marine chez Dassault. D'une livrée grise, il est quasi identique au Rafale C01. Les 39 premiers tests de catapultage et quatre premiers tests d'appontage simulés sur piste (ASSP) sont effectués du 8 juillet au 23 septembre 1992 aux États-Unis sur la base du Naval Air Warfare Center de Lakehurst dans le New Jersey puis de celui de Patuxent River dans le Maryland. Ces bases d'essais disposent d'une piste équipée d'une catapulte identique à celles des porte-avions américains et permettent de simuler des catapultages à partir de la terre. Deux autres campagnes d'essais avec des charges lourdes seront effectuées aux États-Unis en janvier et mars 1993.
Le 19 avril 1993 à 14 h 43 sur le Foch, Yves Kerhervé effectue le premier appontage d'un Rafale M et le lendemain le premier catapultage d'un Rafale M est effectué, le Foch ayant été équipé d'un mini-tremplin afin de compenser sa plus faible longueur par rapport au futur porte-avions nucléaire Charles de Gaulle.
Le 8 novembre 1993, Éric Gérard, lui-même pilote d'essai marine de Dassault et qui deviendra le pilote de présentation Rafale dans les meetings aériens dans les années suivantes, effectue le premier vol du second prototype M02 sur la base d'Istres. L'année suivante, les prototypes M01 et M02 effectuent les premiers tests sur le porte-avions Foch.
Les essais d'appontage sont ensuite effectués en France sur la base d'Istres avec des « touchés » sur le porte-avions Foch naviguant à 50 km au sud de Marseille.
Après deux ans d'essais, en 1996, le gouvernement français qui a décidé de vendre le porte-avions Foch au Brésil demande le décalage de la livraison des premiers Rafale, tous destinés à la Marine nationale, avec les premières réceptions en l'an 2000 au lieu de 1998 comme prévu préalablement.
Le M02 reprend les essais d'appontage et de catapultage en juin 1999, dorénavant sur le nouveau porte-avions nucléaire Charles-de-Gaulle lui-même en période d'essai quelques jours avant la livraison du premier Rafale de série, le M1.

### Phase d'industrialisation
En 1994, les trois prototypes M, B et C ont terminé leurs essais et le Rafale peut entrer en production. À la même époque, le concurrent du groupement européen Eurofighter dont l'avion est désormais nommé Typhoon DA1 commence ses essais avec trois ans de retard sur le Rafale alors que les deux projets ont été lancés avec un mois d'écart en 1983. La fabrication du Rafale est très innovante du fait :
- de l'utilisation intensive (supérieure à 30 %) de matériaux composites de très haute technologie tels que les fibres de carbone, de titane, de fibres d'aramide Kevlar (radôme, carénages de raccordement voilure/fuselage et queue du fuselage) et d'alliage aluminium-lithium ;
- de l'usage de la CFAO (utilisation conjointe de la conception assistée par ordinateur et de la fabrication assistée par ordinateur) par l'outil Dassault CATIA qui deviendra le leader mondial de son secteur. L'usage de CATIA a permis de réduire le nombre de fixations à 3 000.
- de la centralisation ou de la délocalisation de tout ce qui mérite de l'être. L'idée était de s'inspirer d'une chaîne haute-fidélité : si un seul élément n'est pas bon, c'est tout l'ensemble qui est dégradé ;
- de l'utilisation d'une maquette numérique, Dassault devenant le premier constructeur d'avion à construire un avion sans maquette physique ;
- de l'emploi du procédé de formage superplastique associé au soudage par diffusion développé par le CEA[55] (SPF/DB) permettant d'obtenir des pièces nervurées ou de structures alvéolaires en une seule opération de formage-soudage des pièces composées de plusieurs tôles (habituellement rivetées, usinées en structure intégrale, collées ou soudées). Les bords d'attaque sont réalisés par ce procédé avec du titane.

En prévision d'une cadence de production pouvant être très basse, puis accélérée afin d'assurer des commandes pour l'exportation en plus des besoins propre de l'armée française, Dassault a décidé dès le début du projet, en parallèle du développement des prototypes, de rationaliser son outil de production et de le faire passer à l'ère numérique : chaque site AMD-BA se voit attribuer une mission de production définie pour disposer des processus industriels les plus performants.
- Usine de Dassault Mérignac : chaîne d'assemblage final des sous-ensembles produits par les usines de Dassault, Snecma et Thomson et des équipements fournis par les 500 autres sous-traitants.
- Usine de Dassault Argenteuil : éléments de structures en tôlerie, telles que des revêtements, des cadres et pièces de structure en aluminium, de la tuyauterie et la chaîne d'assemblage des fuselages jusqu'au câblage pour lequel des sous-traitants travaillent directement dans l'usine à temps complet, du contrôle de l'étanchéité des réservoirs structuraux. L'usine dispose aussi de l'atelier d'usinage chimique, grande spécialité du groupe qui permet à Dassault de produire des avions plus légers que ses concurrents en éliminant des couches de métal superflues sur certaines parties des pièces.
- Usine de GMA Seclin : pièces de structures importantes, telles que des cadres, des longerons.
- Usine de Dassault Martignas : voilures.
- Usine de Dassault Biarritz : panneau de voilure et dérives, ainsi que les 350 éléments de structure en matériaux composites.
- Usine de Martignas : assemblage par des robots de la voilure, une première dans l'histoire de l'aéronautique, à partir des panneaux de Biarritz.
- Usine de GMA Poitiers : verrière et plans canards, et les pièces réalisées par SPF/DB.
- Usine de Snecma Evry-Corbeil : fabrication des pièces de moteurs M88.
- Usine de Snecma Villaroche : assemblage et test des moteurs M88.
- Usine de THOMSON Pessac : radar RBE2 et autres systèmes.
- Usine de Dassault Argonay : commandes de vol électriques et servocommandes. Dassault reste le seul avionneur au monde à construire lui-même ses commandes de vol selon le souhait de Marcel Dassault.

### Évolutions incrémentales

#### Standard F1
Le standard F1 ne comportait que des fonctions air-air. Son entrée en service opérationnel a été prononcée par la Marine nationale le 25 juin 2004 sur la base d'aéronautique navale de Landivisiau,. Il n'a concerné que les dix premiers avions (Rafale M1 à M10) livrés à la Marine nationale à compter de septembre 2000 pour remplacer dans l'urgence les Crusader à bout de souffle. Lorsque suffisamment de Rafale Marine au standard F2 furent livrés, les Rafale M2 à M10 ont été placés sous cocon (de 2008 à 2013), le Rafale M1 restant utilisé pour les essais en vol.
Ces 10 appareils ont ensuite été directement portés au standard F3 par le biais d'une importante opération de rétrofit commencée en 2013 et achevée en 2018 avec nouveau passage sur la chaîne de montage de Dassault Mérignac. Les 10 "nouvelles livraisons" à la Marine nationale se sont échelonnées de 2014 à 2018.

#### Standard F2
Le standard F2 mis en service en 2005 (à partir des Rafale M11, B304, C103) amène les évolutions suivantes :
- missile de croisière Scalp ;
- armement modulaire A2SM ;
- missile Air-Air Mica IR ;
- liaison de données L16 ;
- optronique Secteur Frontal (OSF) IR & TV ;
- centre de calcul modulaire ;
- nouvelle interface homme machine.

Tous les Rafale au standard F2 ont été portés au standard F3,.

#### Standards F3, F3-O4T et F3-R

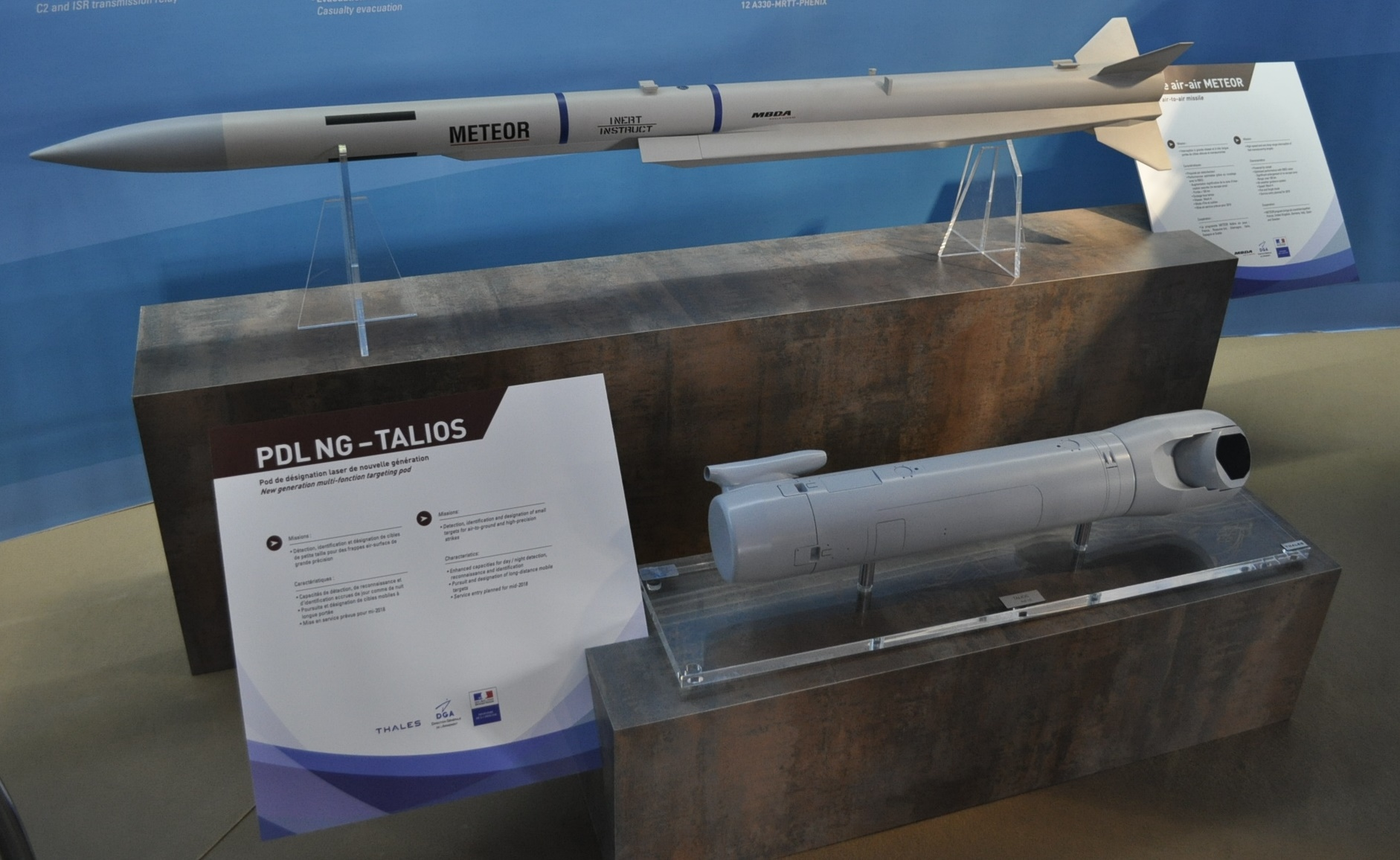
Maquettes d'un missile MBDA Meteor et d'une nacelle Thales Thalios, exposées en 2015, pour présenter le standard F3R.

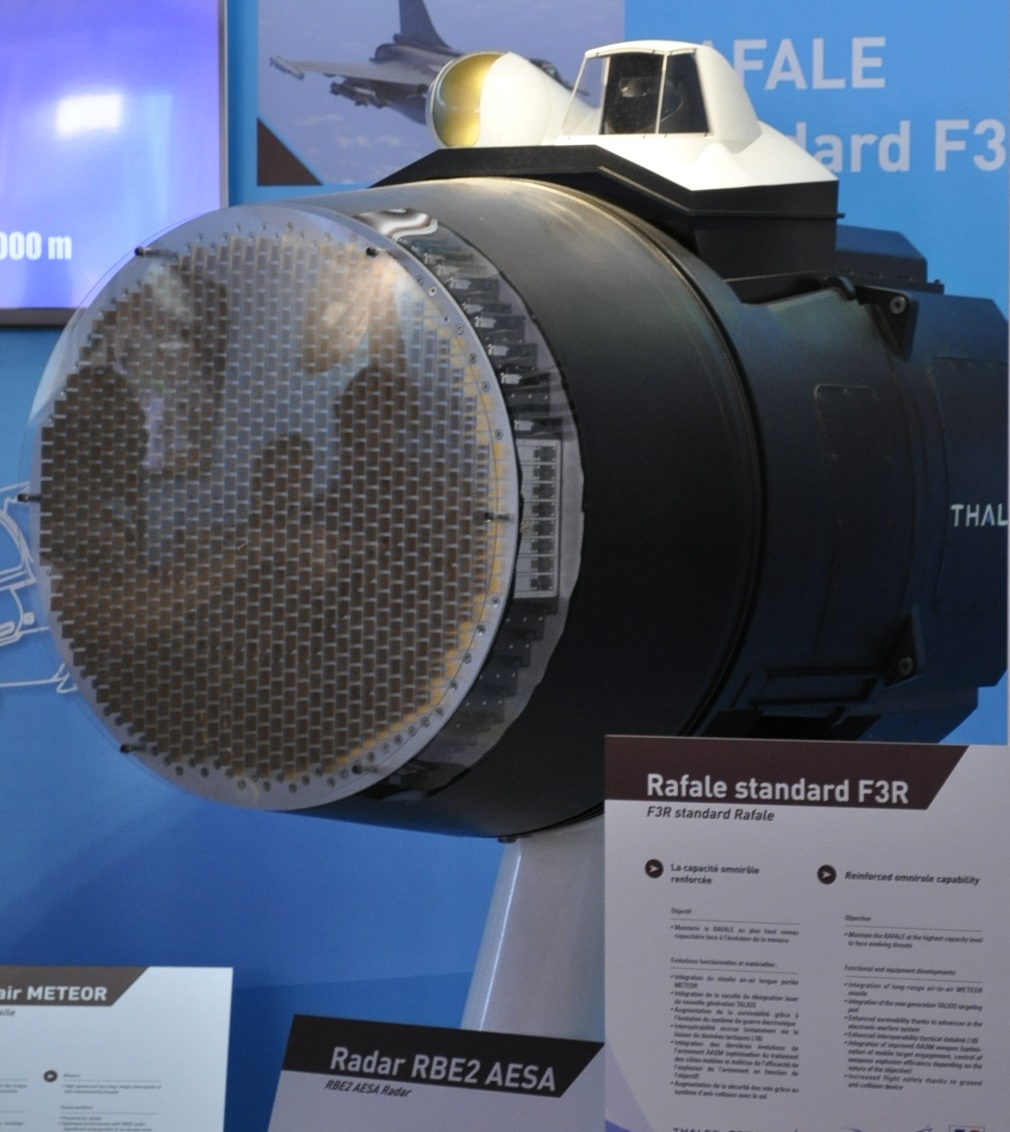
Maquette d'un radar Thales RBE2 AESA et d'un OSF, exposés en 2015, pour présenter le standard F3R.

La DGA décide, au premier semestre 2006, d'injecter 400 millions d'euros dans la remise à niveau de l'avion qui se fera, une nouvelle fois, par un étalement des commandes. Ce standard correspondra à une mise à jour des nouvelles technologies, à une furtivité accrue et à une capacité de reconnaissance des appareils ennemis supérieure, permettant au Rafale d'égaler ses principaux concurrents, le F-35 et le F-22 américains,.
Le standard F3 a été mis en service courant 2009. Il a été suivi par d'autres sous-standards comme le F3-O4T et le F3R (R pour road map), lancé le 10 janvier 2014, à l'occasion d'une visite sur le site Dassault Aviation de Mérignac du ministre de la Défense Jean-Yves Le Drian qui annonce que le programme a été notifié le 30 décembre 2013 par la Direction générale de l'Armement, pour un montant d'un milliard d'euros réparti sur cinq ans, avec pour objectif la qualification de ce nouveau standard en 2018. Le 8 novembre 2018, la DGA annonce la qualification du standard F3-R et confirme que l'ensemble des 144 Rafale déjà opérationnels dans l'armée française seront mis progressivement au standard F3-R dont les dix premiers avant la fin de l'année 2018,.
Le standard F3 amène les évolutions suivantes :
- L'adjonction au radar Thales RBE2 d'une antenne active (AESA) dotée d'un millier de modules émetteurs-récepteurs à arséniure de gallium au lieu d'un seul tube à ondes progressives (TOP)[Note 14] et permettant un accroissement de 50 % de la portée ;
- Une nouvelle version de l'OSF, l'OSF-IT, qui voit la suppression de la double voie infrarouge obsolète et se contentera d'une voie TV améliorée ;
- L'intégration d'un nouveau détecteur infrarouge de départ missile (DDM-NG) au SPECTRA[67] ;
- une évolution du corps HP (haute pression) du réacteur, baptisée M88-2 Etape 4 Pack CGP (Coût Global de Possession), permettant une réduction du coût de la maintenance avec une durée de vie augmentée jusqu'à 50 % pour certaines pièces tournantes critiques ;
- l'emport de la nacelle Damocles permettant au même avion de désigner une cible et de tirer une bombe guidée[68] ;
- L'emport du missile de croisière furtif SCALP EG pour les frappes à 500 km ;
- L'emport du missile de croisière préstratégique MBDA Air-sol moyenne portée amélioré (ASMP-A) supersonique pour une frappe nucléaire de 300 kt à 500 km.

Le standard F3R quant à lui contient :
- l'emport de la nacelle de désignation laser Thales TALIOS[69] qualifiée par la DGA et dont 45 exemplaires seront livrés entre 2018 et 2022[70], conférant une capacité de bombardement à 70 km de jour comme de nuit. Son capteur infrarouge opérant dans une bande moyenne lui permet de garder toute son efficacité dans des conditions atmosphériques chaudes et/ou humides. Elle permet de larguer, de façon autonome, la bombe guidée laser GBU-24 Paveway III de 1 162 kg ;
- l'emport du missile air-air Meteor[71];
- un système automatique d'évitement de collision au sol : Automatic Ground Collision Avoidance System (AGCAS) (en)[72].

Son évolutivité devrait lui permettre selon le directeur de la stratégie de la DGA de rester au meilleur niveau technologique jusqu'en 2050.
Les standards des avions exportés sont dérivés du standard F3.

#### Standard F4
Le standard F4 succède au F3R, pour une mise en service progressive entre 2023 et 2025.
Les avions produits avant septembre 2020 peuvent être modernisés jusqu'à un standard dénommé F4.1 qui bénéficiera des mises à jour logicielles mais avec des possibilités d'évolutions matérielles limitées. Ceux produits depuis cette date bénéficient d'améliorations structurelles (cellule, câblage, pods d'emport) leur permettant de rallier un standard dénommé F4.2 et leur assurant une évolutivité matérielle et logicielle vers les standards futurs,. Ces deux versions F4.1 et F4.2 correspondent donc aux versions initiales de deux branches parallèles d'évolutions.
Le contrat de développement du standard F4 a été signé par le ministère de la Défense en 2019. Il définit les axes d'évolution ou de modernisation :
- Interface homme-machine : Thales fournira le viseur de casque Scorpion qui permet de fournir une représentation de la situation tactique, une synthèse des différents systèmes et une interface avec le système d'armes[77], ainsi que de nouveaux systèmes Visualisations Têtes Latérales (VTL)[78].
- Connectivité : Thales et Atos intègrent la nouvelle connectivité avec la radio CONTACT compatible avec le système SCORPION de l'armée de terre (bulle aéroterrestre et combat collaboratif[79]), un serveur de communication intelligent sécurisé[80] assurant le chiffrement et la cyberprotection des données[81] et la passerelle Extension du Système de Navigation et d’Armement[82]. Une antenne liaison satellite (liaison chiffrée Syracuse IV[76]) sera installée au pied de la dérive dans une soute qui avait été créée préventivement[83]. La nouvelle liaison de données tactique (LdT), directionnelle chiffrée et à faible énergie permettra les communications intra-patrouille[84]. Mise à jour de la Liaison 16 au niveau block upgrade 2[85].
- Détection des menaces et protection : amélioration du radar RBE2-AESA (en particulier dans le mode air-sol) avec une fonction Ground Moving Target Indicator (GMTI) et une cartographie ultra-haute résolution[85], de l'OSF (réutilisation du canal infra-rouge) et du système d'autodéfense SPECTRA (nouvelles antennes AESA GaN) permettant des extensions en détection et brouillage[76]. Localisation passive 3D en réseau : Tragedac[85]. Système Incas (leurre/brouilleur électromagnétique largué)[85].
- Analyse de données : Thales développera un système d'intelligence artificielle afin de permettre au système Reco NG (nacelle optronique AREOS[86]) de reconnaître lui-même en direct les éléments d'intérêt pour permettre de présenter des résultats à l'équipage, alors qu'il faut actuellement une heure à un analyste pour traiter 10 km2 de terrain et que le système permet de photographier 3 000 km2 en une heure[87],[83].
- Engagement : nouveau missile air-air Mica NG équipé d'un propulseur à double impulsion et commandé à 567 exemplaires par la DGA en novembre 2018[71],[88], ouverture des points 3 sous la voilure permettant d'emporter 2 missiles MICA NG supplémentaires (6 missiles MICA + 2 missiles METEOR). Le SCALP-EG sera rénové à mi-vie et l'AASM à guidage mixte inertie/GPS/infrarouge ou Laser d'une tonne remplacera la GBU-24 (guidage Laser uniquement).
- Motorisation : évolution des moteurs M88 qui disposeront notamment d'un calculateur modernisé[84].
- Disponibilité : réalisation d'un nouveau Système de Pronostic et d'Aide au Diagnostic augmentant la disponibilité des appareils en offrant des capacités de maintenance prédictive[84], évolution du système Harpagon.

Les capacités offensives comme défensives du Rafale F4 seront améliorées pour résoudre la problématique du développement des concepts A2/AD (Anti-Access / Area Denial : déni d’accès et interdiction de zone) : accroissement des opérations en réseau, connectivité accrue, accélération du cycle de décision et d’engagement.
Des essais conduits avec le Rafale M1, porté à une version intérimaire du standard F4, visent à tester un mode automatisé offrant des fonctionnalités d'aide à l'appontage (similaire au système magic carpet de l'US Navy). Le premier appontage du dernier-né des Rafale Marine F4 sur le porte-avions Charles de Gaulle a été réalisé fin 2021. Ce succès concrétise les innovations technologiques qui permettent d'assister le pilote lors de cette phase d'approche critique. Ces innovations interviennent à deux instants distincts, en premier lieu au moment du circuit de positionnement conventionnel aérien, puis au cours des dix dernières secondes cruciales de la manœuvre.

##### Standard F4.1
La DGA a réalisé la première campagne d'essais du standard F4.1 au centre d'essais en vol d'Istres du 26 au 29 avril 2021. Elle visait à tester la mise en œuvre des nouvelles fonctionnalités de combat coopératif.
Le Rafale biplace B359, livré en décembre 2022 au standard F3R, a été le premier Rafale porté au standard F4.1 en 2023. Les mises à jour logicielles ont été effectuées par la DGA au CEV d'Istres. Ce premier Rafale F4.1 a été remis le 2 mars 2023 au CEAM sur la BA 118 de Mont-de-Marsan et sera suivi par un second, sorti de la chaîne d'assemblage à ce standard. Leurs capacités seront testées au sein de l'escadron 1/30 Côte d'Argent, avant une mise en service opérationnelle prévue à l'horizon 2024-2025.
Une campagne d'expérimentation a été menée par le CEPA/10S (centre d’expérimentations pratiques et de réception de l’aéronautique navale) à bord du porte-avions Charles De Gaulle du 21 au 30 mars 2023. Elle a impliqué trois Rafale Marine au standard F4.1 et a permis le test des spécificités des missions aéromaritimes.

#### Standards futurs
Les prochains niveaux d'évolution du programme Rafale sont indiqués comme Rafale « MLU » (Mid Life Update), F5 (horizon 2030), F6 (horizon 2040),,,.
Pour ces niveaux d'évolution futurs, sont évoquées spéculativement de nombreuses évolutions :
- L'optimisation de SPECTRA[74].
- L'ajout de capacités de guerre électronique offensives[74].
- L'amélioration de la furtivité passive : diminution de la SER par modification de la cellule[74].
- L'extension de Tragedac au SCAF[74].
- L'intégration d'émetteurs, récepteurs et antennes dans la peau de l'avion[74].
- L'emport du missile air-sol nucléaire de quatrième génération (ASN4G)[96],[97].
- Le contrôle d'effecteurs déportés (Remote Carriers)[98].
- Le développement d'un rafale E, muni de capacités Guerre Électronique et Cyber et élimination des défenses anti-aériennes (créneau du EA-18G Growler)[99],[100],[101].
- Une liaison haut débit directionnelle en bande Ku[102].
- Futur missile antinavire, futur missile de croisière[102].
- Une liaison de données tactique interopérable avec les avions F-35, implémentant un standard ouvert européen et basée sur le principe de radio logicielle, permettant ainsi une intégration logicielle aisée sur les systèmes de ces deux plateformes. Ceci afin d'augmenter le niveau d'intégration de flottes aériennes alliées[103].
- L'accompagnement du F5 par un drone de combat dédié[104],[105].

#### Standard F5

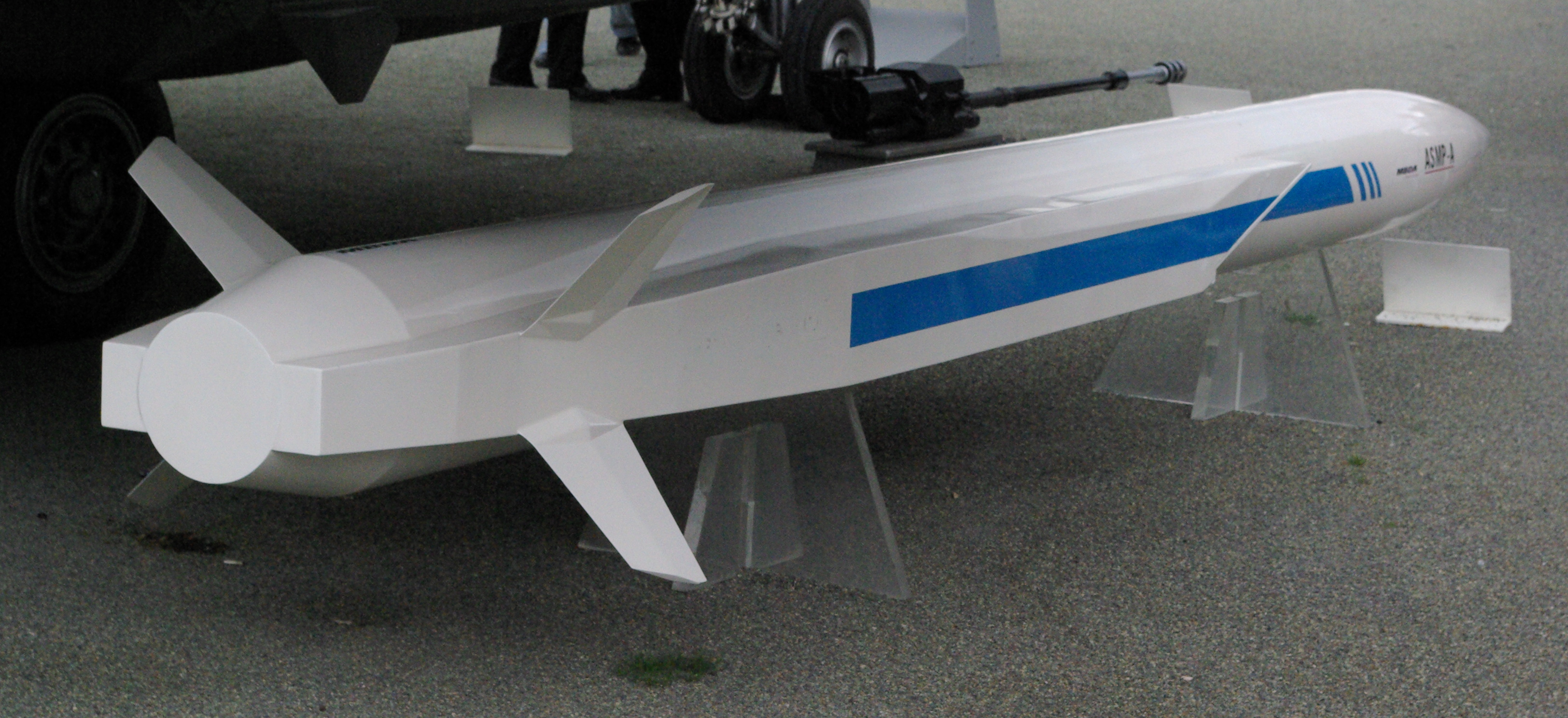
Vue ¾ arrière d'une maquette de l'ASMP-A.

Le Rafale va franchir une étape cruciale avec l'arrivée du standard F5. Ce nouveau modèle sera accompagné d'un drone furtif de combat et sera capable d’emporter le futur missile nucléaire hypersonique ASN4G,.
Le ministre des Armées et des Anciens combattants, Sébastien Lecornu, a annoncé que les premières commandes du standard F5 du Rafale ont été notifiées aux industriels, lors de la célébration des 60 ans des Forces aériennes stratégiques (FAS), mardi 8 octobre 2024 sur la Base aérienne 113 Saint-Dizier-Robinson. Cette nouvelle version de l'avion de chasse marque une étape clé dans la modernisation de l’aviation française.[réf. souhaitée] Le Rafale F5 sera très différent des précédents standards. « Le radar, les contre-mesures électroniques et le calculateur nécessaire à la connectivité auront été modifiés. Or les capacités de calcul permettant de traiter des centaines de milliers d’informations nécessitent un câblage que le Rafale tel que nous le connaissons aujourd’hui n’est pas capable de supporter », avait expliqué le général Stéphane Mille, l’ancien chef d’état-major de l’armée de l’Air & de l’Espace [CEMAAE].
Au début des années 2010, lors des discussions sur la vente de Rafale aux Émirats arabes unis, il était question d'augmenter la puissance du M88 afin de répondre à une demande émirienne. Le projet M-88-X (puis M-88-9) fut lancé à cette fin, mais finalement les EAU abandonnèrent cette exigence. Le standard F5 du Rafale va nécessiter une puissance supérieure de motorisation et de production électrique, indispensable pour compenser l’alourdissement de cette version du fait de nouveaux systèmes (radar AESA à balayage étendu, système de guerre électronique, traitement collaboratif des données, connectivité augmentée), et de la mise en œuvre de drones de combat ailiers. Lors du Salon du Bourget 2025, Safran annonce le développement d'une version T-REX, profondément modifiée et d'une puissance augmentée de 20%, tout en conservant la même masse et le même volume en utilisant des matériaux plus performants, une chambre de combustion optimisée et un nouveau système de régulation numérique à haut rendement. Il sera probablement nécessaire de redessiner les entrées d’air. La LPM 2024-30 ne dit rien sur le financement de ce nouveau moteur.
Le standard F5 du Rafale devient la deuxième génération de chasseurs connectés, par l'intégration renforcée avec d'autres systèmes, tant au sol qu'en vol, et l'appui d'un drone furtif de combat, conçu pour faciliter les opérations de reconnaissance et la pénétration des défenses adverses,. Le standard F4 est nativement câblé pour pouvoir être transformé en F5, les versions précédentes devraient subir une refonte très importante pour être portées à ce standard.[réf. nécessaire]
La 6e tranche de production du Rafale devrait être notifiée en 2029 et être constituée des 45 premiers F5, dont 12 pour la Marine nationale.

### Spécificités des versions export

#### Rafale égyptien tranche 1
Cette tranche est composée d'avions prélevés sur la chaîne d'assemblage sur le contingent destiné à l'Armée de l'Air française.
La version est donc basée sur le standard F3 français duquel ont été retirées certaines fonctionnalités (capacité nucléaire, liaisons de données spécifiques OTAN). Les avions ont depuis été modernisés et portés au standard F3R,.
Les liaisons de données du Rafale égyptien permettraient de servir de passerelle entre les aéronefs d'origine américaine et russe, ainsi que de relayer les données des plateformes surface, air et sol vers des centres intégrés de Commandement et de Contrôle.
Ils sont dotés de missiles air-air MICA et de la version export du missile SCALP : « Black Shahine ».

#### Rafale qatarien tranche 1
Cette version comporte les adaptations suivantes :
- Intégration de la nacelle de désignation Sniper (Lockheed Martin).
- Intégration du casque TARGO-II d'ELBIT.

#### Rafale indien
Cette version est basée sur le standard F3-R et comporterait les adaptations suivantes :
- Prise en compte du système indien de navigation régional par satellite (IRNSS).
- Amélioration de la fonction météo du radar RBE-2 AESA.
- Amélioration du système de génération d'oxygène (OBOGS).
- Ajout d'un système d'alerte de trafic et d'évitement de collision (Traffic Collision Avoidance System).
- Ajout d'un système d'avertissement et d'alarme impact (Terrain Awareness and Warning System).
- Adaptation des réacteurs aux bases de haute altitude.
- Ejecteur tri-bombes Rafaut AT-730 et Multiple Ejector Rack (MER), pour l'utilisation de munitions légères.
- Utilisation du système de leurre tracté X-Guard de Rafael.
- Mise à jour spécifique de la base de données SPECTRA.
- Intégration du casque TARGO-II d'ELBIT.
- Intégration des nacelles de désignation LITENING G4.
- Emport des missiles Air/Sol Rafael SPICE 1000, Meteor (MBDA), antiradars ALARM, Air/Air ASTRA (BVR), bombes High Speed Low Drag.

La version Marine sera basée sur la version F4.

### Coût du programme Rafale

#### Programme
En 2004, Charles Edelstenne, PDG de Dassault Aviation auditionné par la Commission de la Défense nationale et des Forces armées de l'Assemblée nationale annonçait un coût de développement de 12 milliards d'euros qui était abaissé par le ministère de la Défense à 10,636 milliards d'euros en 2005.
| Année | Coût global du programme (milliards d'euros) | Appareils | Coût unitaire du programme (M€) | Coût unitaire de production (M€)                |
| ----- | -------------------------------------------- | --------- | ------------------------------- | ----------------------------------------------- |
| 2004  | 26,0                                         | 294       | 88                              |                                                 |
| 2005  | 33,3                                         | 294       | 113                             |                                                 |
| 2008  | 39,6                                         | 286       | 141                             | Rafale C : 64 Rafale M : 70                     |
| 2010  | 40,7                                         | 286       | 145                             |                                                 |
| 2011  | 43,6                                         | 286       | 152                             |                                                 |
| 2012  | 44,2                                         | 286       | 155                             | Rafale C : 66,2 Rafale B : 71,2 Rafale M : 76,1 |
| 2013  | 45,9                                         | 286       | 160                             | Rafale C : 69 Rafale B : 74 Rafale M : 79       |
| 2014  | 46,4                                         | 286       | 162                             | Rafale C : 68 Rafale B : 73 Rafale M : 78       |

Le coût du programme hors fabrication de 110 Rafale B, 118 Rafale C et 58 Rafale M est donc de 25,8 milliards d'euros 2014. Le coût global ne tient pas compte de la réduction de la commande de 286 à 225 appareils, les commandes enregistrées à l'export devant compenser cette baisse des commandes françaises.

#### Comparaisons
En 2011, le contrôleur des comptes publics britannique (National Audit Office) considère que le développement et la production de ses 160 Eurofighter Typhoon coûtent 20,2 milliards de livres, 75 % de plus que prévu à l'origine, soit 126 millions de livres par exemplaire. Dans sa version multirôle, le coût de développement de l'Eurofighter de 21,6 milliards d'euros en 2004, était déjà trois fois supérieurs à celui du Rafale.
L'ensemble des coûts du programme Lockheed Martin F-35 Lightning II : développement, construction, exploitation, modernisation et maintenance est évalué en avril 2012 par les services du secrétaire de la Défense des États-Unis à 1 510 milliards de dollars américains pour 2 443 appareils sur 55 ans et un rapport du Pentagone de 2010 estimait le développement à 396 milliards de dollars.

#### Entretien
En 2013, la Marine nationale estime le coût de l'entretien programmé de sa flotte de Rafale M passant de 23 à 35 appareils en cours d'année à 100,7 millions d'euros ; le taux de disponibilité étant de 38,6 %. Ce taux de disponibilité passant ensuite à 46,6 % en 2014, 53,6 % en 2015 et 56,6 % en 2016.
Le coût par heure de vol est estimé à 16 500 dollars pour le Rafale et 18 000 dollars pour le Typhoon par le groupe d'information Jane’s, groupe londonien réputé de renseignement et d'information sur la guerre et les transports. Ce chiffre tient compte du coût de maintenance, d'entretien, le support technique, les pièces et carburants, la préparation et la réparation pré-vol, et l'entretien régulier au niveau de l'aérodrome ainsi que les coûts de personnel mais pas le coût en armement, propre à chaque pays et dépendant des opérations,.
Pour la Cour des comptes, le coût de maintien en condition opérationnelle d'un Rafale à l'heure de vol est en moyenne de 14 596 euros sur la période 2009-2013, à comparer aux 8 082 euros d'un Mirage 2000, sachant qu'il « dispose cependant d'une capacité d'emport et d'une polyvalence beaucoup plus importantes que celles du Mirage 2000, ce qui lui permet de réaliser davantage de missions pendant une période de temps équivalente ». Selon un pilote, un Rafale effectue les mêmes missions que trois Mirage 2000.
Sa maintenance programmée allégée nécessite moins d’heures de travail et un effectif moindre de mécaniciens par rapport à ses prédécesseurs. Le Rafale n’a pas besoin de quitter sa base opérationnelle pour des raisons de maintenance. Il n’y a plus pour la cellule et pour les moteurs de visites périodiques de grand entretien comme pour la plupart des autres avions.

## Spécifications techniques et performances
Cette section est promotionnelle ou publicitaire (mars 2023). Considérez son contenu avec précaution et/ou discutez-en.
Selon le général Mercier lors d'une audition à la commission de la Défense nationale et des Forces armées, le « Rafale, s'il fallait le qualifier comme relevant de telle ou telle génération d'avions – avec tout ce que cela a d'artificiel [est] par bien des aspects un avion de cinquième génération plutôt que de quatrième génération », à aile delta avec un empennage canard rapproché, propulsé par deux turboréacteurs à postcombustion Snecma M88 et contrôlé par des commandes de vol électriques qui lui permettent d'effectuer des figures impossibles à la plupart de ses concurrents.
Il peut ainsi effectuer une boucle en partant de 100 nœuds en forte incidence, avec un facteur de charge qui atteint 11 g lors de la présentation « Rafale solo display 2019 » de l'Armée de l'air. À titre d'exemple, l'Eurofighter a essayé sans succès l'atterrissage sur retournement (demi-tonneau avant de cabrer pour réaliser une demi boucle amenant l'avion à l'horizontale en sens inverse à une altitude inférieure), le Rafale restant le seul avion de chasse au monde capable de réaliser cette figure.
Les entraînements au combat aérien qui opposent le Rafale aux appareils des forces alliées, notamment ceux de l'US Navy, montrent que le Rafale prend souvent l'avantage après seulement deux virages à 90 degrés grâce à son rapport masse/poussée favorable, sa faible charge alaire, ses commandes de vol électriques, et en basse vitesse, l'avantage de son automanette qui permet de passer d'une poussée de plein réduit à la postcombustion pleine en moins de quatre secondes.

À Dubaï, en 2009, un exercice appelé Advanced Tactical Leadership Course (ATLC) a pour la première fois vu s'affronter les avions de chasse les plus modernes à partir de la base d'Al Dhafra. Un des officiers pilotes de Rafale de l'Armée de l'air témoigne ainsi des performances du Rafale : 

« Lors d'un engagement d'ATLC, deux Rafale ont engagé, en utilisant tout leur système mais en simulant un armement qui impose de prendre beaucoup plus de risque que normalement (les Rafale avaient alors simulé l'utilisation d'un missile semi-actif alors que normalement les Rafale utilisent des MICA actif, qui permettent de se mettre à l'abri plus rapidement après un tir), quatre Eurofighter. Les deux Rafale ont détruit les quatre Typhoon qui utilisaient toutes leurs capacités normales, sans subir de perte. Les règles d'engagement étaient BVR (au-delà de la portée visuelle, c'est-à-dire plusieurs dizaines de kilomètres) […] le Rafale est un avion de combat des plus complets, Il est extrêmement manœuvrant et ainsi redoutable en dogfight (combat rapproché). Par exemple, face à un Eurofighter engagé en combat à vue avec un départ à égalité, nous savons qu'il nous faut quelques dizaines de secondes pour valider un gun kill (tir réussi) […] En combat aérien BVR, le système Rafale fournit de façon synthétique les informations dont il a besoin à partir de plusieurs capteurs. Ces informations sont donc plus précises. Nous pouvons nous passer d'un ou deux capteurs pendant tout un combat tout en restant extrêmement dangereux pour l'ennemi. Cela nous offre l'accès à de nouvelles tactiques particulièrement intéressantes. Enfin, doté d'une allonge supérieure aux avions de la génération précédente, il emporte deux fois plus d'armements air-sol. L'AASM, la nouvelle bombe GPS française qui est propulsée sur plusieurs dizaines de kilomètres, donne au Rafale la capacité de remplacer à lui seul plusieurs Mirage en étant tout à la fois plus efficace et en prenant nettement moins de risques. L'Eurofighter est un avion taillé pour le combat aérien et il le fait moins bien que le Rafale qui est pourtant polyvalent (combat aérien, bombardement, reconnaissance). Le Rafale est un avion extrêmement abouti qui n'a pas besoin de son radar pour mener un combat « au-delà de la portée visuelle ». C'est un avion avec lequel tout est facile, probablement LE chef-d'œuvre de Dassault. Le Raptor est un bel avion, mais le Rafale est clairement un excellent choix pour la France. Tous les jours, nous nous entraînons à exploiter au mieux la polyvalence du Rafale. Par exemple, il y a peu j'ai travaillé pour un jeune pilote un scénario où nous devions avancer à l'intérieur d'un territoire défendu par des avions pour effectuer une cartographie radar, y trouver chacun nos 12 objectifs, simuler leur bombardement avec nos A2SM et repartir. Ainsi en quelques minutes, mon jeune équipier et moi-même avons simulé à nous deux le tir de 5 missiles air-air et de 12 bombes air-sol en utilisant toutes les capacités de notre radar et tout en brouillant. Nous n'avons pas subi de pertes et nous avons infligé quelques kills à nos adversaires. »

### Aérodynamique

Silhouette caractéristique du Rafale : ailes delta et plans-canards.

Le Rafale est équipé de deux larges plans-canards, quatre becs de bord d'attaque, quatre élevons et une gouverne de direction pour optimiser la portance/trainée et réduire le dérapage dans les différentes phases de vol. Les deux larges plans-canards proches permettent de compenser le défaut traditionnel des formules en aile delta qui est la vitesse d'approche à l'atterrissage, le Rafale atterrit à seulement 110 nœuds quand le Mirage III atterrissait à 180 nœuds.
Comme le Mirage 2000 et la plupart des avions de combat des années 2000, la voilure du Rafale est conçue pour être aérodynamiquement instable en tangage à vitesse subsonique ; cela signifie qu'une augmentation de l'incidence provoque l'apparition d'un couple à cabrer qui tend lui-même à augmenter la variation d'incidence. Cette caractéristique procure une grande maniabilité à l'aéronef. L'inconvénient est qu'un aéronef instable ne peut être maintenu à une attitude stable qu'en appliquant des consignes rapides et précises sur les commandes de vol. Cela ne peut être accompli avec un contrôle manuel direct et par un pilote seul. Le Rafale dispose pour cela d'un système de commandes de vol électriques en fibre optique (CDVO ou fly-by-light) conçu et produit en interne par Dassault Aviation, et qui est un développement numérique du système de commandes de vol analogiques qui équipe le Mirage 2000. Il fonctionne à plusieurs niveaux de redondance (trois canaux numériques indépendants et un canal analogique de secours), le tout alimenté par différentes sources électriques. Le système hydraulique qui alimente les commandes de vol fonctionne à plus de 345 bars, permettant une exceptionnelle manœuvrabilité.

#### Ailes

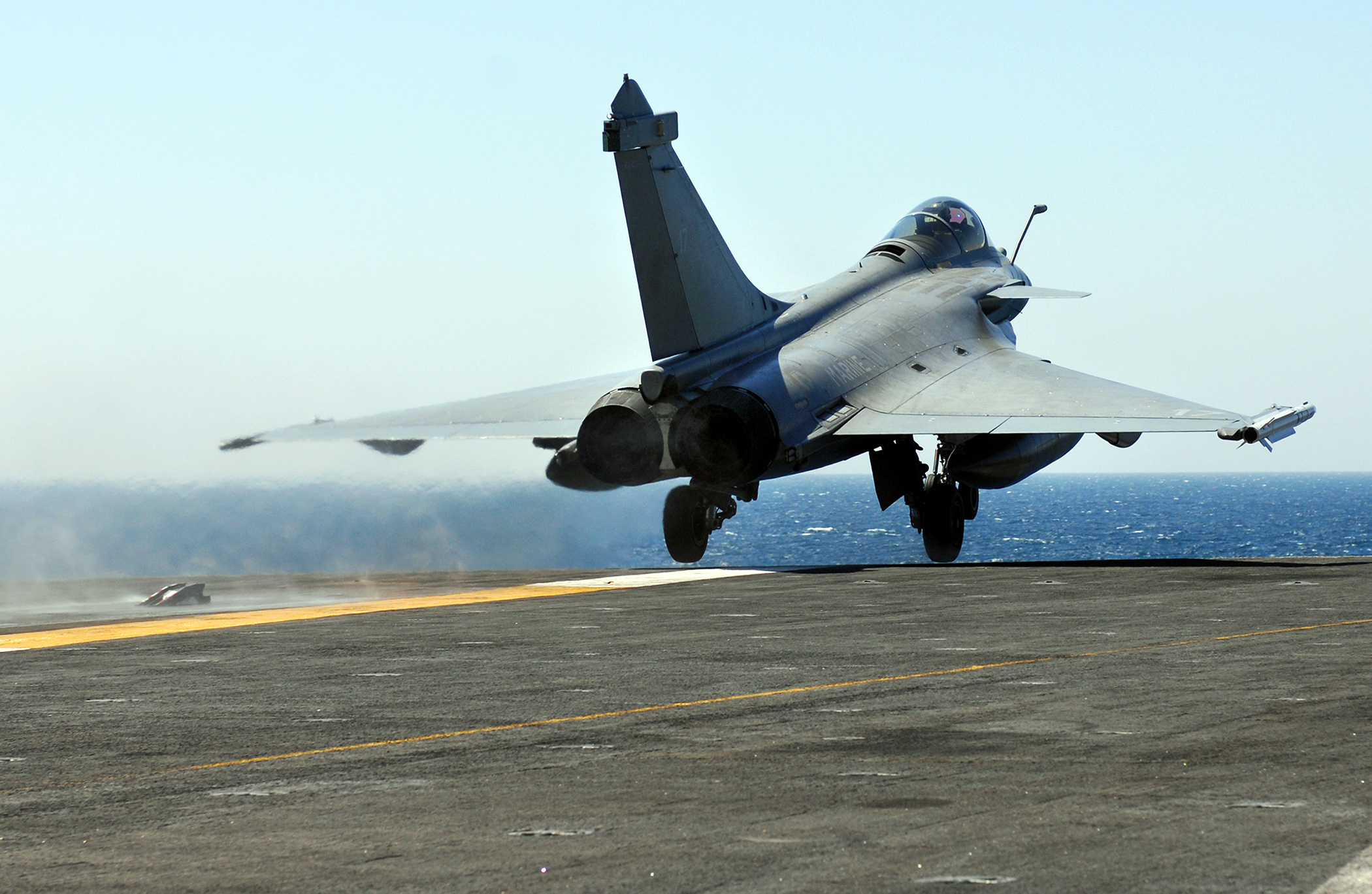
Catapultage d'un Rafale M depuis le porte-avions.

Le Rafale est doté d'une aile delta à flèche modérée (48° contre 58° pour le Mirage 2000 et 53° pour l'Eurofighter). L'aile delta offre, de par la combinaison entre une surface d'aile relativement grande et une charge alaire relativement faible, un bon compromis entre portance et traînée ; cette configuration permet en outre une grande maniabilité, notamment à vitesse transsonique (environ Mach 0,8 à 1), et une grande efficacité à vitesse supersonique (jusqu'à Mach 1,8). Montée en position moyenne sur le fuselage, la voilure est prolongée par des apex à 72°. La flèche modérée ayant permis d'améliorer les performances à basse vitesse mais ayant à l'inverse diminué l'incidence de décrochage, les apex permettent d'accroître la portance à forte incidence.
Pour le contrôle du vol, huit commandes sont installées sur les ailes. Sur le bord de fuite des deux ailes sont placés deux grands élevons, conjuguant l'action d'une gouverne de tangage (volet de profondeur) à celle de roulis. Sur le bord d'attaque sont également installés deux becs mobiles, qui permettent essentiellement d'augmenter la portance. Comparé au Rafale A, qui disposait de trois élevons et trois becs sur chaque aile, cette configuration simplifiée permet de gagner en masse et en simplicité, donc en coût et en maintenance. Contrairement aux traditions de l'aviation navale française qui met alors en service des aéronefs aux extrémités d'aile repliables, celles du Rafale, toutes versions confondues, demeurent fixes.
Selon des simulations de Dassault Aviation, le Rafale Marine est compatible avec les porte-avions dotés de tremplin.

#### Plans-canards

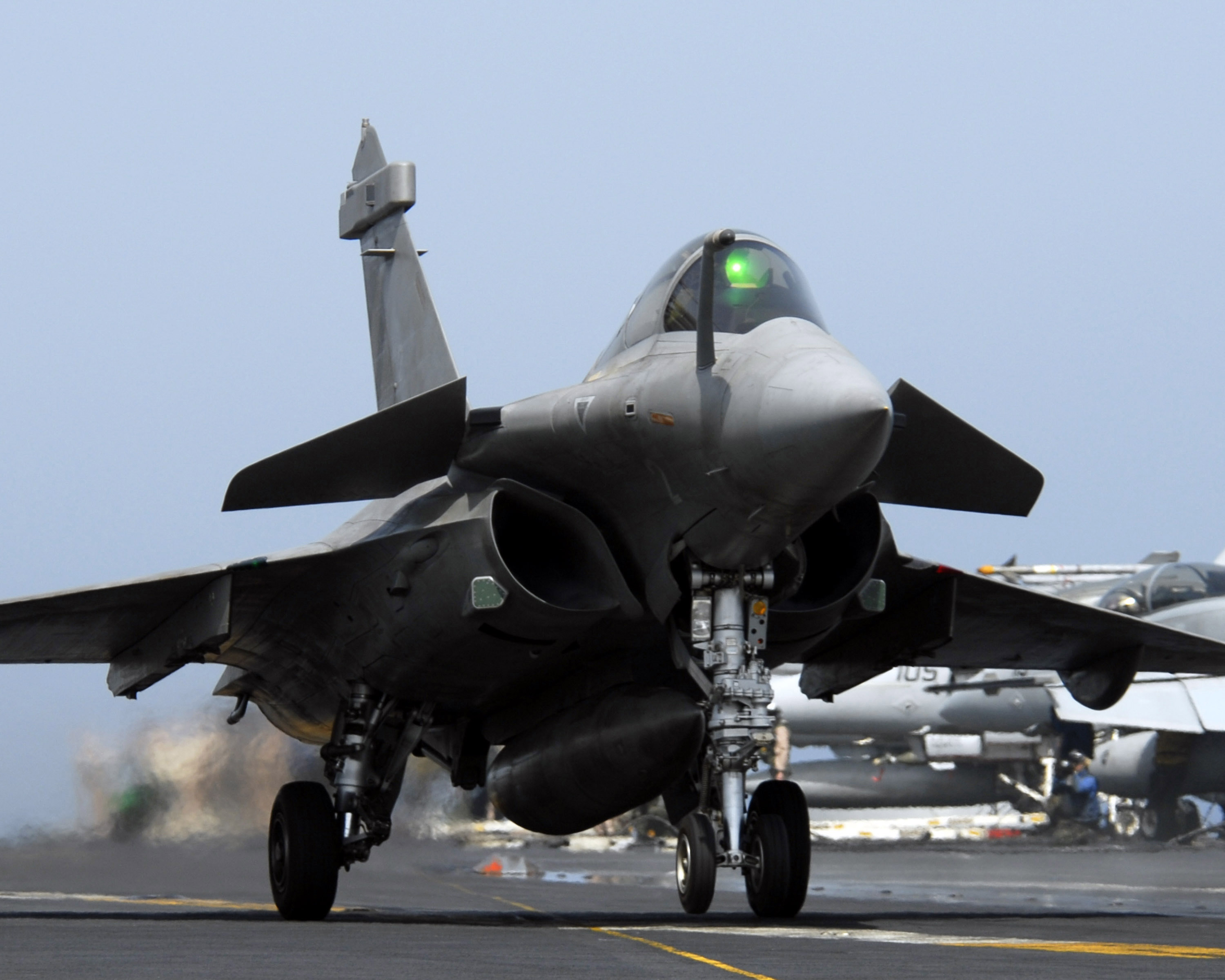
Un Rafale M effectuant un « posé-décollé » sur le pont d'envol de l'.

Les deux apex (surface fixe prolongeant l'emplanture d'une aile) du Rafale sont chacun prolongés par une partie mobile dénommée plan-canard, placée en position rapprochée et surélevée par rapport à l'aile. Des plans-canards fixes avaient déjà été utilisés par Dassault sur le Mirage 4000. Ce dispositif permet (comme les aigrettes du Mirage 2000 ou du Concorde ou encore les apex du F-16 ou du Su-27) la formation d'un tourbillon sur l'extrados de la voilure. Ces tourbillons augmentent la vitesse de l'écoulement sur l'extrados, ce qui créé une portance tourbillonnaire supplémentaire. À la différence des aigrettes, des apex ou encore des moustaches (qu'on a pu retrouver sur le Mirage Milan et le Tupolev 144) qui ne génèrent de vortex qu'aux grandes incidences, les canards du Rafale sont mobiles, ce qui les rend opérants quelle que soit l'incidence. En contrepartie, ces tourbillons génèrent une trainée supplémentaire.
Conjugués aux élevons de l'aile, les plans-canards augmentent la vitesse angulaire de tangage, donc la maniabilité de l'aéronef.
Mobiles, les plans-canards sont placés en position rapprochée des ailes, ce qui offre au pilote, en particulier dans la version à deux sièges, une meilleure visibilité pour les missions air-sol. Ils peuvent également, outre servir d'aérofreins, générer un moment cabreur : à l'atterrissage, au lieu d'être braqués vers le haut, les élevons sont légèrement braqués vers le bas, ce qui permet d'abaisser la vitesse minimale d'approche lors d'un appontage. La portance est cependant plus faible que celle de volets d'atterrissage à simple ou double fente montés sur les avions conventionnels. Le Rafale peut ainsi effectuer un décollage en moins de 400 mètres tandis que sa vitesse d'approche est de 120 kt (222 km/h), inférieure à celle des Super-Étendard et F-8 Crusader. Les freins carbone très puissants permettent par ailleurs des distances d'atterrissage très courtes (450 m) sans utilisation de parachute de queue.

#### Prises d'air
Les deux entrées d'air destinées à alimenter les moteurs sont positionnées latéralement sous les apex et non en position ventrale comme sur le General Dynamics F-16 Fighting Falcon ou l'Eurofighter Typhoon. Cette disposition est considérée par Dassault comme le gage d'une meilleure stabilité structurelle du train d'atterrissage avant. Par ailleurs, deux entrées d'air permettent une indépendance totale des deux moteurs, ce qui signifie davantage de sécurité ; le risque d'aspirer des corps étrangers et de provoquer une avarie moteur est ainsi diminué ; en outre, la furtivité vis-à-vis d'une émission radar arrivant du haut (type Système de détection et de commandement aéroporté) (acronyme AWACS en anglais) est améliorée, les entrées d'air étant l'un des meilleurs réflecteurs radars d'un aéronef. Les entrées d'air du Rafale ne sont pas réglables (absence de souris) ; cela simplifie la conception, réduit la masse et les exigences en termes d'entretien, au détriment cependant d'un flux d'air optimal pour les moteurs, et donc une perte de puissance par suralimentation.

### Cockpit

#### Confort de pilotage

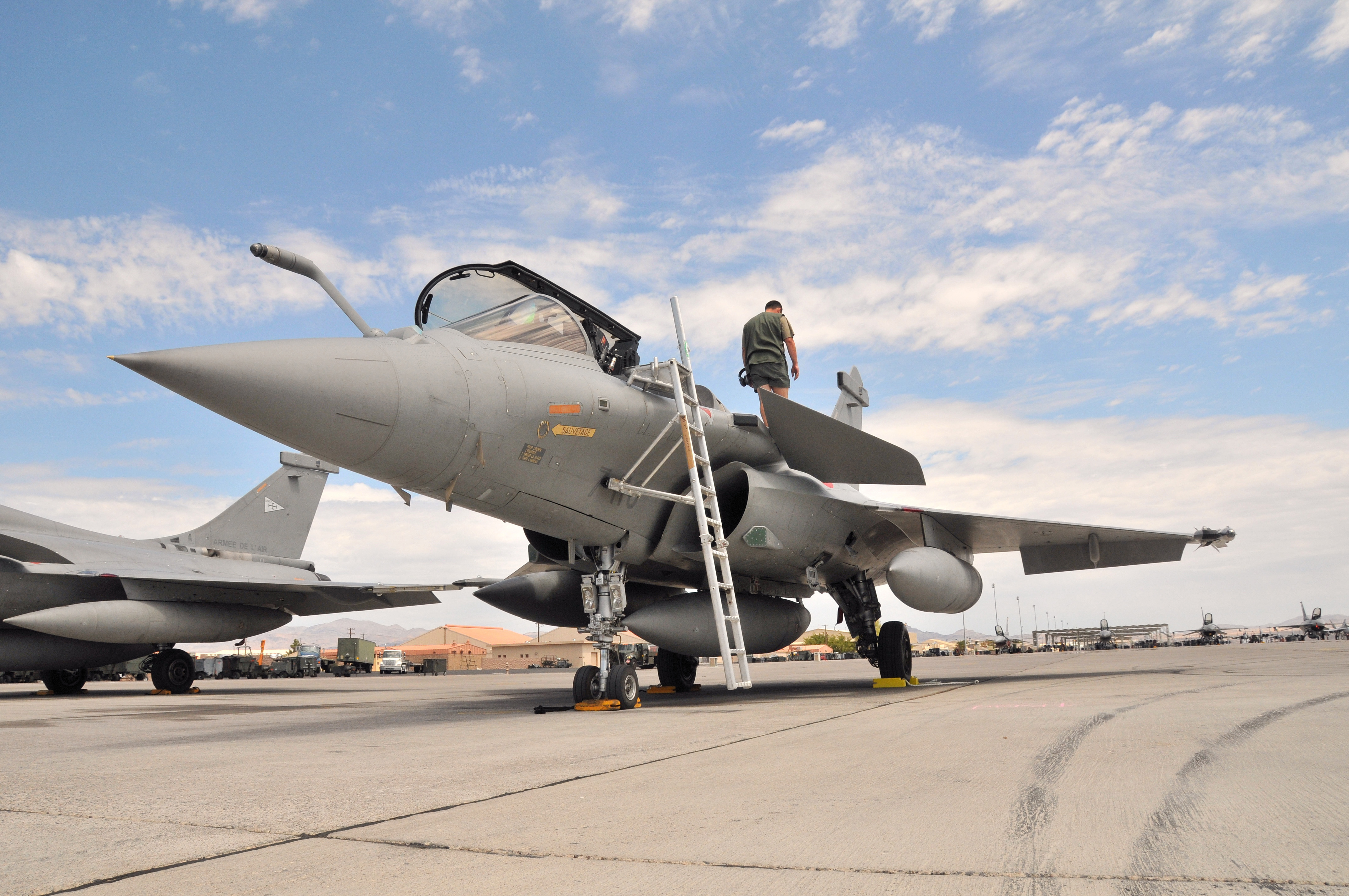
L'accès au cockpit du Rafale (ici dans sa version B) se fait grâce à une échelle extérieure.

Selon Guy Miteaux Maurouard, chef pilote d'essai du Rafale, alors que traditionnellement, on positionnait le pilote après avoir défini le cockpit, l'équipe de projet du Rafale a innové en concevant le cockpit autour du pilote pour lui faciliter la vie et lui permettre de se consacrer pleinement à sa mission :

« Il n'y a pas de raison qu'un avion soit plus difficile à mettre en route qu'une voiture. Débrouillons-nous à faire en sorte que cet avion, on monte dedans, on s'assoit, on tourne un bidule : boum, les deux moteurs partent.
Eh bien on l'a fait : il y a un espèce (sic) de rototo, là, un truc multiple. Alors on tourne, par crans. Poum, premier cran, ça ouvre le pétrole, l'arrivée de pétrole. Deuxième cran, pouf, ça met en route les pompes. Troisième cran, ça allume le démarreur. Et puis après, une impulsion, ding ding, moteur gauche, moteur droit : tout part. »

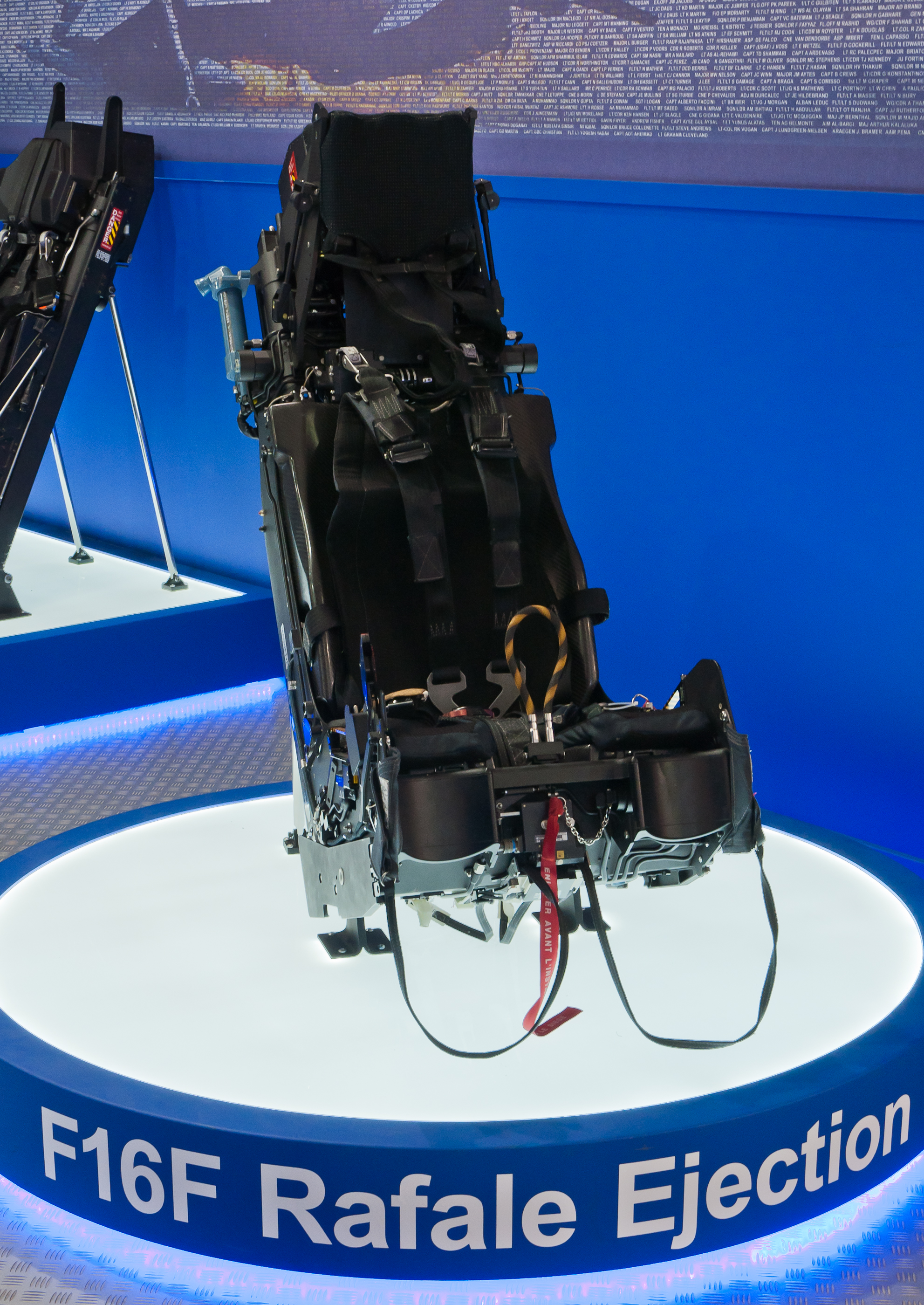
Siège éjectable Martin Baker MkF16F.

Le cockpit du Rafale est équipé d'un siège éjectable Martin-Baker Mk F16F à haute vélocité, doté d'un parachute GQ Type 5000. Il est fabriqué en France par SEM-MB, une coentreprise à 50 % entre Safran et Martin-Baker. De 32° sur le démonstrateur Rafale A, l'inclinaison du siège est de 29° sur le Rafale de série afin de donner au pilote, même de petite taille, un accès aux instruments et une vision optimale ; une telle inclinaison permet également de réduire la distance verticale entre le cœur et le cerveau du pilote, ce qui facilite la tenue aux fortes accélérations. Avec un angle d'attaque maximal d'environ 31°, le pilote bénéficie donc d'une inclinaison de 59° et ne ressent ainsi que l'équivalent de 8 g, voire 7 g grâce à sa combinaison anti-g. Le premier casque développé pour le Rafale est le Gueneau 458 remplacé depuis par le Gallet LA100 retenu par la Marine et l'Armée de l'air pour les pilotes de Rafale et de SEM.
Enfin, un générateur d'oxygène embarqué (On-Board Oxygen Generating System, OBOGS) fabriqué par Air liquide sert à augmenter la teneur en oxygène de l'air prélevé au niveau d'un compresseur du moteur afin qu'il soit fourni directement aux pilotes. Avec l'OBOGS, la production d'oxygène est quasiment infinie. L'autonomie de l'avion n'est plus limitée par la délivrance d'oxygène au pilote, ce qui permet des missions de très longue durée. Cela facilite également la logistique car ne nécessitant plus ni de production d'oxygène au sol, ni de chargement et d'installation de bouteilles comprimées à bord.

#### Interface homme-machine
La poignée des gaz à 24 interrupteurs et commutateurs (à gauche) et le manche à 13 interrupteurs et commutateurs (à droite) disposent chacun d'un reposoir pour les avant-bras. De type Main sur Manche et Manette (3M, ou encore Hands On Throttle And Stick, HOTAS), ils permettent au pilote de ne jamais relâcher les commandes pour dialoguer avec le Système de navigation et d'attaque (SNA).
La visualisation tête haute holographique de type « Head-Up Display » (HUD) d'un champ de vision de 30 × 22° est l'outil de pilotage à court terme du décollage à l'atterrissage en passant par toutes les phases intermédiaires (y compris le combat). Il affiche des informations sur la vitesse, l'altitude, l'assiette, le cap, l'horizon artificiel, l'angle d'attaque, le temps de vol effectué, les alarmes provenant d'un capteur infrarouge, le temps de vol à parcourir des MICA, la décélération, etc.
La visualisation tête moyenne présente la situation tactique sur un écran LCD couleur de 25,4 × 25,4 cm (10 pouces) placé juste en dessous et à proximité de la visualisation tête haute, d'une résolution de 1 000 × 1 000 et d'un champ de 20 × 20°. Comme cette dernière, la visualisation tête moyenne est collimatée « à l'infini » pour l'accommodation de l'œil du pilote. L'écran affiche une synthèse des différents capteurs (en particulier l'enveloppe de tir du SCALP-EG et des MICA, superposée à une cartographie synthétique). La visualisation tête moyenne comprend également deux écrans LCD couleur tactiles et interchangeables de 15 × 15 cm placés à gauche (plutôt affecté à la navigation) et à droite (plutôt affecté à l'armement) de l'écran principal.
À partir du standard F4, les pilotes seront équipés du viseur de casque Scorpion de Thales. L’équivalent sur les avions indiens est conçu par Elbit Systems,.

### Matériaux et furtivité

Matériaux utilisés dans la construction du Rafale.

La surface mouillée du Rafale est composée d'environ 75 % de matériaux composites, ce qui représente près de 30 % de la masse totale de l'aéronef ; en comparaison avec le Mirage 2000, le Rafale utilise 7 % de matériaux composites en plus. En prenant en compte tous les matériaux non conventionnels, la proportion monte à 50 % pour le Rafale de série contre seulement 30 % pour le démonstrateur Rafale A. Pour les pièces potentiellement sujettes à des chocs, telles que les becs de bord d'attaque et les plans-canards, du titane est utilisé. Les becs sont d'ailleurs conçus par formage superplastique et soudage par diffusion. Les ailes, les élevons, le gouvernail et environ 50 % de l'enveloppe extérieure sont réalisés en fibre de carbone, tandis que la plus grande partie du fuselage est fabriquée à partir d'un alliage aluminium-lithium (en) ; certaines parties du fuselage utilisent également des composites thermoplastiques. Enfin, le nez, où se situe le radar, est en Matériaux composites. Finalement, le gain de masse réalisé grâce à l'utilisation de ces matériaux est estimé à 300 kg.
Le Rafale est un avion considéré comme semi-furtif, la configuration à aile delta et plans-canards n'étant pas la configuration optimale en matière de furtivité puisque les points d'emport des armes sont uniquement placés à l'extérieur. Cela étant, des mesures ont été prises pour diminuer la signature radar du Rafale — l'utilisation étendue de matériaux composites constitue la première de ces mesures — et pour réduire sa surface équivalente radar (SER). Les entrées d'air ont par ailleurs été placées de telle sorte qu'il soit impossible d'avoir une vue directe sur les moteurs, les aubes du compresseur étant une source importante de réflectivité radar. Outre les matériaux composites, des matériaux absorbant les ondes radars ont également été utilisés ; la verrière est ainsi recouverte d'une fine couche d'or. Des mesures, non dévoilées par Snecma, ont enfin été prises pour réduire la signature infrarouge des moteurs.

### Avionique et capteurs
L'un des atouts majeurs du Rafale réside dans sa capacité de fusion de données multicapteur qui intègre les informations provenant du radar à balayage électronique RBE2, du système optronique secteur frontal (OSF), du système de guerre électronique Spectra, de l'identification ami-ennemi (sigle IFF en anglais), des autodirecteurs infrarouges des missiles MICA IR et de la liaison de données L16 en fournissant au pilote une situation tactique unique, facilement interprétable ; cette fonction est dénommée FSST pour « fonction synthèse de la situation tactique ».

#### Radar
Le Rafale est équipé d'un radar à balayage électronique « RBE2 » (Radar à Balayage Électronique deux plans) de 270 kg à antenne électronique passive (Passive Electronically Scanned Array ou PESA), conçu par Thales-Dassault Électronique.
Le balayage électronique permet de ne plus être limité par la vitesse du balayage mécanique. En déphasant les signaux émis, le RBE2-PESA permet de suivre jusqu'à 40 pistes très éloignées les unes des autres et d'en engager huit en poursuite renforcée à 100 km de distance, y compris en mode air-sol et de basculer presque simultanément du mode air-sol au mode air-air avec identification ami-ennemi (sigle IFF en anglais) automatique.
Par comparaison, le F-22, qui est le chasseur le plus sophistiqué de l'US Air Force, ne peut engager que deux cibles simultanément en mode-air-sol,.
Le grand avantage du couple avion-radar Rafale F3.2/RBE2 par rapport au couple Mirage 2000N K3/ANTILOPE 5, c'est la possibilité de suivre le terrain en utilisant une base de données numériques qui libère toute la capacité du radar RBE2 pour rechercher et engager les pistes en air-air avec six missiles MICA avec 60 à 80 km de portée, quand le Mirage 2000N K3 doit utiliser son radar pour les deux missions avec une très faible capacité d'autoprotection par deux missiles Magic II de 15 km de portée, sans compter les performances supérieures du système SPECTRA du Rafale.
Le désavantage du RBE2-PESA réside dans sa portée jugée un peu courte pour les pays ne disposant pas d'avion de type Système de détection et de commandement aéroporté (acronyme AWACS en anglais).
En 2006, et malgré la dotation française en AWACS (E-2 Hawkeye pour la Marine nationale et E-3 Sentry pour l'armée de l'Air et de l'Espace), la DGA passe commande auprès de Thales d'un radar RBE2-AESA de cinquième génération possédant une antenne dite active (Active Electronically Scanned Array ou AESA). En août 2010, le premier radar RBE2-AESA sort de chaîne d'assemblage. Soixante, livrables à partir de 2013, ont été commandés par la DGA afin d'équiper tous les Rafale de la tranche 4 commandés pour l'armée de l'Air et la Marine.
En février 2012, le premier RBE2-AESA de série est livré par Thales à Dassault Aviation pour être monté sur le Rafale monoplace C137. Le 2 octobre 2012, la Direction générale de l'Armement (DGA) prend livraison du Rafale C137, premier des 60 Rafale de la tranche 4 à être équipé du nouveau radar RBE2-AESA et premier avion de série en Europe à être doté d'un radar à antenne active. Le C137 de l'armée de l'Air est suivi du Rafale M39, premier Rafale de la marine nationale équipé du RBE2-AESA, livré en octobre 2013 et opérationnel au sein de la flottille 12F depuis juin 2014, lui-même suivi la même année du M40, premier Rafale M de la tranche 4, et opérationnel au sein de la flottille 11F,.
Ce nouveau radar à antenne active permettra de continuer à poursuivre et à engager des cibles aériennes sortant du champ exploré par le radar. Il permet également le vol automatique de suivi de terrain et présente au pilote une cartographie haute résolution pour identification, recalage ou désignation de cibles terrestres ou navales. Enfin, il offre une résistance accrue au brouillage.
Lors d'un essai en mai 2011, le radar RBE2-AESA monté sur le Mirage 2000 B501 montre sa capacité à détecter et à poursuivre un avion de ligne en éloignement à 140 km. La portée maximum est doublée par rapport à la version RBE2-PESA, selon les pilotes, et estimée à 200 km en mode air-air et permettra au Rafale d'exploiter pleinement le nouveau missile Meteor. Le secteur angulaire couvert a été porté de 120° à 140° en avant de l'appareil et les capacités de résistance au brouillage ont été améliorées. La fiabilité sera accrue par rapport à la version RBE2 PESA pour atteindre, selon les industriels, 10 ans d'utilisation de l'antenne active sans intervention de maintenance,,. Lors de la campagne d'essais CDG8, le Rafale M02 emportait pour la première fois un radar RBE2 AESA à bord du porte-avions nucléaire Charles de Gaulle.

#### Optronique secteur frontal

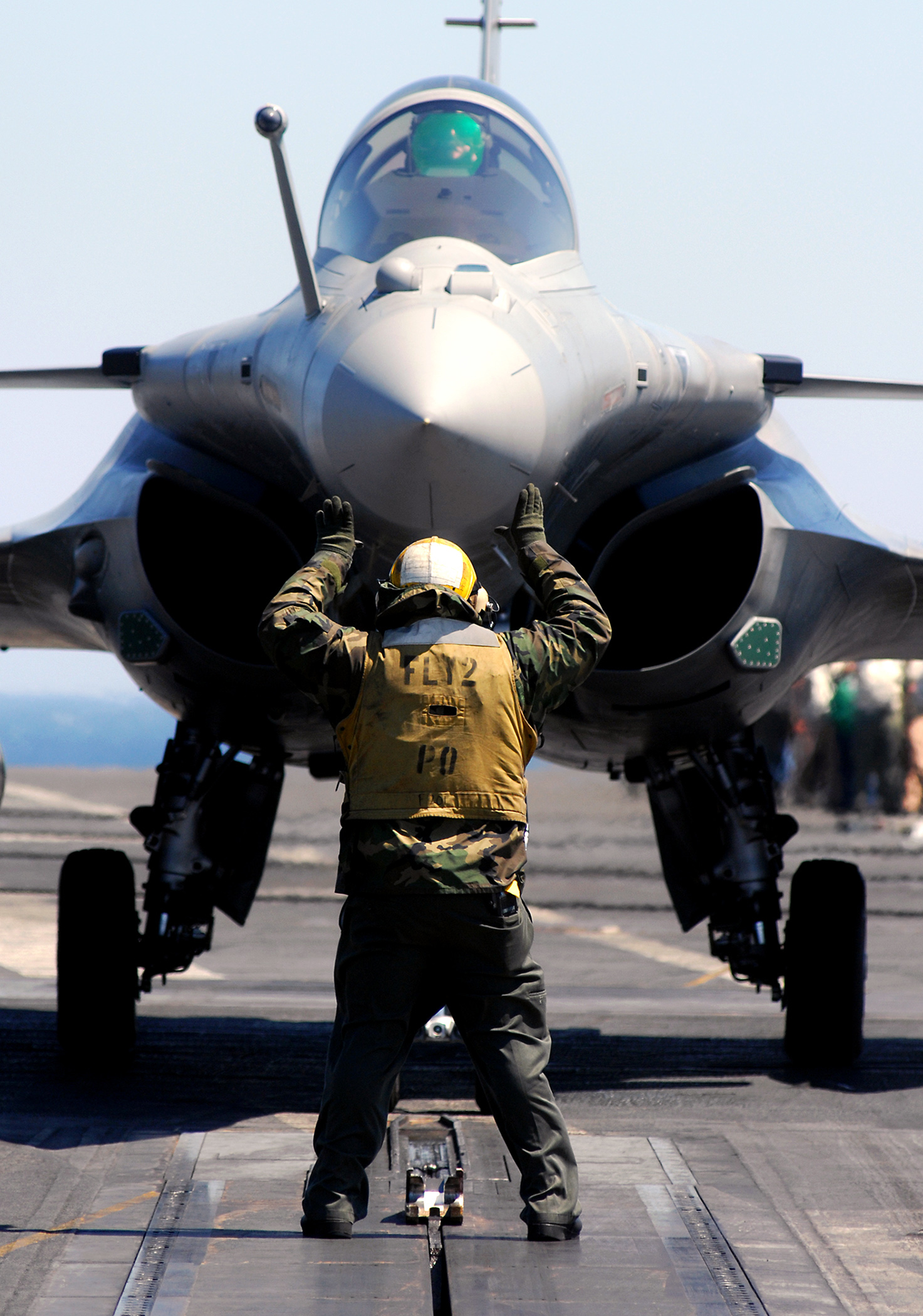
Le RBE2 est placé dans le nez tandis que l'OSF est visible à l'avant, à côté de la perche de ravitaillement en vol.

Développé par Thomson-CSF et Sagem-SAT, l'optronique secteur frontal (OSF) est un système visuel passif – il n'émet donc aucun signal, ce qui lui permet de rester indétectable – composé d'une voie infrarouge bi-bande (3-5 µm et 8-12 µm) tout temps, capable de poursuivre les cibles à plus de 100 km, et d'une voie télévision Thales capable d'identifier une cible, d'en détecter l'armement etc. à plus de 50 km. Le capteur TV est couplé à un télémètre laser de faible portée et peu discret. Son faible encombrement (80 litres) lui permet d'être implanté au pied de la verrière du cockpit, proche du radar.
Ce système présente le grand avantage de permettre une identification visuelle à 50 kilomètres, donc le tir d'un missile MICA à 50 kilomètres en respectant les règles d'engagement strictes qui s'appliquent dans les guerres modernes, alors que la plupart des autres avions imposent à leur pilote de s'approcher pour identifier à vue, ce qui impose de ne tirer les missiles qu'à quelques kilomètres au risque d'être eux-mêmes pris pour cible. En revanche, l'OSF ne fonctionne que dans le secteur frontal du Rafale.

#### Système de protection et d'évitement des conduites de tir

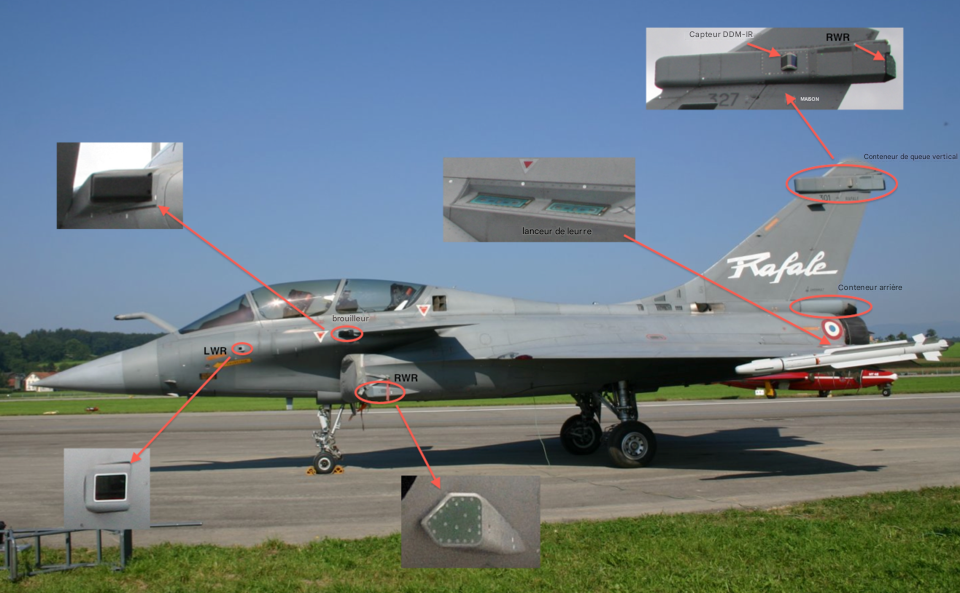
Les éléments constituant le capteur SPECTRA.

Le système de guerre électronique Thales-MBDA « Spectra » (Système de protection et d'évitement des conduites de tir pour Rafale) de 250 kg est le système d'autoprotection du Rafale. Le Rafale possède trois détecteurs radars de 120° (deux antennes devant les plans-canards, une antenne en haut de dérive), trois détecteurs d'alerte laser (DAL) de 120° (deux antennes sur le fuselage en bas du pare-brise, une antenne logée dans un barillet sur la dérive) et deux détecteurs de départ missile (DDM) infrarouge (deux antennes logées dans un barillet sur la dérive).
Complètement intégré dans la cellule et passif, il assure une veille dans tous les spectres sur 360° en détectant une source avec une précision de moins de 1° (suffisante pour les attaquer ou les brouiller individuellement), en l'identifiant par comparaison des signaux à une banque de données, en hiérarchisant et en localisant les menaces en mode interférométrique, en les fusionnant avec les pistes détectées par d'autres capteurs (radar, OSF), en les présentant au pilote et en lui proposant des contremesures. Le Rafale possède 3 brouilleurs (2 antennes à balayage électronique actives situées devant les entrées d'air et un à la base de la dérive), 4 lance-leurres modulaires à éjection vers le haut (placés à la jonction de l'aile et du fuselage) et 2 lance-paillettes Spirale (qui coupent des paillettes à la demande en fonction de la longueur d'onde des radars à leurrer en bord de fuite de l'aile).

#### Liaison de données tactiques
Le Rafale met en œuvre la liaison de données tactiques chiffrée L16. Cette norme OTAN utilise un terminal MIDS-LVT (Multi-function Information Distribution System-Low Volume Terminal) de 29 kg qui permet au Rafale d'échanger sans l'utilisation de la voix des données tactiques complexes entre unités militaires aériennes, terrestres et maritimes dans le cadre d'une Network Centric Warfare (« guerre en réseau infocentré »), le tout à 100 kbit/s.
Le Rafale est doté d'une fusion de données complètement intégrée au système d'armes. Elle fusionne les informations L16 (pistes des équipiers, messages PPLI (Precise Participant Location and Identification), pistes de surveillance provenant d'un centre de commandement et de contrôle) aux pistes des capteurs internes (RBE2, OSF IR ou TV, SPECTRA). Le Rafale est donc interopérable avec toutes les plateformes Liaison 16 et peut s'insérer dans n'importe quel théâtre d'opération interallié OTAN. Le système permet par exemple de détecter l'avion ravitailleur à 185 km et donc de rester plus longtemps sur la zone de patrouille. C'est aussi un outil supplémentaire pour éviter les collisions en vol.
La L16 permet aux Rafale français de participer aux coalitions internationales, elle est interopérable notamment avec les McDonnell Douglas F-15 Eagle et General Dynamics F-16 Fighting Falcon. Afin de garantir leur confidentialité, il est exclu de diffuser sur un réseau multinational des informations classifiées « spécial France ».

### Moteurs

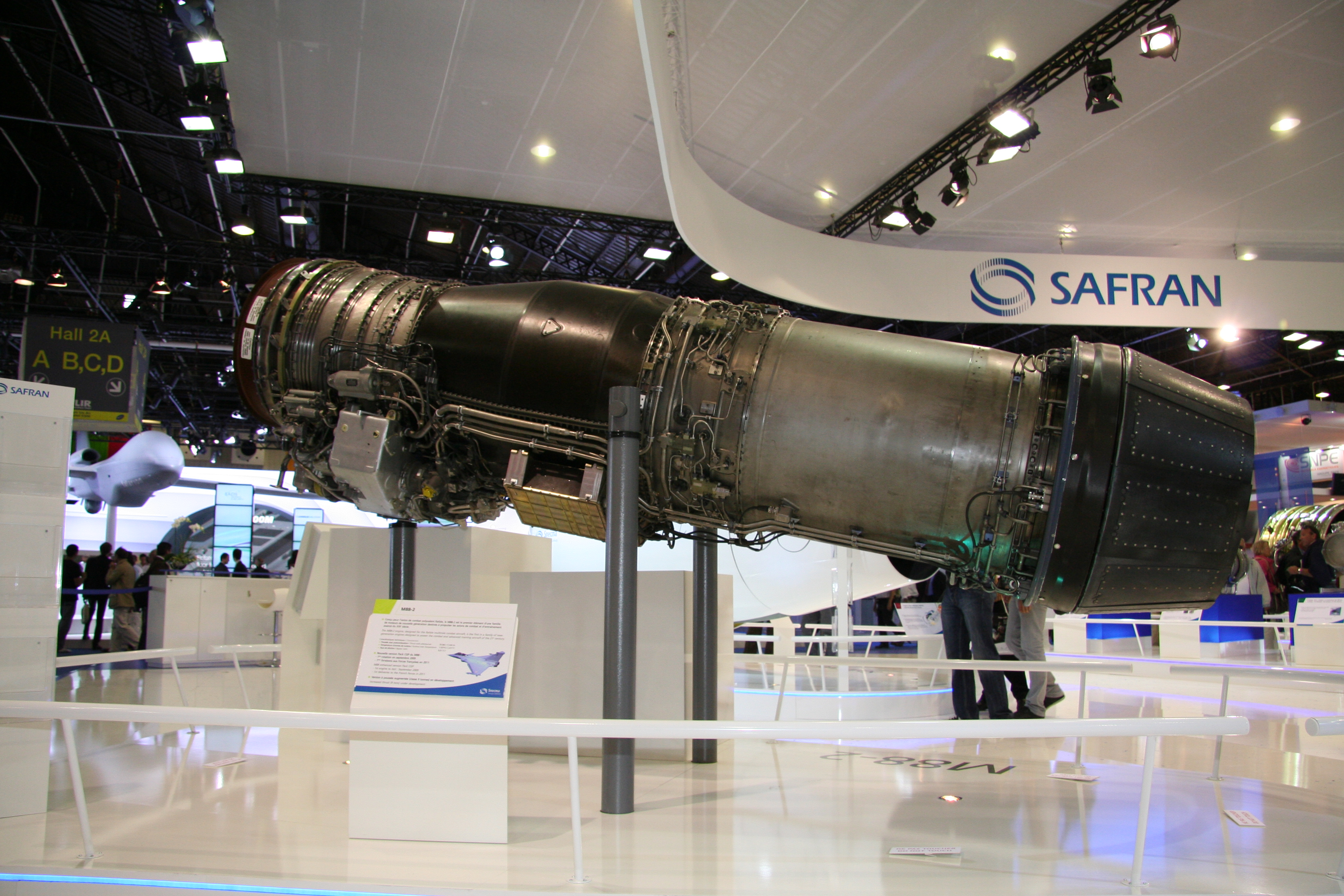
Le M88-2 au salon du Bourget 2009.

Snecma débute les essais du réacteur M88-2 en janvier 1984, soit huit mois à peine après la livraison à l'Armée de l'air du premier Mirage 2000, équipé du réacteur M53. La qualification du M88-2 est obtenue le 30 septembre 1992 après 500 heures de vol.
Le M88-2, moteur modulaire entièrement nouveau à double corps et double flux, d'une longueur de 3,53 mètres, d'un diamètre de 69,3 cm et d'une masse de 897 kg, est développé spécialement pour le Rafale. Compact, il délivre 50 kN de poussée à sec et 75 kN avec postcombustion, offre un rapport poussée/masse élevé et de fortes accélérations. Le M88-2 doit s'adapter au vol à basse altitude à faible consommation spécifique (et possède donc un fort taux de compression de 24,5 et des composants au rendement élevé) comme au vol à haute altitude à forte poussée spécifique (et possède donc un faible taux de dilution de 0,3). À cet effet, les innovations les plus récentes du secteur, telles que des disques de compresseur aubagés monoblocs (DAM), une chambre de combustion annulaire non polluante et des aubes et distributeurs de turbines haute pression monocristallins, sont employées.
Le moteur est régulé automatiquement à pleine autorité redondante (FADEC) par deux calculateurs, ce qui permet un pilotage sans restriction (démarrage des deux moteurs en deux minutes, et passage à la postcombustion en trois secondes) et une maintenance facilitée : les 21 modules du M88-2 sont remplaçables sans test, le changement d'un réacteur M88 peut être réalisé en une heure à trois mécaniciens d'aéronefs, là où il faut une demi-journée et un point fixe pour un Mirage 2000 tandis que les deux réacteurs sont remplaçables en seulement 1 h 45. Le M88-2 bénéficie enfin d'une surface équivalente radar (SER) et une signature infrarouge (SIR) réduites. Sept mécaniciens de la Flottille 12F du Charles-de-Gaulle ont réussi à changer en trois heures un réacteur M88 sur un Rafale à bord du porte-avions USS Harry S. Truman alors qu'il faut 72 heures aux mécaniciens de l'US Air force pour effectuer la même opération sur un F35-A dans une base terrestre.
D'après le site officiel de Safran, le réacteur M88 du Rafale F5 bénéficiera des travaux menés dans le projet SCAF. La DGA a également confiée un budget de 115 millions d'euros sur 5 ans à Safran pour un programme d'étude en amont afin d'augmenter la poussée du moteur tout en améliorant sa durée de vie. Lors du Salon du Bourget 2025, le constructeur annonce le développement d'une version T-REX pour les besoins du standard F5, profondément modifiée et d'une puissance augmentée de 20%, tout en conservant la même masse et le même volume en utilisant des matériaux plus performants, une chambre de combustion optimisée et un nouveau système de régulation numérique à haut rendement.

### Rafale monoplace, biplace et marine

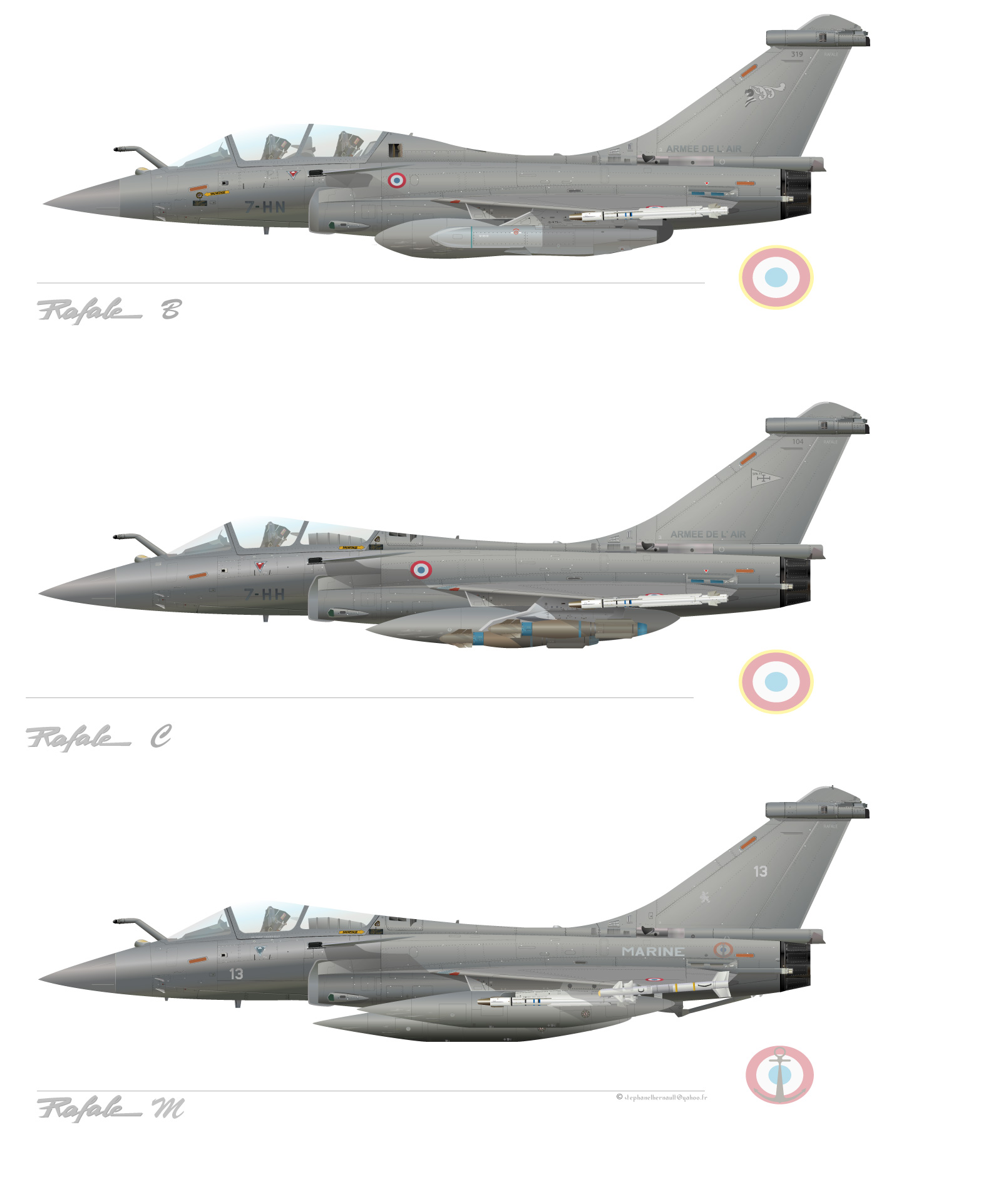
Rafale B/C/M.

En France, le Rafale est décliné en trois versions : le Rafale M, avion monoplace pour les opérations menées à partir d'un porte-avions, et les Rafale C et Rafale B, respectivement monoplace et biplace, pour les opérations réalisées à partir d'une base terrestre.
La Marine nationale a envisagé à l'été 1999 une version Rafale BM (Biplace Marine), projet renommé Rafale N, qui fut finalement abandonné en 2004,.
Sur le Rafale M, les trains d'atterrissage principaux Messier-Bugatti-Dowty sont renforcés, la masse du train avant passe de 50 à 200 kg, afin de pouvoir absorber une énergie verticale d'appontage correspondant à une vitesse de 6,5 mètres par seconde (soit 23,4 km/h). Pour l'envol à partir d'un porte-avions, le choix d'une barre de catapultage à la place des élingues accrochées au fuselage oblige à renforcer également le caisson du train avant (en titane et acier haute résistance), plus sollicité. L'amortisseur est doté d'un dispositif « train sauteur » qui permet d'emmagasiner de l'énergie lors du catapultage et de la restituer en bout de pont d'envol. L'accélération au catapultage est de 5,5 g et la vitesse de sortie est de 140 nœuds (260 km/h). La technologie du train d'atterrissage avant – à laquelle s'ajoutent des astuces comme la rotation à 360° des roues à l'arrêt ou de ±75° lors de la rentrée – et son encombrement obligent à réduire les points d'emport d'armement de 14 à 13 par rapport au Rafale C. Les Rafale M sont, en outre, dotés d'une crosse d'appontage plus lourde que celle utilisée pour les atterrissages d'urgence du Rafale C et capable d'absorber une traction de 75 tonnes lors de l'arrêt sur porte-avions, d'une échelle télescopique repliable dans le fuselage, de deux batteries au lieu d'une et, en bout de dérive, du système inertiel infrarouge (hybridé GPS) d'alignement à la mer TELEMIR de Sagem Défense Sécurité.
Un Rafale M a une masse supérieure de 700 kg à un Rafale C, mais en vol, il n'y a aucune sensation différente pour le pilote. La masse maximale au décollage sur piste reste celle des Rafale C et B, soit 24,5 tonnes (mais limitée à 21,5 tonnes lors d'un catapultage de Rafale M), les vitesses maximales à basse ou haute altitude, la vitesse minimale d'approche, les facteurs de charge positifs et négatifs, les distances d'atterrissage, restent identiques et le canon Giat 30M791 est toujours présent.
Les Rafale biplace égyptiens portent la désignation Rafale DM (Dual Egypt - le M correspond à l'initiale de Misr pour Égypte en arabe) et les avions monoplaces sont désignés Rafale EM (Export Égypte) ; de la même façon, les Rafale indiens peuvent être « EH » ou « DH » (Export et Dual Hindustan) et les Rafale qatariens « EQ » ou « DQ ».

### Profils de mission et emports
La particularité du Rafale est de pouvoir effectuer simultanément des missions aux profils très variés – la détection de défense sol-air, le tir de missile air-air, le tir de missile air-sol – ne nécessitant aucune reconfiguration, contrairement aux avions multirôles classiques ; c'est pourquoi Dassault et la presse utilisent le terme d'« avion omnirôle » pour décrire le Rafale,,.
Lors de la préparation de la mission, le pilote programme le système de navigation et d'attaque sur une cassette numérique BSDM ("Boitier de Support de Données de Mission") d'une capacité de 1 024 mégaoctets qui sert aussi à enregistrer les données nécessaires au suivi de la maintenance.
Le Rafale est muni de 14 points d'emport externes capables d'emporter au total 9 500 kg d'équipements parmi une large gamme d'armements, de nacelles et de bidons, déjà testés ou en service. Sa masse maximale au décollage est de 24 500 kg pour 9 850 kg à vide, ce qui en fait le seul avion de chasse au monde capable d'effectuer des missions en portant 1,5 fois sa propre masse à vide. Les Rafale M ont un point d'emport en moins. Ils n'emportent qu'un seul missile SCALP au catapultage au lieu de deux pour les mêmes missions effectuées à partir de la terre afin de leur permettre de revenir apponter avec le missile non tiré en cas d'interruption de la mission.
Les points d'emport sont ainsi répartis :
- 2 points ventraux (bidons, missiles de croisière ou Exocet, nacelle Aeros…) ;
- 2 × 2 points latéraux (missiles MICA ou Meteor, nacelle Damoclès) ;
- 3 × 2 points sous voilure (bidons, bombes guidées, missiles SCALP) ;
- 2 × 2 points externes (missiles MICA).

Quatre configurations sont ainsi possibles en 2018 :
| Frappe en profondeur                                                                                    | Air-sol                                                                          | Reconnaissance                                                       | Air-air (2018)                                                |
| --- | -------------------------------------------------------------------------------- | -------------------------------------------------------------------- | ------------------------------------------------------------- |
| - 2 MICA-IR - 2 MICA-EM - 3 bidons de 2 000 litres - 2 SCALP-EG sous voilure (1 pour la version Marine) | - 2 MICA-IR - 2x3 bombes guidées - 2 bidons de 2 000 litres - 1 nacelle Damoclès | - 2 MICA-IR - 2 MICA-EM - 2 bidons de 2 000 litres - 1 nacelle Areos | - 2 MICA-IR - 2 MICA-EM - 2 bidons de 2 000 litres - 2 Meteor |

Le Rafale est capable d'atteindre une vitesse maximale de Mach 1,8 et une vitesse de supercroisière de Mach 1,4 avec 6 missiles MICA.
En mission de bombardement nucléaire avec 6 missiles MICA, un missile ASMP-A et deux réservoirs supplémentaires de 2 000 litres, son autonomie avec ravitaillements en vol est de plus de 12 h, contre 10 h pour le Mirage 2000 NK3 malgré une plus grande vitesse du Rafale, ce qui lui permet de frapper des cibles plus éloignées : un vol de 8 800 km a été réalisé en 10 h 35 min lors d'un exercice, ou de complexifier son itinéraire, en partant de bases surprises et de faire des détours pour contourner les défenses adverses. La mission de dissuasion se réalise en totale autonomie nationale, sans utilisation de liaison de données, ni même de positionnement par satellite (GPS).

#### Armement air-air

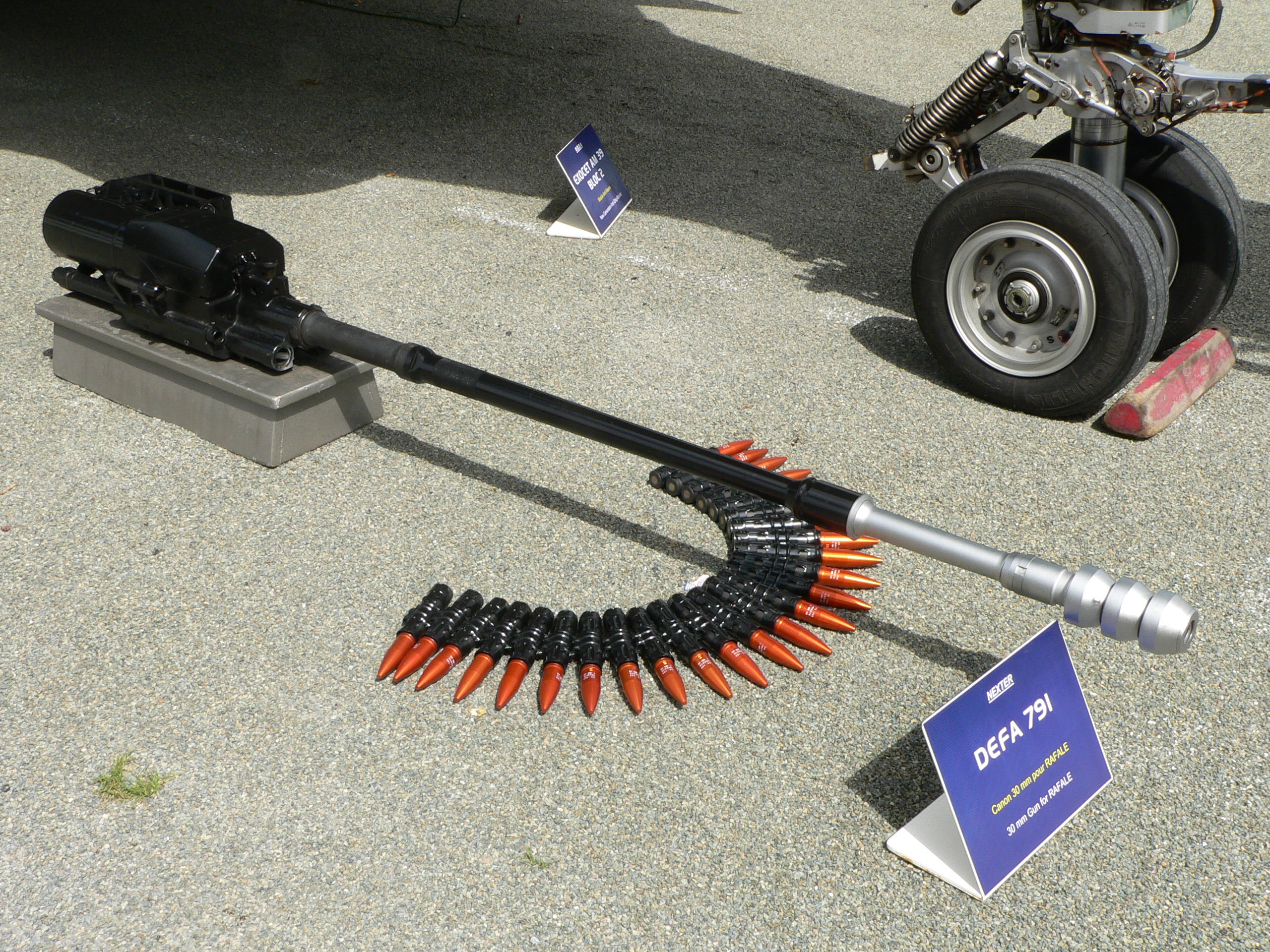
Le canon Nexter DEFA 30 mm M791 du Rafale.

- Un canon Nexter DEFA de calibre 30 mm M791 :

Cette arme à tube unique de calibre 30 mm et 120 kg de masse, comprenant 125 obus de type OPIT (obus perforant incendiaire traçant) a une cadence de tir de 2 500 obus par minute (soit 3 secondes de tir). Elle est placée sous l'apex de l'aile droite du Rafale, masquée par un cache qui est détruit par le premier projectile tiré. Bien que gardant la dénomination DEFA, ce canon est très différent de ceux qui équipent les avions français depuis les années 1950. En effet, à l'époque de son développement, le cahier des charges du canon spécifiait plusieurs innovations dont la capacité de tirer sous de très forts facteurs de charge, à vitesse supersonique (Mach 1 et au-delà), et peut-être même de façon autonome, mais les restrictions budgétaires n'ont pas permis le développement de calculateurs adaptés.
- Missiles MBDA MICA (Missile d'interception, de combat et d'autodéfense) :

Ces missiles de type tire et oublie (Fire And Forget en anglais) à moyenne portée ou d'autodéfense à courte portée, guidage électromagnétique ou infrarouge, de troisième génération, ont une portée maximum de 80 km équipent également le Rafale. Quatre modes de tir sont possibles : liaison avion-missile (LAM) longue portée, longue portée sans LAM, courte portée avec autodirecteur accroché sur la cible avant départ ou après départ avec un fort dépointage sur coordonnées L16. Le MICA est un missile d'une grande manœuvrabilité qui remplit les missions habituellement dévolues à deux types de missile (à courte portée et à moyenne portée). Le 11 juin 2007, le couple Rafale/MICA a réalisé une première mondiale en tirant sur un agresseur situé derrière le Rafale grâce à une désignation d'objectif transmise par liaison 16 depuis un deuxième avion, transformant ainsi l'agresseur en proie. Le MICA a été commandé par la DGA à 1 110 exemplaires. En octobre 2010, 1 000 exemplaires avaient été réceptionnés par les forces françaises, qui ont disposé de l'intégralité de ce parc en 2012.
- Missiles MBDA Meteor :

À partir du standard F3R, ces missiles à longue portée, guidage inertiel et radar de troisième génération et dotés d'un statoréacteur, ont une portée de plus de 100 km et possèdent une très grande NEZ (« No-Escape Zone en anglais », soit la distance à laquelle la cible n'a théoriquement aucune chance de s'en sortir), estimée entre 50 km et 60 km. Ils complètent l'armement air-air du Rafale. Une première commande de 200 unités a été notifiée par la DGA en décembre 2010 pour la Marine nationale et pour l'armée de l'Air. Les premiers essais de séparation d'une maquette du missile Meteor ont été réalisés avec succès les 4 et 10 octobre 2012, le premier tir sur une cible aérienne a été réalisé et avec succès le 28 avril 2015 sur le site sécurisé de DGA au large de Biscarrosse. La première livraison pour l'armée française est prévue en 2018.

#### Armements air-sol et air-mer

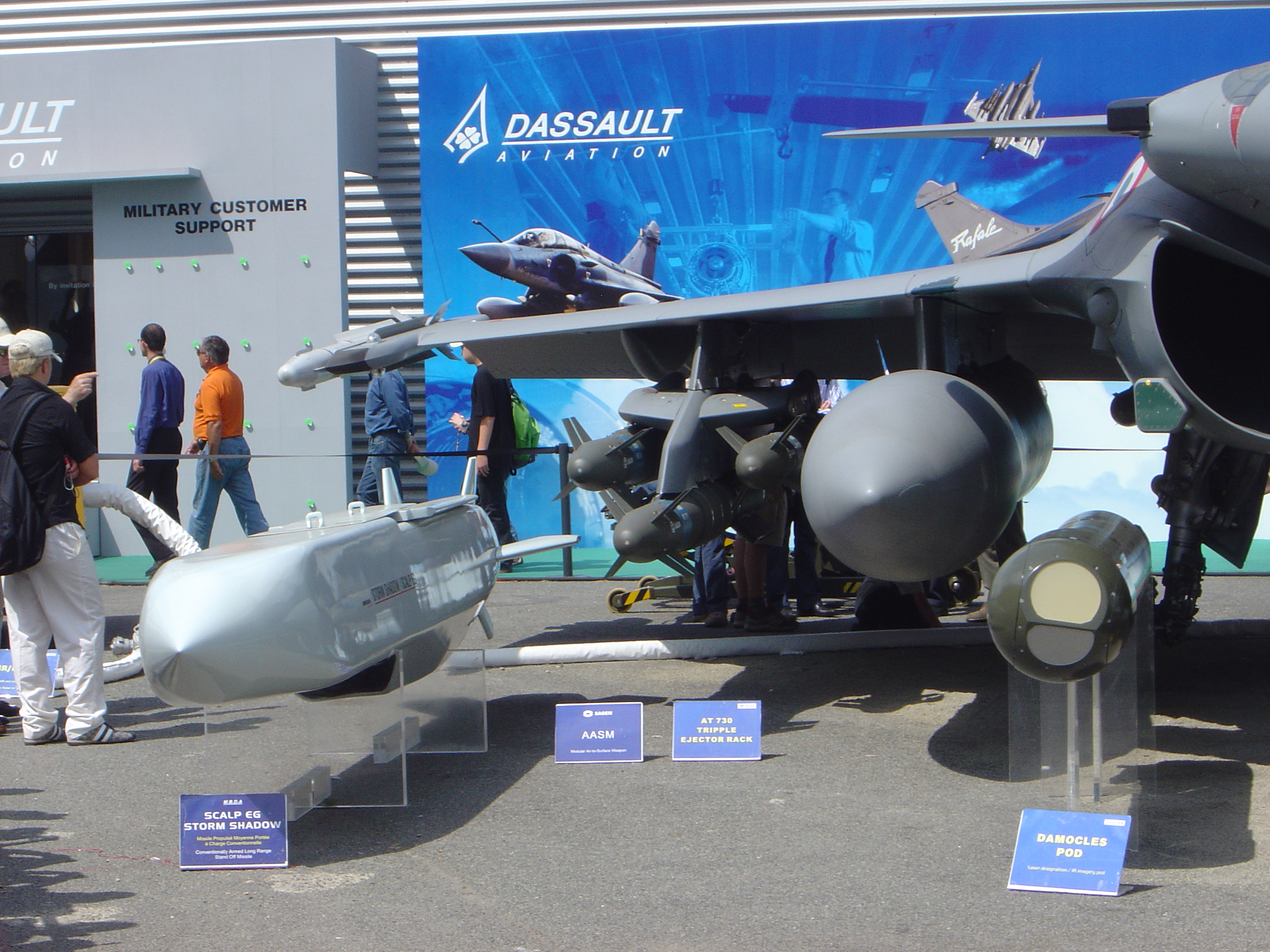
Ce Rafale C présente, de gauche à droite, un missile MICA en bout d'aile, un missile de croisière SCALP-EG, 3 bombes guidées armement air-sol modulaire, un réservoir largable et une nacelle de désignation laser Damoclès.

Le Rafale peut emporter les armements air-surface suivants :
- la bombe Mk-82 de 227 kg (charge explosive de 87 kg) ou la bombe BLU-111/B de 250 kg (charge explosive de 87 kg), ou la bombe BLU-126 de 227 kg (BLU-111/B dont la charge explosive est réduite à 13 kg pour limiter les dégâts collatéraux)[193],[194]. Celle-ci peut être
  - non guidée. Cette configuration n'est pas utilisée par la France[195].
  - guidée : un prêt-à-monter de guidage Paveway ou AASM est ajouté au corps de bombe. Un soldat au sol équipé d'un système de désignation laser, ou une nacelle de désignation emportée par l'avion tireur ou un autre avion désigne la cible[68]
    - Raytheon GBU-12, GBU-16 (à partir du standard F3R[189]) et GBU-49 Paveway II, et la GBU-24 Paveway III[196] :
    - Sagem Défense Sécurité Armement air-sol modulaire (sigle AASM) :

En version GPS-INS ou GPS-INS et image terminale infrarouge, elle permet de détruire des cibles statiques ou mobiles (chars, navires, etc.) avec une précision inférieure à un mètre et une portée de 55 km. Jusqu'à 6 missiles AASM peuvent être tirés en salve avec 0,5 s d'intervalle entre chaque tir. L'AASM permet la mission SEAD en utilisant les ressources du système de guerre électronique grâce au système de contremesures électroniques dit SPECTRA (acronyme SPECTRA) associé au mode SAR (radar à ouverture synthétique calculant une image radar du sol) du radar Thales RBE2 du Rafale. Ceci permet de guider le chasseur sur les coordonnées de l'émission du radar de la défense ennemie.
- Le missile de croisière MBDA Apache :

Arme à longue portée, destinée à la neutralisation à distance de sécurité des pistes d'aérodrome très défendues, mis sous cocon depuis 2008/2009[réf. nécessaire].
- Le missile de croisière MBDA Système de croisière conventionnel autonome à longue portée et d'emploi général (SCALP-EG) :

Arme dérivée de l'Apache, à longue portée, guidage inertiel et infrarouge autonome, dotée d'un turboréacteur Microturbo TRI 60-30 et d'une charge « broach » de 400 kg.
- Le missile de croisière préstratégique MBDA Air-sol moyenne portée amélioré (ASMP-A)[199] :

Missile à moyenne portée, guidage inertiel, doté d'un statoréacteur et doté de la nouvelle arme nucléaire à tête nucléaire aéroportée (sigle TNA), sur les Rafale des Forces aériennes stratégiques et de la Force d'action navale. Ce missile n'est pas exporté.
- Le missile antinavire MBDA Exocet AM39 Block2 Mod2[200] :

Missile à moyenne portée, guidage inertiel et radar complète l'armement air-sol pour les opérations en mer (armement air-mer).

#### Nacelles

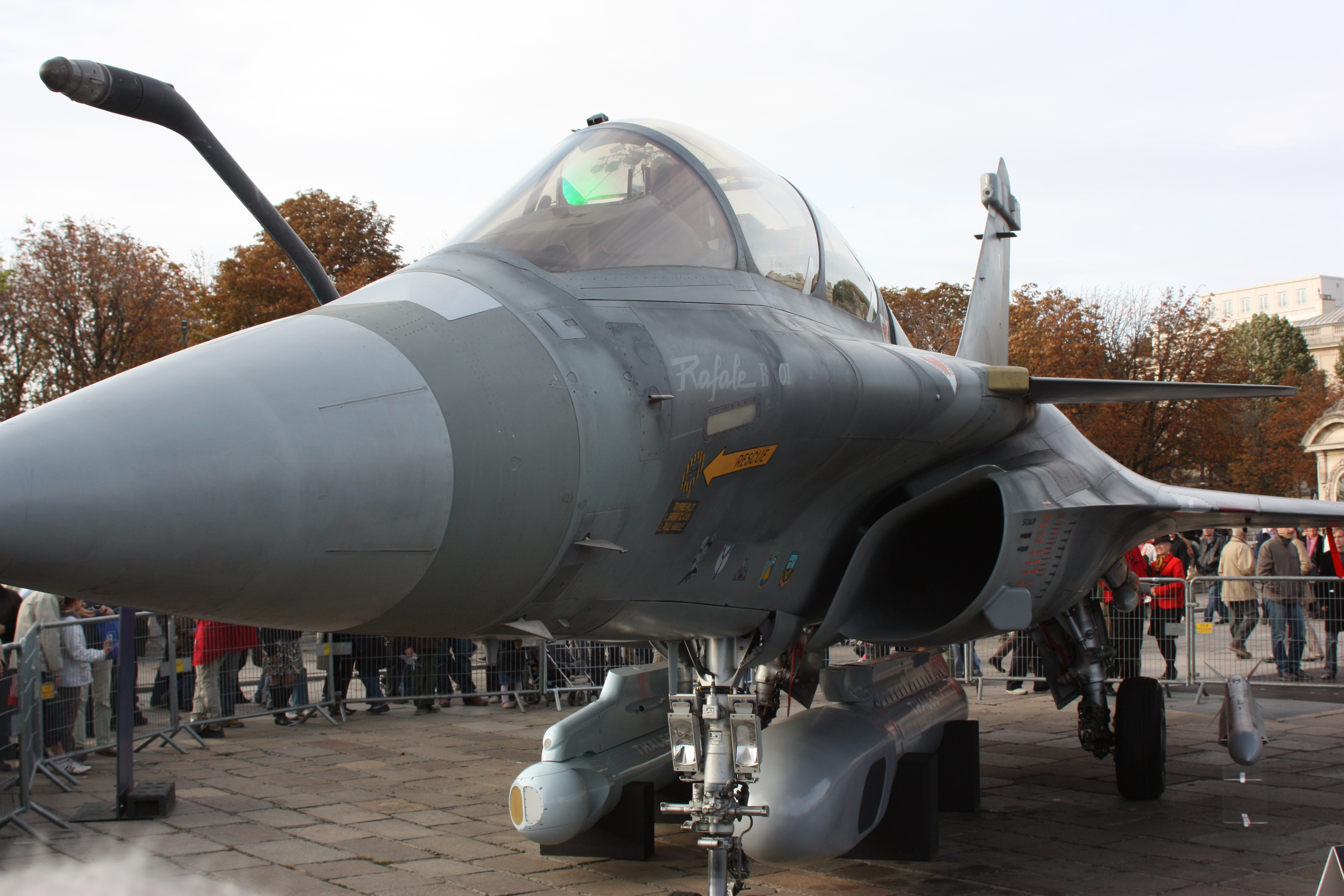
Le prototype du Rafale B exposé avec les nacelles Aeros et Damoclès.

La nacelle de reconnaissance Thales tout temps AREOS Reco NG mesure 5 m et a une masse de 1 100 kg. Elle intègre deux capteurs : un senseur bispectral infrarouge et proche infrarouge pour la haute/moyenne altitude (HA/MA), qui permet de photographier en haute définition des objectifs jusqu'à 60 nautiques, soit deux à trois fois plus loin que la nacelle PRESTO, des Mirage F1 CR, et un senseur infrarouge pour la très basse altitude (TBA) destiné à la photographie d'horizon à horizon à seulement 60 mètres du sol et à haute vitesse. Le système permet de couvrir 3 000 km2 de terrain en une heure.
La nacelle connaît en permanence sa position grâce aux informations transmises par le système de navigation et d'attaque (SNA) de l'avion et par sa propre centrale d'attitude interne. Ceci permet de pointer automatiquement le senseur HA/MA pour couvrir les objectifs définis en préparation de mission, en prenant en compte le relief grâce à un modèle numérique de terrain. Les images sont transmises en vol en temps réel ou en temps différé vers une station d'aide à l'interprétation des images (SAIM). Cette station peut être déployée soit dans une cabine aménagée mobile, soit sur le porte-avions Charles de Gaulle.
Depuis le 31 décembre 2012, douze nacelles AREOS Reco NG sont en service dans l'Armée de l'air et huit dans la Marine nationale.
Le Rafale peut emporter également une nacelle de désignation comme le Thales Damoclès ou Thales Talios (à partir du standard F3R), sur les Rafale français, le Lockheed Martin Sniper XR, sur les avions du Qatar, ou encore le Litening sur les avions de l'Inde.
Le Rafale peut également emporter des nacelles d'entrainement (Air combat maneuvering instrumentation (en)).
Enfin l'étude Aldebaran (CNES-CDTI-DLR) de 2008 a étudié la possibilité d'emporter un lanceur spatial sur un Rafale,,. Aucun tir n'a eu lieu ou n'a été programmé en 2017 avec ce concept.

#### Carburant

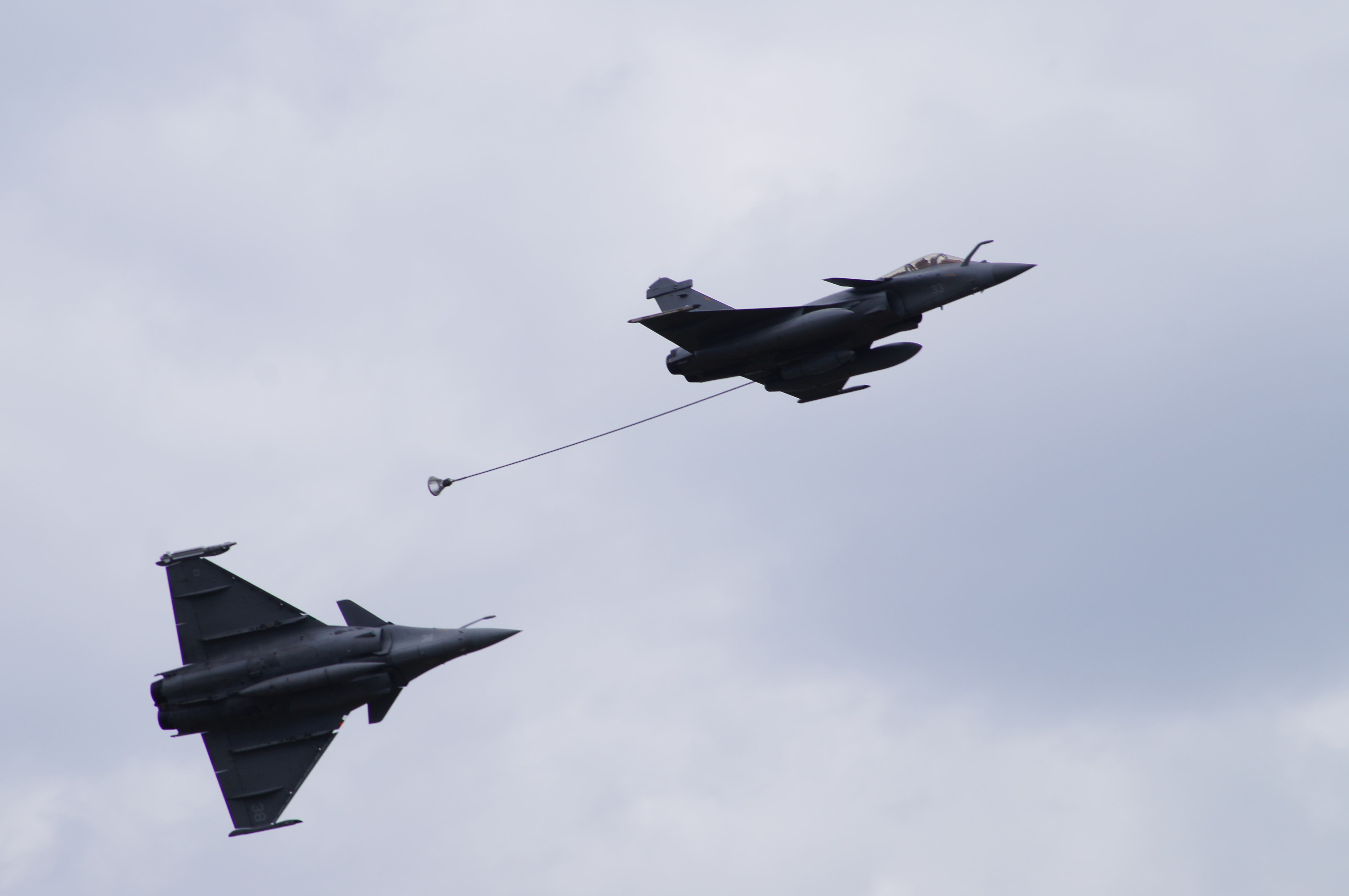
Rafale M en configuration « nounou ».

La capacité des réservoirs internes du Rafale varie en fonction de la version, elle est de 4 722 kg sur la version monoplace "C", 4 755 kg sur la version Marine "M" en raison de l'assiette de 5° et du placement des flotteur "point haut" des réservoirs, et 4 440 kg sur la version biplace "B" en raison de l'ajout du siège du navigateur .
Le Rafale a aussi la capacité d'emporter jusqu'à 6 800 kg supplémentaires de kérosène grâce à des RPL (Réservoirs Pendulaires Largables) qui peuvent être montés sous le fuselage en position centrale et les voilures sur deux points d'emport pour les versions armée de l'Air et 4 points d'emport pour la version Marine. Il existe deux types de RPL: 
- RPL-711 d'une capacité de 1 250 litres (1 000 kg) : leur forme profilée permet leur utilisation en supersonique, au détriment de leur volume. Il sont principalement utilisés pour des missions Air/Air.
- RPL-751 d'une capacité de 2 000 litres (1 600 kg) : leur forme plus arrondie sur le devant créé plus de trainée, ce qui restreint leur utilisation à des vitesses subsoniques, mais au profit du volume d'emport. Il sont surtout utilisés pour des missions Air/Sol ou des convoyages[208].Rafale B équipé de trois RPL de 1 250 litres

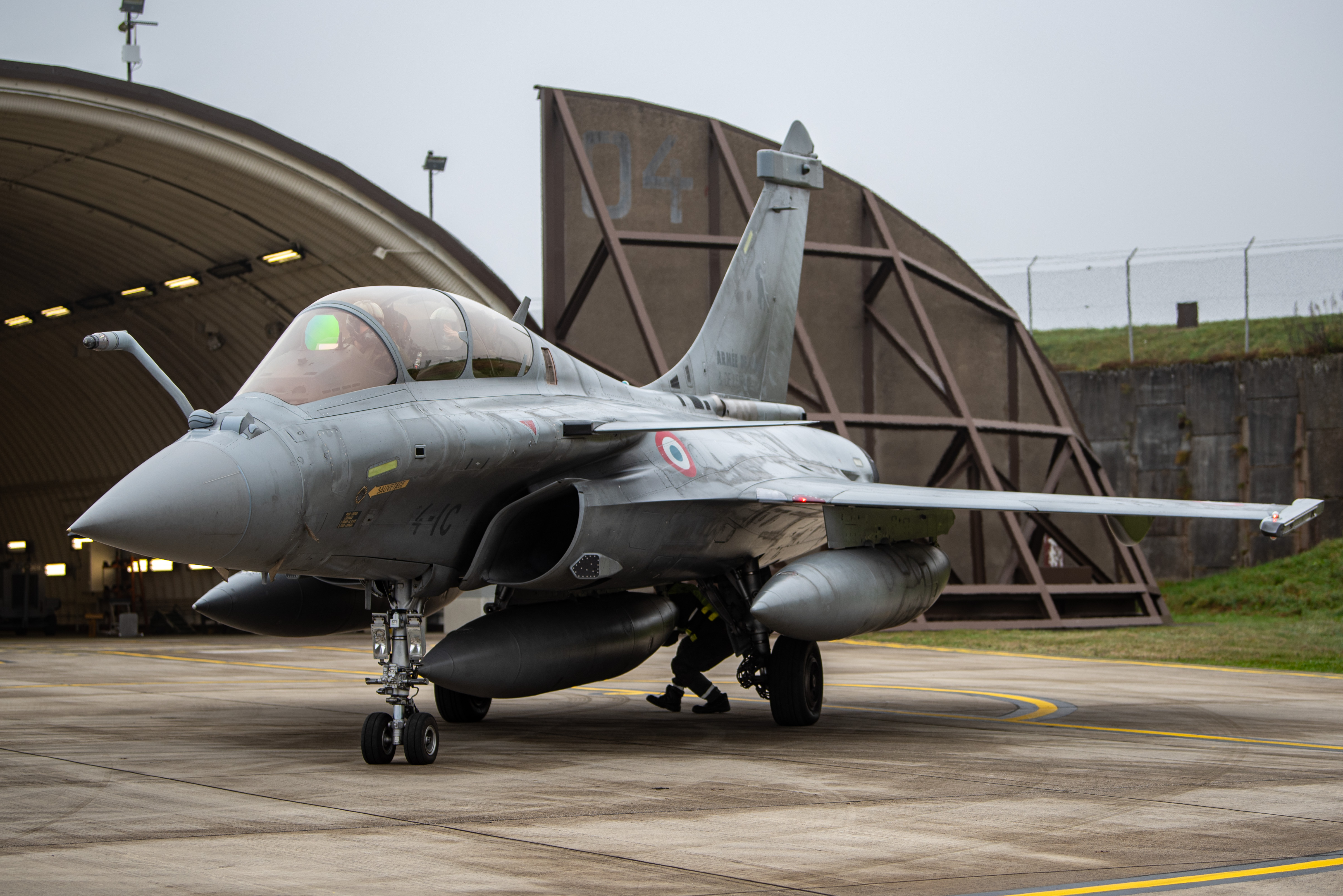
Rafale B équipé de trois RPL de 1 250 litres

Le Rafale peut aussi emporter deux réservoirs conformes (sigle CFT en anglais, pour « Conformal Fuel Tank ») dorsaux de 1 150 litres chacun,, spécialement profilés pour minimiser leur traînée induite et ainsi allonger le rayon d'action, notamment pour les missions de pénétration. Des essais en vol supersonique ont été réalisés sur le prototype B301 avec les deux réservoirs CFT, montrant que les dégradations de qualité de vol étaient négligeables. Cependant, cette configuration n'est pas utilisée sur les Rafale français. Ils ont une longueur de 7,5 m, peuvent être installés sur les versions mono et biplaces, et sont démontables en moins de deux heures selon le constructeur Dassault. Les 2 300 litres supplémentaires apportés par ces CFT augmenteraient l'autonomie de l'avion de 20 à 25 %. Ces réservoirs, toujours selon Dassault, pourraient intéresser les clients étrangers du Rafale ne disposant pas de flotte de ravitailleurs.
La nacelle de ravitaillement Douglas d'un débit de 620 litres par minute à partir des réservoirs internes du Rafale permet de le gréer rapidement en « buddy-to-buddy en anglais » (ou « nounou ») apte à ravitailler un appareil Air ou Marine, tous dotés de série d'une perche de ravitaillement en vol (amovible). Cette dernière technique n'est utilisée que par les Rafale M.
Ces capacités sont améliorées par la nacelle de ravitaillement de nouvelle génération (acronyme NARANG), fabriquée par la société Zodiac Aerotechnics, filiale du groupe français Safran, dont une commande initiale de 12 exemplaires pour la Marine nationale a été augmentée de 4 nacelles supplémentaires par la Direction Générale de l'Armement (DGA). La NARANG permet entre autres des opérations de ravitaillement en vol plus rapides grâce à un débit de livraison de kérosène plus important (environ 1000 l/min contre 530 sur le modèle précédent). Le 28 novembre 2024, dans le cadre d'essais menés par la DGA Essais en vol afin de vérifier la capacité de ravitaillement en vol des futurs E-2D Advanced Hawkeye qui seront livrés à la Flottille 4F en 2027, un Rafale M « nounou » a ravitaillé en vol un Airbus A400M Atlas.

## Utilisateurs
Le Rafale est en service dans les forces françaises depuis 2002. L'avion a été successivement exporté en Égypte, au Qatar, en Inde, en Grèce, en Croatie, aux Émirats arabes unis, Indonésie et Serbie.

### France
Le Rafale a été mis en service en 2002, dans la Marine nationale et en juin 2006 dans l'Armée de l'air.
Au 31 décembre 2017, la flotte française de Rafale (149 appareils) totalise plus de 200 000 heures de vol, dont plus de 30 000 en opérations : en Afghanistan de 2007 à 2013, en Libye en 2011, au Mali depuis 2013, en Irak depuis 2014 et en Syrie depuis 2015. En mars 2024,166 Rafale ont été livrés sur les 234 commandés par la DGA(24 vendus d'occasion à la Grèce et à la Croatie).

#### Unités opérationnelles
En 1988, le premier vol d'un appareil de série est prévu pour fin 1995 avec une livraison à partir de 1996. En 199], la formation du 1er escadron de l'Armée de l'air est repoussée de 1996 à 1999. En 1992, elle est reportée à 2000. Le 18 mai 2001, la flottille 12F de l'Aviation navale, basée à la base d'aéronautique navale (BAN) de Landivisiau, est la première unité équipée de Rafale, pendant 3 ans en phase d'expérimentation ; l'unité est opérationnelle le 25 juin 2004 après avoir participé à l'opération internationale Enduring Freedom.
Le Rafale M au standard F2 est déclaré opérationnel le 21 mai 2008. Les Rafale M2 à M10 au standard F1 ont été mis sous cocon (de facto retirés du service) à la BAN Landivisiau. Le Rafale M1 sert toujours pour l'expérimentation de nouveaux équipements. Les 10 appareils ont déjà subi des modifications nécessaires au chantier de mise au standard F3 (à l'exception du Radar RBE2 AESA) qui se fait entre fin 2011 et 2017 pour le coût d'environ 3 appareils neufs (300 millions d'euros),.
L'été 2011 voit le passage d'une seconde flottille, la 11F, du Super-Étendard Modernisé (SEM) au Rafale M F3 puis la troisième flottille, la 17F, est progressivement transformée du Super-Étendard Modernisé (SEM) au Rafale M F3 avec pour objectif d'être opérationnelle fin 2016. La livraison des Rafale M10 et M9 au standard F3 s'effectue fin 2014. Le 42e Rafale Marine au standard F3 est livré en avril 2015, le 43e Rafale Marine en juillet 2015, les 44e et 45e Rafale Marine en octobre 2015,. La livraison des Rafale M8, M7 et M6 s'effectue à l'automne 2015. Fin 2015, en tenant compte de la perte accidentelle des Rafale M18, M22, M24 et M25, et des 10 Rafale M1 à M10, en cours de modernisation pour être portés au standard F3, la Marine nationale dispose de 41 Rafale M dont 36 en ligne au standard F3. En 2017, la Marine reçoit les derniers exemplaires des dix Rafale F1 modifiés au standard F3 (M5, M4, M3, M2, M1) et le Rafale M46, le parc atteint alors 42 Rafale au standard F3 dont le M1 qui ne sert qu'aux essais.
La loi de programmation militaire 2014-2018 ne sera finalement pas respectée car la cellule du Rafale M47 est réquisitionnée par la DGA pour des essais de fatigue et la commande du dernier Rafale M48 est annulée. Le parc en ligne de la Marine est donc finalement de 42 Rafale : le Rafale M1 réservé aux essais, les trois flottilles 11F, 12F et 17F de 12 Rafale M chacune, le centre de transformation de Saint-Dizier de 3 Rafale M, et enfin 2 Rafale M en réserve pour les périodes de maintenance contre 5 prévus initialement,,.
La première unité de l'armée de l'Air équipée de Rafale, l'escadron de chasse 1/7 Provence, autrefois sur la base aérienne 113 Saint-Dizier-Robinson, destinée à la chasse-bombardement, est opérationnelle depuis le 26 juin 2006. Une deuxième unité, l'escadron de chasse 1/4 Gascogne destinée à la frappe nucléaire, a été créée le 31 mars 2009 dans la même base aérienne, et a pris pour la première fois son tour de garde d'alerte nucléaire dans un exercice le 1er juillet 2010, équipée du nouveau missile Air-sol moyenne portée amélioré (sigle ASMP-A). Au 1er septembre 2011, l'armée de l'Air exploite un total de 64 Rafale dont 5 dans l'escadron de chasse et d'expérimentation 1/30 Côte d'Argent. Le régiment de chasse 2/30 Normandie-Niemen est déclaré opérationnel le 25 juin 2012 et devient ainsi le quatrième escadron Rafale. L'escadron de chasse 2/4 La Fayette, l'escadron de transformation Rafale 3/4 Aquitaine, l'escadron de chasse 3/30 Lorraine complètent les unités de l'armée de l'Air et de l'Espace possédant des Rafale. L'Escadron de chasse 1/5 Vendée est le 5e escadron opérationnel Rafale, à la base d'Orange. Il est opérationnel à l'été 2024[réf. nécessaire].
En 2024, l'armée de l'Air et de l'Espace dispose de 96 Rafale.

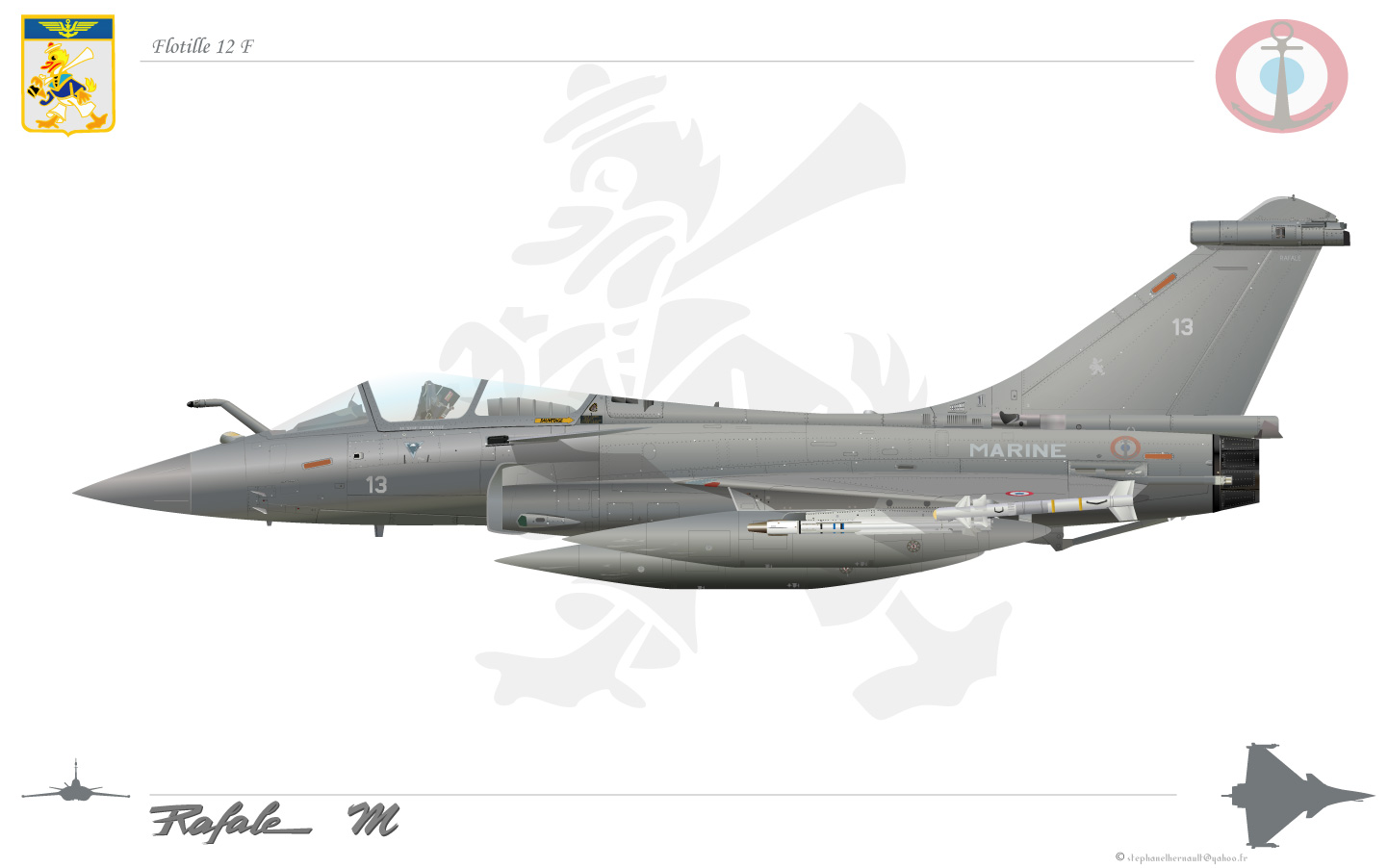
Rafale M flottille 12F
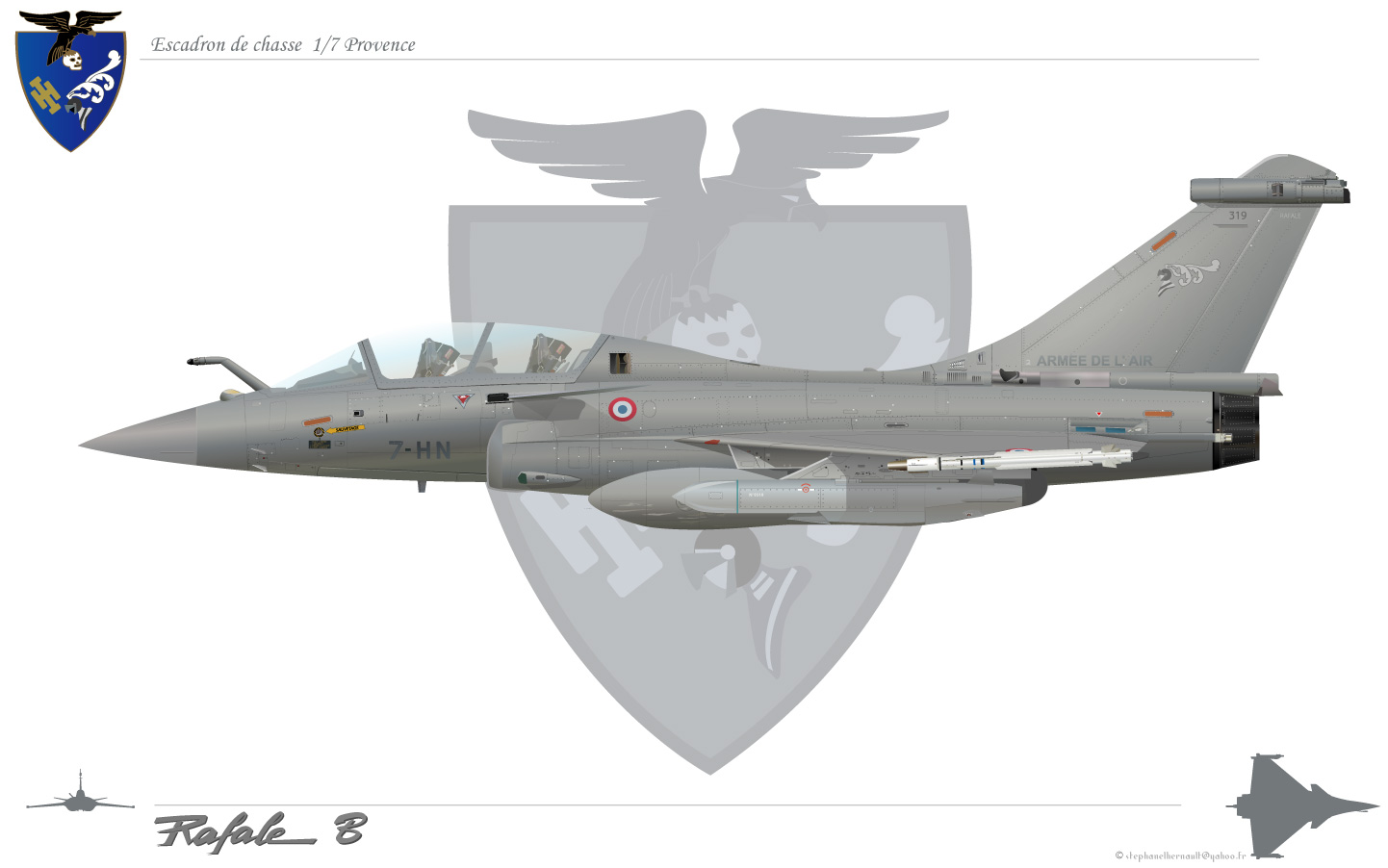
Rafale B escadron 1/7 Provence
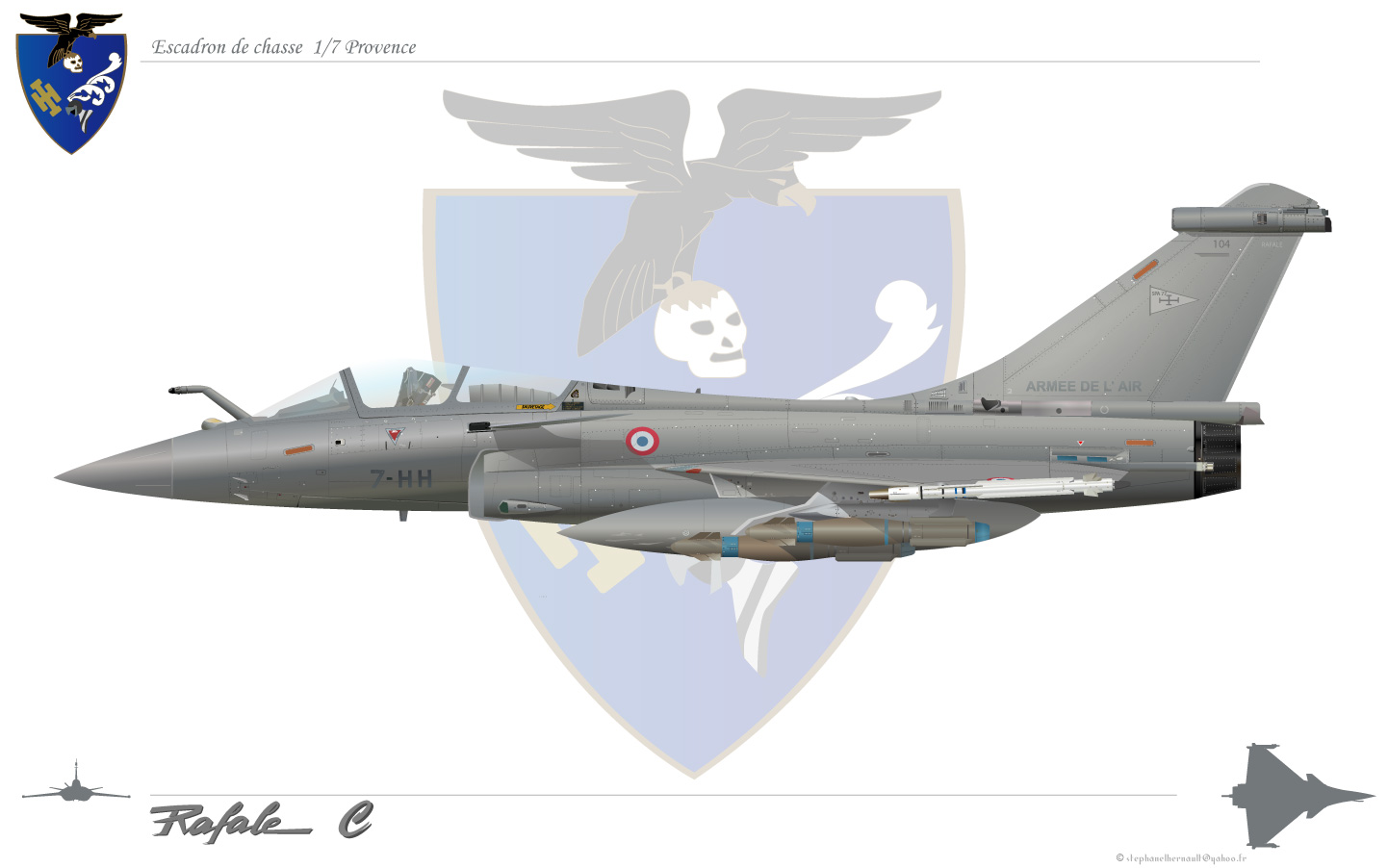
Rafale C escadron 1/7 Provence
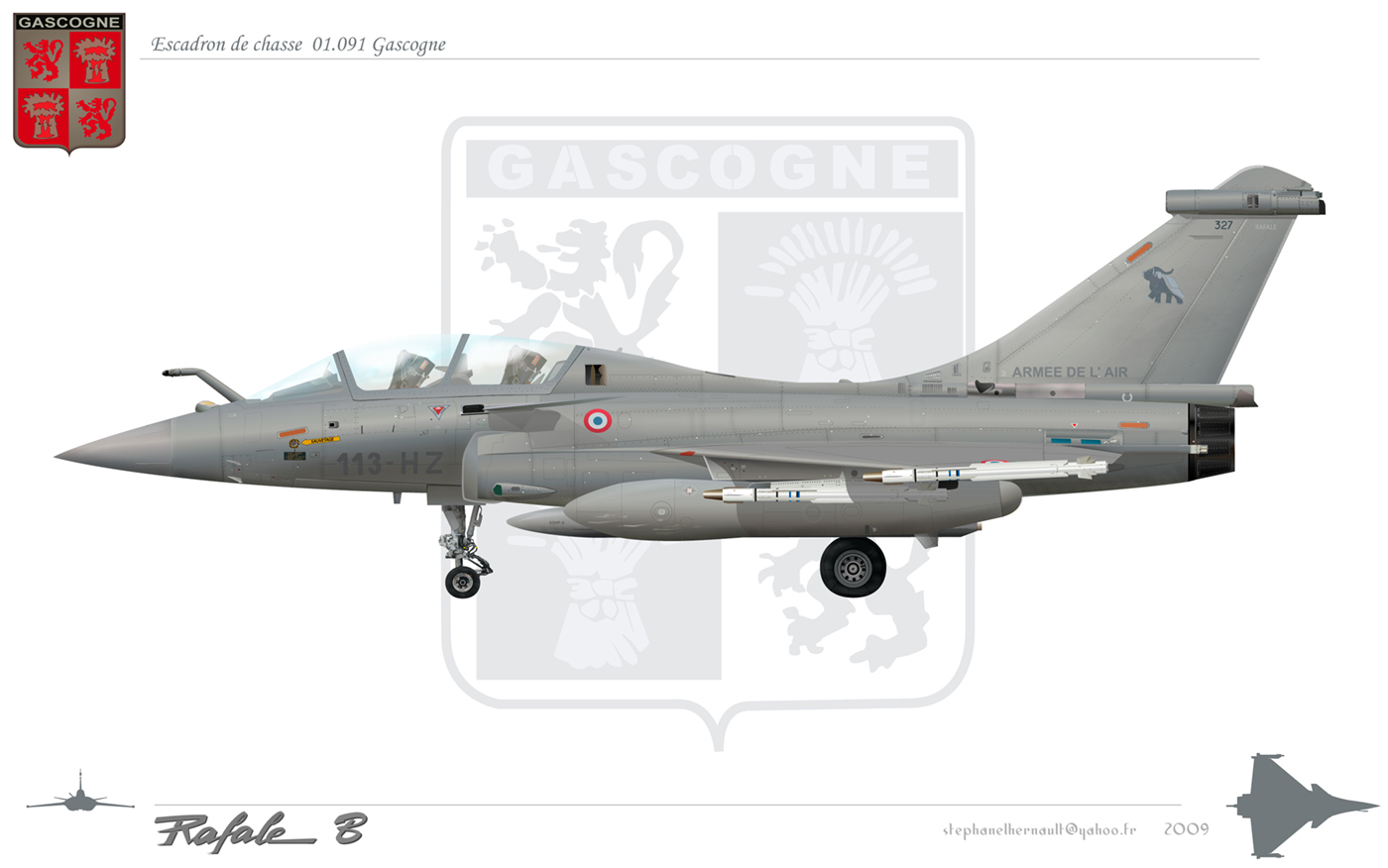
Rafale B escadron 1/91 Gascogne
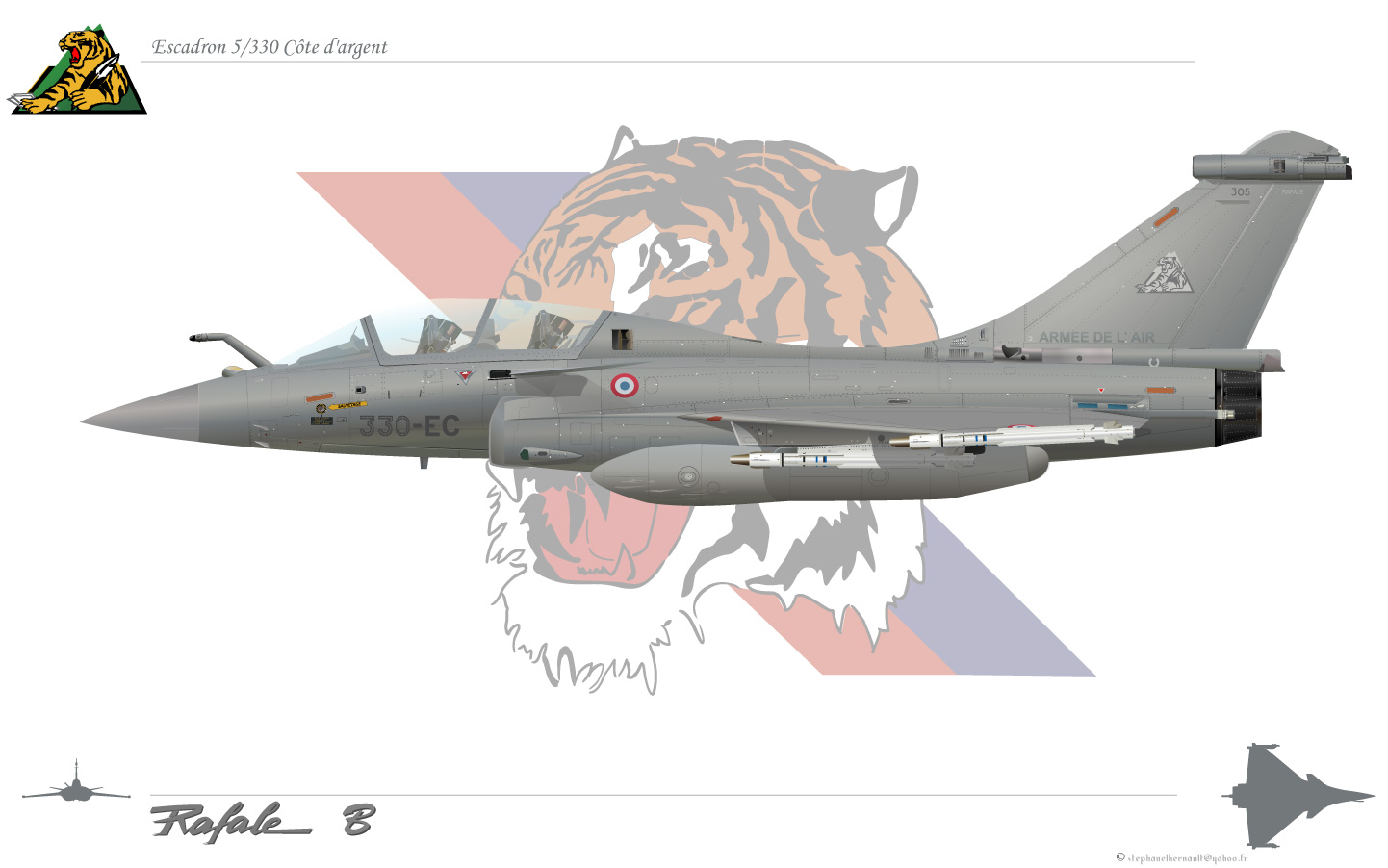
Rafale B escadron 5/330 Côte d'Argent

### Exportations

Pays utilisateurs
Futurs utilisateurs

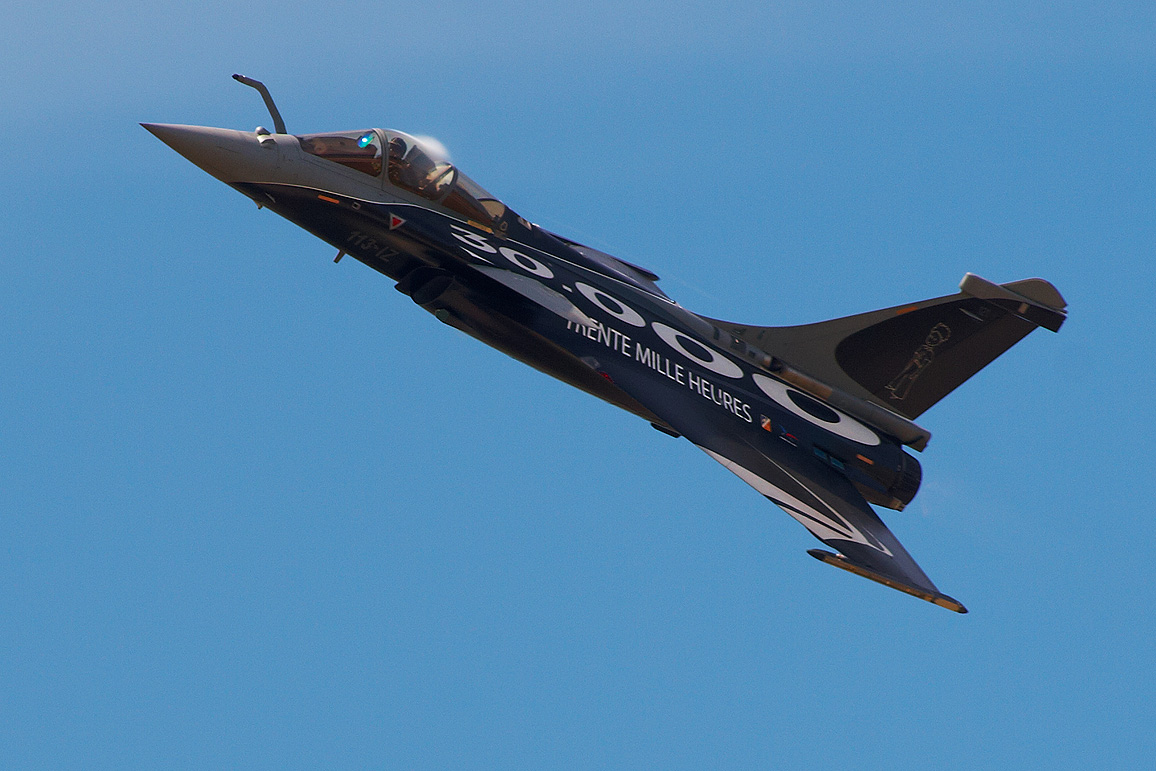
Dassault Rafale C au Salon international aérospatial de Moscou en 2011.

#### Égypte
L'Égypte fait parvenir une « expression d'intérêt » pour 12 à 20 appareils en début d'été 2011, mais la situation géopolitique fait que la France n'a pas donné suite.
Les discussions reprennent à l'automne 2014. Le 16 février 2015, le président égyptien, le maréchal al-Sissi, et le ministre de la Défense français, Jean-Yves Le Drian, signent un accord de vente d'équipement militaire incluant 24 avions Rafale avec une option sur 12 appareils supplémentaires,. Ces 24 exemplaires ont été livrés entre 2015 et 2019. L'option ne sera finalement pas activée.
Une commande de 30 Rafale supplémentaires est officialisée le 4 mai 2021. Elle a ensuite été augmentée d'une unité, ce qui pourrait être justifié par le remplacement d'un appareil perdu.
Les Rafale égyptiens sont intégrés dans la 203rd Tactical Fighter Wing, dans les 34e et 36e escadrons de chasse tactique opérant sur la base aérienne de Gebel el Basur.

#### Qatar

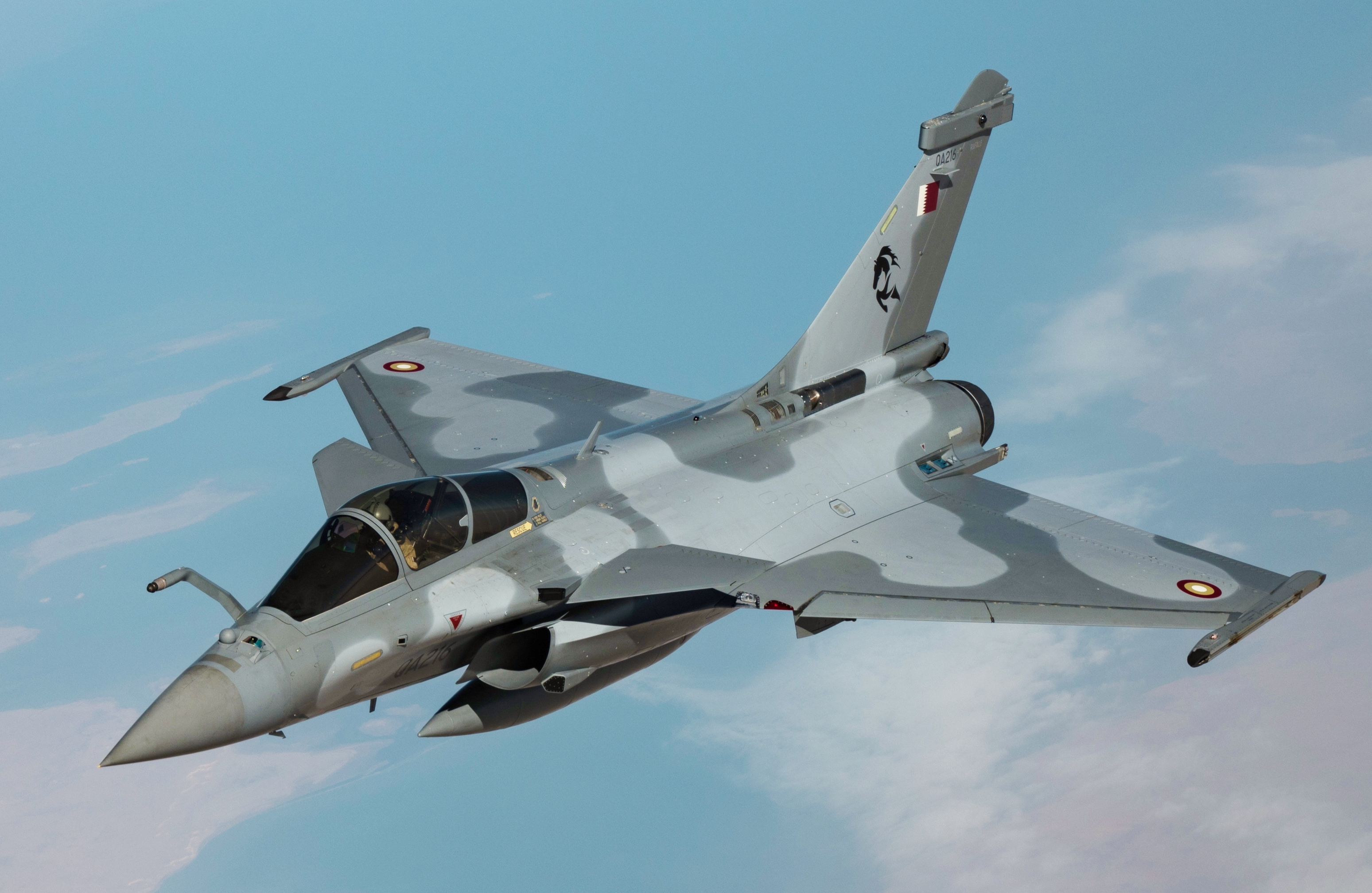
Un Rafale Qatari en 2020.

Le Qatar a également entamé une évaluation technique de candidatures comprenant, en plus du Rafale, le F-15 Eagle, le F/A-18E/F Super Hornet, le JAS 39 Gripen, le F-35 Lightning II et l'Eurofighter Typhoon, pour la fourniture de 24 à 36 appareils. La décision devait être prise avant la fin 2012.
Le 30 avril 2015, l'Élysée confirme l'acquisition de 24 appareils, avec une option sur 12 appareils supplémentaires. Le 4 mai 2015, la France signe un contrat avec le Qatar pour l'acquisition de 24 appareils,,.
Le 7 décembre 2017, à l'occasion de la visite du président Emmanuel Macron, le Qatar lève l'option d'acquisition de 12 avions supplémentaires, portant le total commandé depuis 2015 à 36 appareils, et pose une nouvelle option sur 36 autres.
Les livraisons sont prévues entre 2019 et 2022.
Le 6 février 2019 a été livré le premier Rafale à l’armée de l’air du Qatar, à l’occasion une cérémonie qui s’est tenue à Mérignac.
À partir du 8 avril 2019, Dassault Aviation assure la formation des pilotes qatariens sur Rafale EQ (monoplace) et DQ (biplace) à partir de l'aéroport de Bordeaux-Mérignac, cette formation a lieu jusqu’au vendredi 7 juin 2019.

#### Inde

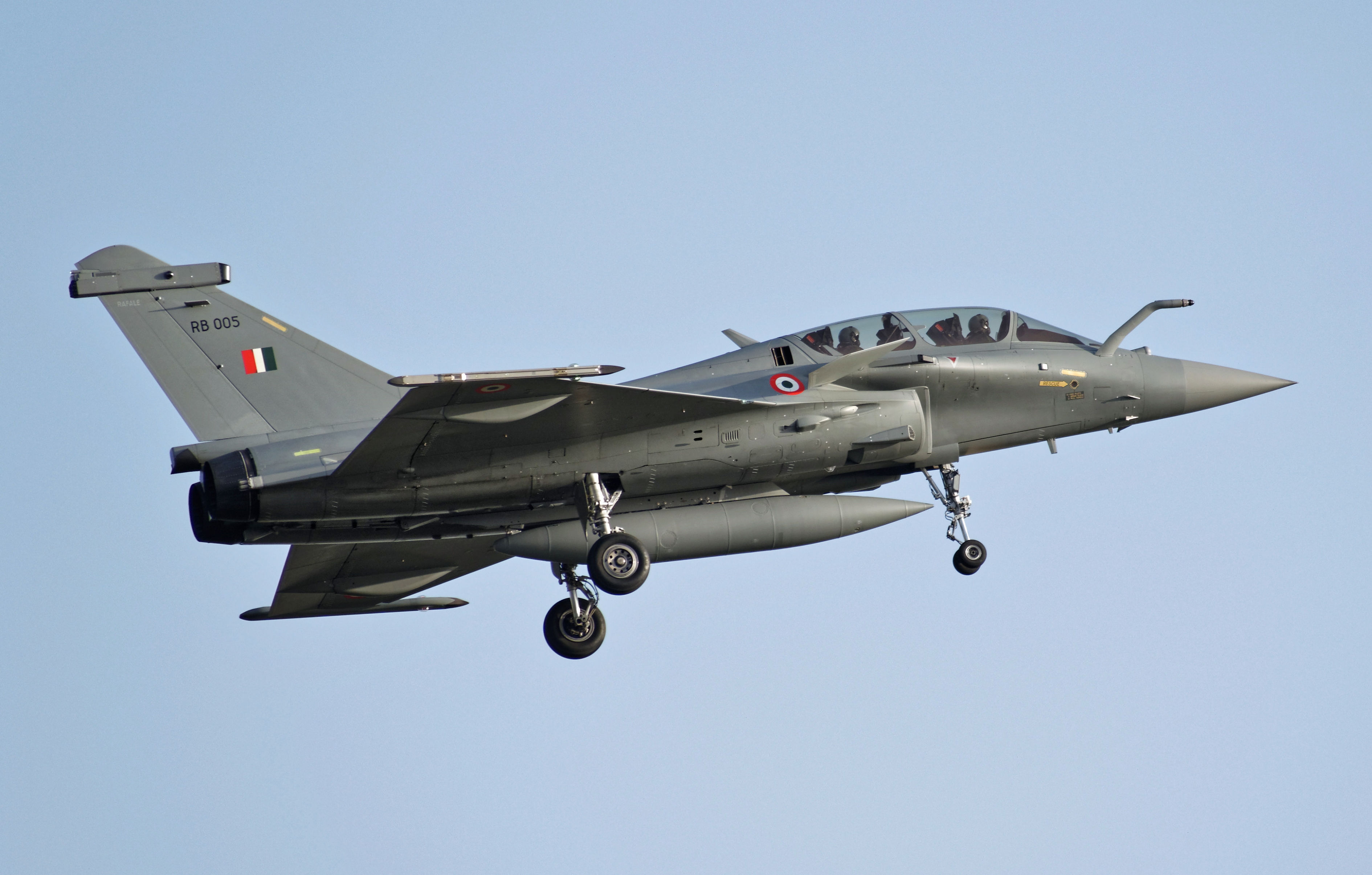
Un Rafale indien biplace lors d'un vol d'entrainement à Bordeaux Mérignac en 2021.

##### Pour l'armée de l'air indienne
Début 2012, le Rafale est très proche de remporter son premier contrat à l'étranger. Dassault devait fournir 126 avions multirôles pour un montant de 12 milliards de dollars à l'Indian Air Force dans le cadre de l'appel d'offres dit MRCA, lancé en 2001. Les candidats éliminés dans un premier temps pour des raisons technico-opérationnelles sont le Saab JAS 39 Gripen NG, le Mikoyan-Gourevitch MiG-35 et les General Dynamics F-16IN Super Viper et Boeing F/A-18E/F Super Hornet. Aux États-Unis, le choix indien a généré de très nombreuses critiques contre l'administration Obama et a conduit à la démission de l'ambassadeur américain en poste à New Delhi,. La finale a vu s'affronter le Rafale et l'Eurofighter. Le 31 janvier 2012, le gouvernement indien annonce avoir choisi l'offre de Dassault, dont le coût proposé était inférieur de 22 à 26 % à celui proposé pour le Typhoon.
Des négociations exclusives avec l'avionneur français sont engagées et, en février 2012, le ministre de la Défense, Gérard Longuet, estime que la firme a 80 % de chances de remporter le contrat. En mars 2012, le gouvernement indien informe son Parlement que le montant des achats sera de 20 milliards de dollars et que les négociations exclusives avec Dassault Aviation devaient se terminer mi-2013 pour que le premier escadron opérationnel de 18 Rafale soit mis en place en 2016. Le 17 janvier 2013, l'Inde évoque l'achat possible de 63 avions supplémentaires.
En février 2015, les négociations sont toujours en cours, le principal point d'achoppement serait le transfert de technologies et la fabrication par l'Inde de 108 des 126 appareils. Toutefois, le PDG de Dassault Aviation estime que, si les discussions s'éternisent effectivement, il n'y a pas pour autant de blocage. Selon lui, le partage des responsabilités est clair : « Chacun est responsable de ce qu'il fait. Nous sommes responsables de l'organisation du programme, c'est-à-dire de fournir la licence et à ce titre, on fournit les outils, la documentation, l'assistance technique, la formation, on vérifie les normes de qualité… Après, celui qui prend le marteau et qui tape sur la tôle, c'est un Indien. S'il tape à côté, il sera responsable, c'est normal. » De son côté, l'Inde a indiqué qu'elle ne prendra de décision qu'après la remise d'un ultime rapport rendu mi-mars 2015.
L'Inde ayant un besoin urgent de nouveaux appareils, le Premier ministre indien Narendra Modi annonce le 10 avril 2015 son intention de commander 36 appareils. Ces appareils seront produits en France et ne remettent pas en cause le contrat MRCA toujours en cours de négociation. Toutefois, la commande ferme n'est toujours pas signée, le conseil d'acquisition du ministère indien de la Défense n'ayant constitué que le 13 mai 2015 le comité chargé de négocier les modalités de ladite commande. Le 30 mai 2015, le ministre indien de la Défense affirme que les projets d'acquérir 126 Rafale se sont révélés « économiquement non viables, et pas nécessaires » pour son pays, et que les détails de l'achat des 36 Rafale devraient être réglés d'ici deux ou trois mois. Le Premier ministre a fait part de sa volonté de limiter les importations, et de faire fabriquer 70 pour cent des matériels nécessaires dans son pays d'ici la fin de la décennie. Fin juillet 2015, l'Inde annonce l'annulation de l'appel d'offres et, début août 2015, il apparait que les discussions concernant l'achat des 36 avions sont encore loin d'aboutir en raison de désaccords sur le prix des avions et sur la possibilité d'une production locale partielle. Le 31 décembre 2015, New Delhi envoie à Paris les documents nécessaires à la finalisation du contrat d'achat des 36 Rafale, dans l'objectif d'une signature au cours du voyage en Inde de François Hollande. Le 25 janvier 2016, un protocole d'accord intergouvernemental est signé par le ministre de la Défense Jean-Yves Le Drian et son homologue indien à New Delhi. Les aspects financiers sont réglés en septembre 2016 et la signature du contrat a lieu le 23 septembre 2016. Le montant du contrat de ce premier lot est de 7,878 milliards € dont 3,42 milliards pour les 36 Rafale (prix unitaire 91 millions € pour les monoplaces, 94,3 millions € pour les biplaces, 710 millions € pour l'armement, 1,710 milliard € pour les adaptations d'équipements spécifiques à l'Inde, 1,8 milliard € pour les autres fournisseurs associés au programme Rafale, et 353 millions € pour les aspects logistiques). Dassault s'est engagé pour assurer un taux de disponibilité de 75 % des Rafale pendant les cinq premières années de mise en service.

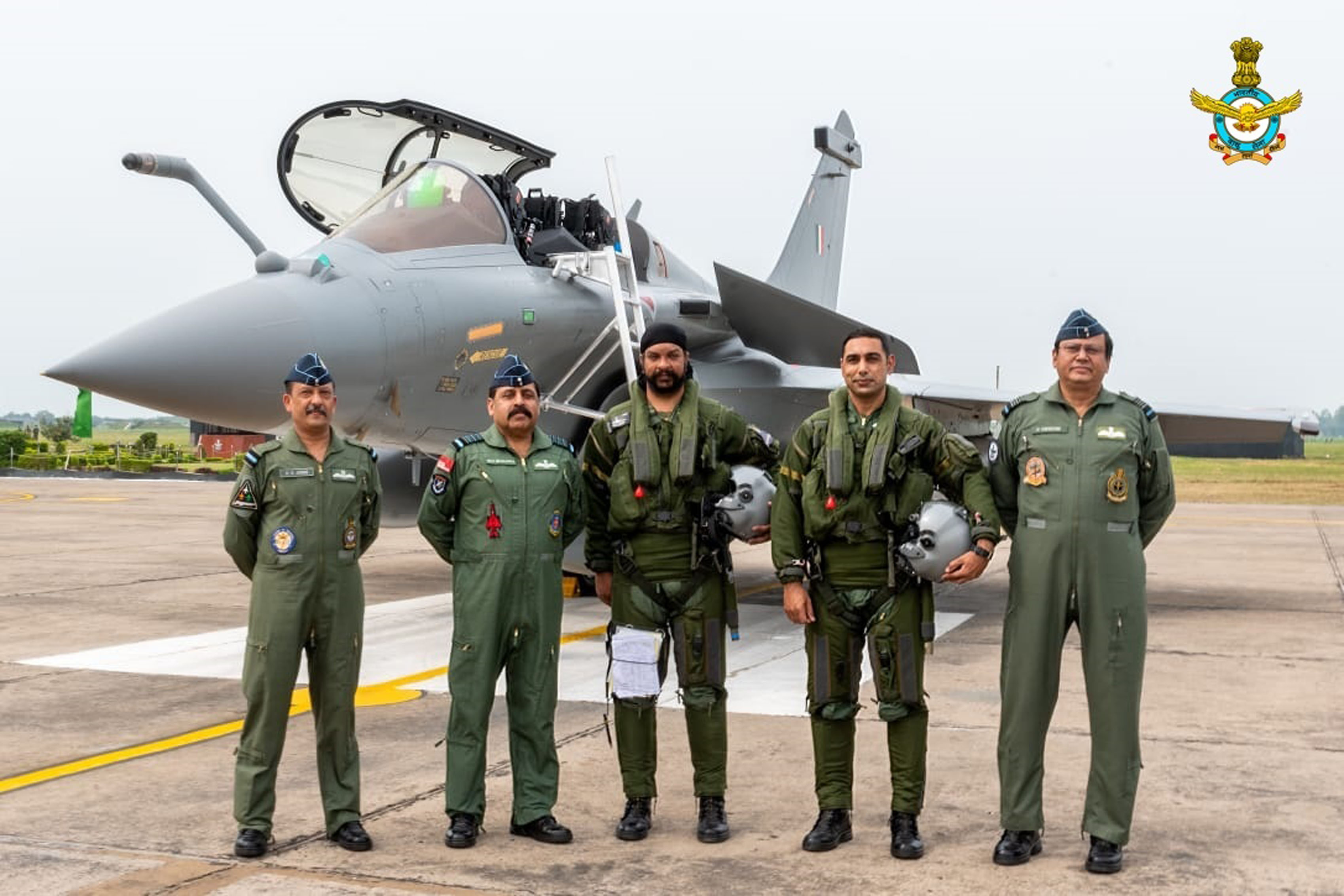
Juillet 2020, les maréchaux de l'air Rakesh Kumar Singh Bhadauria et Balakrishnan Suresh devant un Rafale sur la Base aérienne d'Ambala.

En juillet 2020, les cinq premiers Rafale sont livrés sur la base aérienne indienne d'Ambala (Cachemire). Le 23 avril 2021, le ministère indien de la Défense nationale annonce que l'Escadron 17 Golden Arrows (en) est totalement doté avec 18 Rafale. Le second escadron N°101 sur la Base aérienne d’Hasimara en 2022 et la base aérienne de Sirsa. Le 36e arrivant le 17 décembre 2022,.
Toutefois, l'appel d'offres en cours de l'armée de l'air indienne pour 110 à 114 avions de combat reste un marché potentiel très important pour le Rafale. Il peut être qualifié de « contrat du siècle », pour lequel Dassault Aviation et l'État français travaillent ensemble depuis de longues années et qui a déjà conduit l'avionneur à multiplier les partenariats avec des industriels indiens. Avec en ligne de mire une possible première chaîne d'assemblage de Rafale hors de France, en Inde.

##### Pour la marine indienne
La marine indienne peu satisfaite de ses Mikoyan MiG-29K, souhaite s'équiper d'un nouvel avion de chasse embarqué pour son nouveau porte-avions Vikrant. Le programme MRCBF [Multi Role Carrier Borne Fighters] visait initialement cinquante-sept appareils compatibles STOBAR [tremplin et brins d'arrêt] et CATOBAR [catapultes et brins d’arrêt], réduit par la suite à 26 unités. Une potentielle version navalisée du JAS-39 Gripen est rapidement écartée, entrent alors en compétition Boeing et Dassault Aviation qui proposent respectivement le F/A-18E/F Super Hornet et le Rafale dans sa version Marine. Les deux modèles sont testés et évalués à la base aéronavale de Hansa près de Goa, notamment pour vérifier leur aptitude à décoller depuis un tremplin et sans catapulte, ce qui correspond à la configuration du porte-avions indien (configuration STOBAR, contrairement à la configuration CATOBAR employée dans les marines française et américaine pour laquelle les deux types d'avions testés ont été initialement conçus). Le 13 juillet 2023, le ministère indien de la Défense annonce son choix en faveur du Rafale. Le premier ministre indien Narendra Modi, à l'occasion d'un déplacement à Paris où il est l'invité d'honneur du défilé militaire du 14 Juillet 2023, signe avec son homologue française Elisabeth Borne, un accord de principe pour commander 26 appareils. Il s'agit de la première exportation de la version aéronavale du Rafale.
En avril 2025 après passage dans diverses commissions de contrôle et de validation, le gouvernement indien donne son accord définitif pour une commande d'un montant de 6,6 milliards d'euros pour vingt-deux Rafale F4 M (marine) monoplaces et quatre biplaces non navalisés, des missiles Meteor et Exocet, l'intégration d'équipements spécifiques (dont les missiles air-air Astra (en) indiens), pièces détachées, formation et divers services. Le premier exemplaire devra être livré en mai 2028. Le contrat est paraphé le 28 avril,,.

#### Grèce

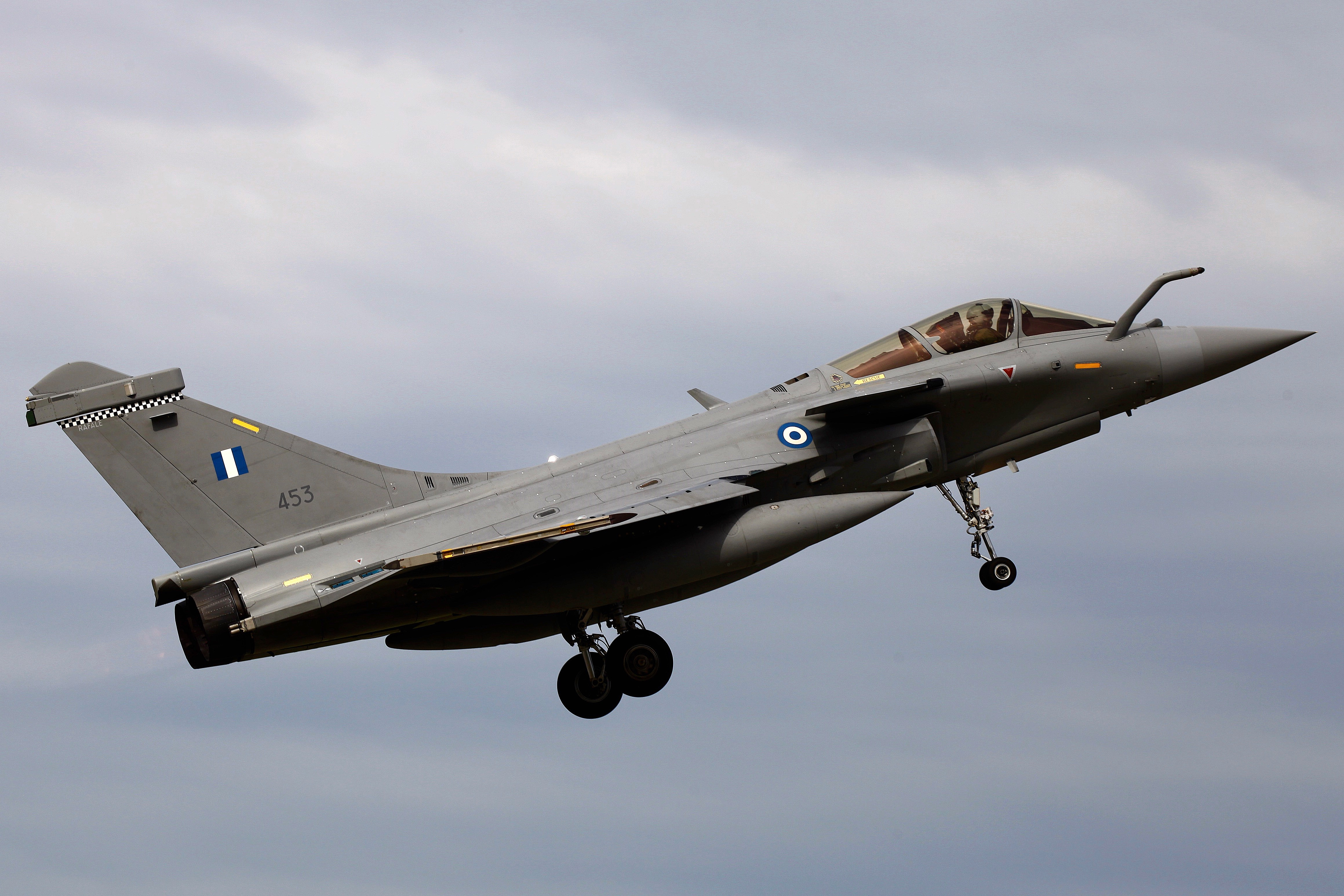
Un Rafale grec en 2024.

Le 12 septembre 2020, à la suite de tensions croissantes avec la Turquie en mer Égée et Méditerranée orientale, la Grèce annonce par la voix de son Premier ministre Kyriákos Mitsotákis, la commande de dix-huit Rafale afin de doter son armée de moyens supplémentaires,,. Il s'agit de l'achat de six appareils neufs, et de douze en seconde main issus de l'Armée de l'air française qui en compensation reçoit une commande complémentaire d'appareils neufs au dernier standard. Les Rafale grecs sont destinés à remplacer le parc de Mirage 2000 (EGM/BGM) qui n'avaient pas encore été modernisés, et à opérer le missile de supériorité aérienne Meteor. Le Parlement grec approuve l'achat le 15 janvier 2021 pour un total de 2,5 milliards d'euros,. La signature formelle du contrat a lieu à Athènes le 25 janvier 2021. Selon l'accord, un premier lot de six avions d'occasion doit être livré dès l'été 2021. La première livraison a eu lieu au Centre d'Essais en Vol de Dassault Aviation à Istres, le 21 juillet 2021. À l’occasion du Salon international de Thessalonique, le Premier ministre grec Kyriákos Mitsotákis annonce le 11 septembre 2021 une commande complémentaire de six Rafale neufs pour permettre aux Forces aériennes grecques de disposer d’un escadron complet (24 appareils) sur la base aérienne de Tanagra, et que le premier exemplaire livré volera dans le ciel grec avant la fin de l'année 2021 (soit moins d'un an après la commande). Les six premiers appareils reconditionnés sont receptionnés sur la base aérienne de Tanagra le 19 janvier 2022. Six appareils neufs sont livrés à partir de l'été 2022, tandis que les six derniers appareils d'occasion le sont en 2023.
En janvier 2025, le 24e et dernier Rafale F3R a été intégré aux Forces aériennes grecques.
Les autorités grecques envisagent l'achat jusqu'à dix appareils supplémentaires, financé par la revente de leurs Mirage 2000-5, afin de pouvoir constituer un second escadron de Rafale.

#### Croatie

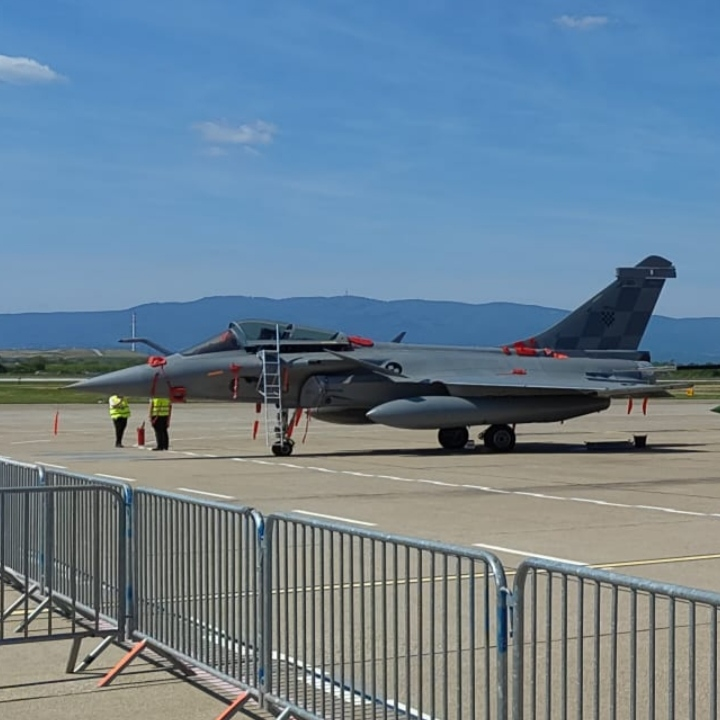
Un Rafale Croate sur la base aérienne de Zagreb le 12 mai 2024.

Dans le cadre du remplacement des MiG-21 à bout de potentiel et encore en service au sein de l'armée de l'Air croate, le ministère de la Défense croate envoie une délégation en France ainsi que dans les autres pays concurrents afin de déterminer les différentes capacités des avions de combat sélectionnés. Ces derniers sont au nombre de trois, le JAS 39 Gripen C/D de Saab, le F-16 Block 70 Viper de Lockheed-Martin et le Rafale de Dassault au standard F3R. Dans le cas du Rafale, il s'agit d'appareils d'occasion prélevés dans la flotte de l'armée de l'Air et de l'Espace. Fin mai 2021, plusieurs journaux croates annoncent que l'offre française a été retenue, pour une somme inférieure à 1 milliard d'€, pour 12 avions d'occasion livrables entre 2024 et 2025. L'annonce officielle du choix intervient le 28 mai 2021 lors de la journée des Forces armées,. Le 25 novembre 2021, un accord de partenariat stratégique est signé par le Premier ministre croate, Andrej Plenković, et le président de la République française, Emmanuel Macron, qui officialise le rachat par la Croatie de 12 Rafale français (2 biplaces et 10 monoplaces). Les transferts de propriété s'étalent de juillet 2023 à avril 2025 et les appareils vendus seront remplacés par des appareils neufs au sein de l'armée de l'Air française. La première remise officielle d'un appareil a eu lieu le 2 octobre 2023 sur la base aérienne 118 Mont-de-Marsan, soit un temps record d'à peine deux ans après la signature du contrat d'achat. Après être restés quelques semaines à Mont-de-Marsan pour achever la formation des pilotes et des mécaniciens croates, les six premiers Rafale ont rejoint leur nouveau pays le 25 avril 2024.

#### Émirats arabes unis
Les Émirats arabes unis, officiellement entrés en négociations le 19 juin 2009 ont vivement critiqué, le 16 novembre 2011, l'offre de Dassault, jugée « non compétitive », pour remplacer leurs Mirage 2000 par 63 Rafale. Parallèlement, le 19 avril 2013, un contrat a été signé avec Lockheed Martin pour l'achat de 25 F-16E/F Block 60, ce qui repousse encore davantage le besoin de remplacer les Mirage 2000. Le 19 décembre 2013, BAE Systems annonce que l'Eurofighter a été écarté des négociations, laissant le Rafale seul dans la compétition. Le 23 février 2015, un responsable émirien confirme que les négociations se poursuivent pour une éventuelle commande de 60 appareils. En 2020, cette prospection pour le Rafale a peu de chance d'aboutir, les discussions avec les EAU s'orientant plutôt vers un contrat pour moderniser les Mirage 2000-9 vendus aux Émirats à la fin des années 1990. Les EAU ont aussi marqué entre-temps leur intérêt pour le Soukhoï Su-57 avant d'opter dans un premier temps pour le F-35; néanmoins la presse française affirme d'abord fin décembre 2020 puis en novembre 2021 que cet État pencherait pour le Rafale.
Le 3 décembre 2021, une commande de 80 Rafale au standard F4 est confirmée. Ils seront livrés entre 2025 et 2031 pour un montant total de 17 milliards d'euros. Ils vont remplacer la soixantaine de Mirage 2000-9 achetés en 1998 par les Émirats. Le contrat entre en vigueur le 19 avril 2022. Un premier Rafale est livré le 29 janvier 2025 conformément au calendrier du contrat. Celui-ci reste temporairement en France pour des essais et de la formation. C'est le premier Rafale F4 livré à l'export, en effet les autres Rafale F4 livrés jusqu'alors étaient destinés à l'armée française. 
À la suite de l'arrestation de Pavel Dourov, patron de l'application Telegram dont le siège social se trouve à Dubaï, une infox circule sur internet selon laquelle les Émirats arabes unis auraient annulé leur commande de Rafale passée deux ans et demi plus tôt en rétorsion à cette arrestation. La propagation de ce canular oblige les Émirats à la démentir et témoigne du fait que le Rafale est visé par l'opération Doppelgänger de désinformation en raison de ses succès à l'exportation face aux avions russes.

#### Indonésie

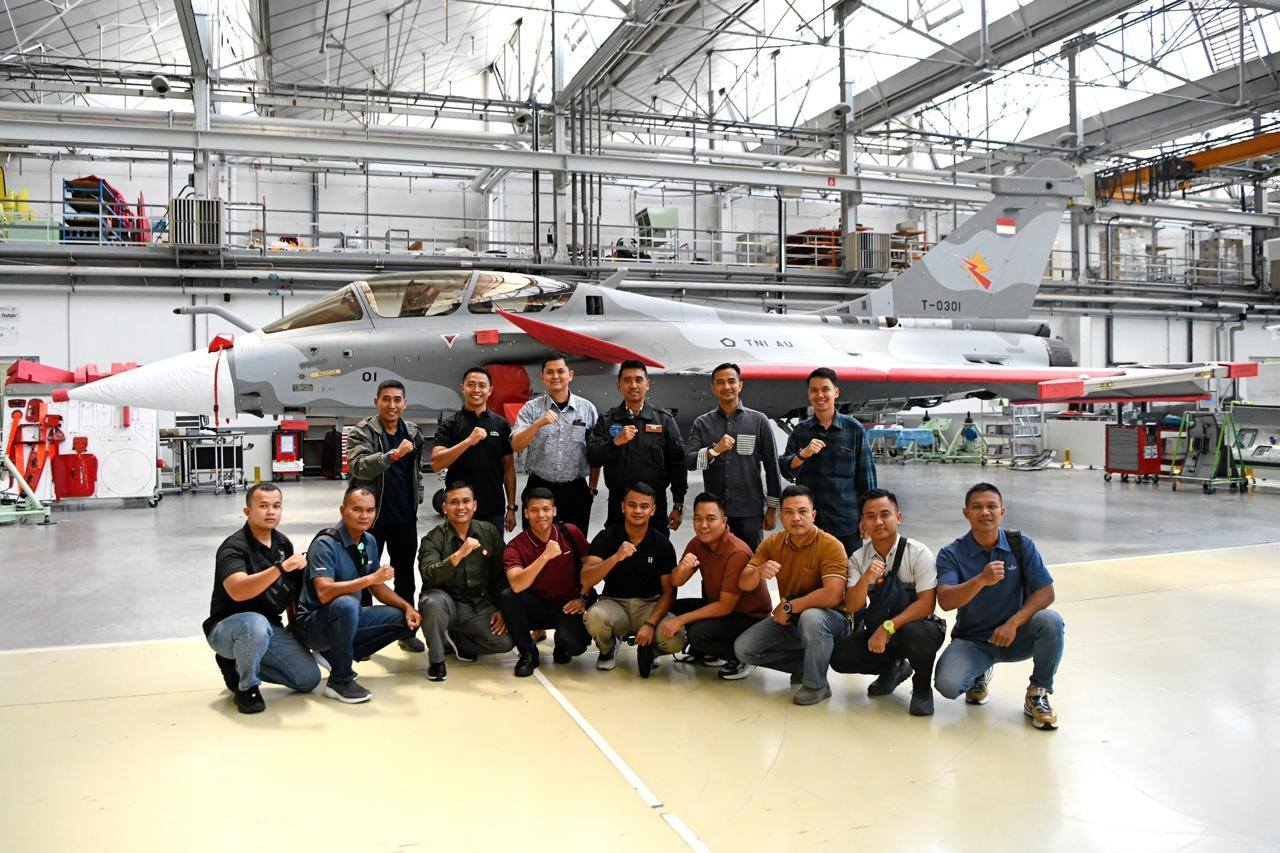
Usine de montage Dassault à Mérignac, pilotes et mécaniciens indonésiens en France pour se former à l'avion Rafale, se photographiant devant le premier exemplaire de Rafale dans sa livrée définive destiné à Armée de l'air indonésienne.

En mars 2015, Jakarta exprime son intérêt pour l'appareil en invitant publiquement deux Rafale à faire escale dans le pays. La même année, le gouvernement indonésien annonce finalement l'acquisition de 11 chasseurs Soukhoï Su-35 en remplacement d'une partie de sa flotte de F-5E. Un contrat est finalisé en février 2018 pour 11 Su-35BM d'un coût de 1,14 milliard de dollars mais le 13 mars 2020, la commande est annulée sous pression des États-Unis. Le 3 décembre 2020, le journal La Tribune révèle que l'Indonésie « souhaite rapidement finaliser un accord sur l'achat de 48 Rafale ». Une annonce est finalement formulée fin février 2021 par le ministre de la Défense indonésien : un vaste programme d'achats portant sur 36 Rafale, en complément desquels deux A330 de ravitaillement et des appareils de fabrication américaine, est planifié et d'ores et déjà financé. En juin 2021, une lettre d’intention est signée.
Le 10 février 2022, Jakarta signe un contrat qui porte sur l'acquisition de 42 avions de combat français (un premier lot de 6 appareils, suivi d'un second lot de 36 appareils), afin d'engager la modernisation de sa flotte. La commande comporte également un volet d'entraînement des pilotes et de soutien logistique. Les avions commandés seront tous au standard F4, répartis en 30 monoplaces et 12 biplaces.
En septembre 2022, après le versement d’un premier acompte, la commande indonésienne de six Rafale entre en vigueur. Le 10 août 2023, la deuxième tranche, de 18 Rafale, entre officiellement en vigueur, l'Indonésie venant d'en commencer le paiement. Au 8 janvier 2024, la 3e et dernière tranche de 18 avions est validée.

#### Serbie
En avril 2022, La Tribune fait état de discussions entre Dassault Aviation et la Serbie sur l'acquisition de 12 Rafale. Les échanges se sont poursuivis lors de la visite du ministre serbe de la Défense Nebojsa Stefanović au salon Eurosatory 2022. Il a également visité le centre de développement de Dassault Aviation à Saint-Cloud. Il s'agit pour les forces aériennes serbes de remplacer une partie de ses MiG-29 et de ses Soko J-22 Orao obsolètes. À l'occasion d'une visite officielle du président de la République, Emmanuel Macron en Serbie, le contrat est officialisé et signé le 29 août 2024 entre le PDG de Dassault Aviation, Éric Trappier, et le ministre serbe de la Défense, Bratislav Gašić. La vente d'un montant de 2,7 milliards d'euros porte sur 12 Rafale neufs au standard F4.1 répartis en 9 monoplaces et 3 biplaces, à livrer à l'horizon 2028.

### Prospections en cours

#### Autriche
En mars 2025, l'Autriche annonce vouloir remplacer ses quinze Eurofighter Typhoon Tranche 1 par 36 nouveaux avions. Le choix doit se faire entre l'Eurofighter Typhoon Tranche 4, le Saab Jas 39 Gripen NG, le F-35A et le Rafale F4.

#### Arabie saoudite
En février 2022, La Tribune fait état d'un intérêt de l'Arabie saoudite pour le Rafale. En novembre 2022, La Tribune évoque des discussions concernant la vente de 100 voire 200 appareils. Mécontent de se voir apposer un veto de la part du gouvernement allemand pour acquérir des Eurofighter Typhoon supplémentaires, le royaume saoudien songe à se tourner vers le Rafale qui équipe déjà trois de ses voisins arabes : l'Égypte, le Qatar et prochainement les Émirats arabes unis. En juillet 2023, le site spécialisé Meta Défense rapporte des échos d'une éventuelle commande de 48 avions, voire 100, avec, dans ce dernier cas, une production locale et un transfert de technologies. Fin octobre 2023, La Tribune rapporte que l'Arabie saoudite a adressé à Dassault Aviation une demande pour obtenir un devis pour l'acquisition de 54 Rafale, avec une date butoir de réponse pour le constructeur clodoaldien fixée au 10 novembre 2023. Le journal économique souligne néanmoins la possibilité que le royaume saoudien fasse jouer à Dassault Aviation le rôle de lièvre pour faire pression vis-à-vis de ses fournisseurs traditionnels afin d'obtenir des F-15 américains ou des Typhoon européens.

#### Bulgarie
Dans le cadre de la relance d'un projet de renouvellement de sa flotte d'avions de chasse d'origine soviétique, le ministère de la Défense de la Bulgarie adresse au gouvernement français en mai 2018 une demande pour des Rafale neufs ou d'occasion, mais, en octobre 2018, à la clôture de l'envoi, la France n'y a pas répondu,. En novembre 2022, il est question d'un achat ou d'une location de dix à douze Rafale.

#### Canada
Dassault avait proposé le Rafale au Canada, faisant savoir que l'avion français pouvait répondre à toutes les exigences connues du ministère de la Défense canadien, qui envisage l'acquisition de 65 appareils. En juillet 2010, le gouvernement canadien a annoncé l'achat de 65 chasseurs furtifs F-35 Lightning II à la société américaine Lockheed Martin sans qu'aucun appel d'offres n'ait été lancé, une décision critiquée par plusieurs partis de l'opposition, notamment les néo-démocrates et les libéraux, qui ont promis l'annulation du contrat. Fin 2012, le gouvernement indique finalement réfléchir à un appel d'offres, à la vue des dérapages des coûts du F-35, avion dans lequel l'industrie de défense canadienne est impliquée. À la suite de la victoire Libérale aux élections fédérales canadiennes de 2015, le Premier ministre Justin Trudeau a annulé le contrat d'achat des Lockheed Martin F-35 Lightning II tout en continuant à contribuer financièrement à son programme de développement. Le 12 décembre 2017, le Canada achète 18 F/A-18 Hornet d'occasion à la Force aérienne royale australienne pour éviter une rupture capacitaire temporaire et lance un appel d'offres pour l'achat de 88 avions de combat « sophistiqués », le gouvernement canadien a fait officiellement savoir que le Rafale faisait partie des cinq appareils présélectionnés pour le renouvellement de sa flotte. Toutefois, en novembre, l’avionneur français se retire de l’appel d’offres,, estimant ne pas être en mesure de satisfaire à toutes les exigences de sécurité requises par le Canada.
Mais les bouleversements depuis le début du second mandat de Donald Trump ont changé la donne. Les déclarations belliqueuses de Trump en mars 2025 à l’encontre du Canada, son rapprochement avec la Russie, ses menaces économiques à répétition, ou encore son souhait affiché de « ramener » les emplois liés aux contrats du F-35 actuellement sous-traités au Canada, ont semé le doute jusque dans les cercles militaires les plus pro-américains. L’accord signé en 2023 pour l’achat de 88 F-35 par Ottawa, à hauteur de 19 milliards de dollars, n’a pour l’heure donné lieu qu’à une commande effective de 16 appareils.
Plusieurs généraux et personnalités politiques canadiennes évoquent la possibilité d'une solution hybride, où les F-35 ne représenteraient plus l’unique pilier de la défense aérienne canadienne, solution composée d’un mix comprenant une trentaine de F-35, complétés par une centaine de Rafale français ou de Gripen suédois,.

#### Irak
Le 4 novembre 2020, une délégation irakienne visite la base aérienne 113 Saint-Dizier-Robinson puis est reçue le lendemain à l'hôtel de Brienne par la ministre Florence Parly. À cette occasion, l’escadron de chasse 2/4 La Fayette ainsi que l’escadron de soutien technique aéronautique 15.004 « Haute-Marne » et l’escadron de défense sol-air 05.0950 « Barrois » lui furent présentés. Dans les jours qui suivent, le ministre irakien de la Défense, Juma Enad Saadoun, confirme l'intérêt du pays pour le Rafale. L'Irak souhaiterait remplacer sa flotte de F-16 qui est en très mauvais état, faute de maintenance consécutive à la détérioration des relations avec les États-Unis,. En février 2022, Bagdad a toujours l’intention de se procurer 14 Rafale pour un coût de 240 millions de dollars l’unité.

#### Malaisie
À l'occasion de sa visite en Malaisie à l'été 2015, le ministre de la Défense Jean-Yves Le Drian a remis aux autorités du pays une proposition pour la vente de 18 Rafale, en réponse à un appel d'offres portant sur le remplacement de ses actuels MiG-29. En mars 2017, Dassault se retrouve seul en lice pour répondre à l'appel d'offres malaisien. Cependant, les difficultés économiques que traverse le pays à la suite de l'effondrement du prix du pétrole font douter d'une hypothétique commande 5 années après la visite du ministre Le Drian.

#### Ouzbékistan
En novembre 2023, La Tribune rend public l'intérêt de l'Ouzbékistan pour 24 Rafale, à la suite d'une information initialement diffusée par Intelligence Online et de visites croisées des présidents français et ouzbèke.

#### Portugal
La Force aérienne portugaise est confrontée que leurs F-16 AM/BM arrivent à court terme au bout de leur potentiel et doivent donc être remplacés prochainement par un nouvel appareil. Le PDG de Dassault Aviation, M. Trappier a confirmé prospecter auprès de ce pays pour proposer le Rafale, même si les autorités militaires portugaises ont exprimé leur préférence en faveur du Lockheed Martin F-35A. Cependant les contraintes budgétaires du pays semblent rehausser la possibilité que le Rafale soit choisi car ce dernier est nettement plus économique à l'achat et à l'usage que son concurent américain.

#### Philippines
En août 2024, Intelligence Online révèle la volonté française de vendre des avions de combat aux Philippines alors que le pays cherche à acheter douze appareils supplémentaires en privilégiant le F-16 Viper ou le JAS 39 Gripen. Des Rafale français font ainsi une escale sur la base philippine de Clark en juillet 2024, permettant à des pilotes philippins de voler en place arrière de Rafale biplace.

### Échecs

#### Belgique
La Belgique et sa composante air ont lancé, début juin 2014, une demande d'informations (Request for Information, RFI) à cinq fabricants afin de remplacer ses cinquante-quatre F-16 vieillissants, achetés en 1975. Il s'agirait d'un achat d'environ 40 avions de combat. Parmi les candidats se trouve le Rafale. Le 17 mars 2017, le Conseil des ministres belge lance le processus d'acquisition en publiant un appel d'offres gouvernementale pour trente-quatre appareils (Request for Government Proposal, RfGP),. Répondent à cette offre le gouvernement américain avec le F-35, le consortium européen Eurofighter avec le Typhoon. La France (Rafale), les États-Unis (F-18) et la Suède (Gripen) décident de ne pas proposer d'offre et de se retirer, jugeant l'appel d'offres trop favorable au F-35,. Le 7 septembre 2017, la ministre française des Armées, Florence Parly, démentira le retrait de son pays de la compétition sans indiquer clairement si la France répondra à l'appel d'offres en respectant le délai de clôture, celui-ci tombant le jour de son intervention à minuit. Enfin, le 15 mai 2018, soit après la clôture de l'appel d'offres officiel, des officiels français font pour la première une offre détaillée avec « partenariat approfondi et structurant » fondé sur l'avion de combat Rafale, avec l'offre de participer au programme SCAF (système de combat aérien du futur) européen.
L'offre française sera finalement fraîchement accueillie par les autorités belges qui craignent des recours des autres candidats en cas de prise en compte, celle-ci arrivant après la clôture de l'appel d'offres officiel. Les autorités françaises estimeront que leur offre n'a pas reçu l'attention qu'ils en attendaient de la part des autorités Belges. En avril 2018, une tentative de déstabilisation du ministre de la Défense Steven Vandeput impliquant des hauts gradés de l'armée qui auraient orienté le choix vers le F-35 se soldera par une commission parlementaire qui blanchira le ministre et l'état-major. En février 2020, l'OTAN réclame que la commande de 35 F-35 soit portée à 45 avions. Il faut aussi noter que la Belgique est fortement dépendante de l'OTAN, le pays accueillant les installations de l’Organisation du traité de l'Atlantique nord.

#### Brésil
Le 1er octobre 2008, le Brésil retient pour la compétition « F-X2 », portant sur l'acquisition de 36 appareils, le Rafale, le McDonnell Douglas F-18E/F Super Hornet et le Saab JAS 39 Gripen après avoir éliminé le Soukhoï Su-35. Le Rafale est soutenu par le président Lula da Silva après des accords passés avec Dassault et avec la France, portant respectivement sur une réduction du prix et sur un transfert total de technologie, y compris les codes informatiques du Rafale, qui sont le cœur numérique de l'appareil, ce que les autres concurrents ont été réticents à accorder. Mais le Rafale est sévèrement critiqué par l'armée brésilienne, qui l'estime trop onéreux et surdimensionné pour les besoins du pays, et préfère le Gripen puis le F/A-18 Super Hornet ; le syndicat des métallurgistes de São Paulo appuie également le projet suédois, estimant qu'il créera de 5 000 à 6 000 emplois directs au Brésil. Toutefois, le choix possible du Rafale par l'Inde modifie la position du Brésil, qui se réserve, début 2012, la possibilité de choisir le Rafale. Finalement, le 18 décembre 2013, le ministère de la Défense brésilien annonce qu'il retient le Saab JAS 39 Gripen.

#### Colombie
En juin 2022, La Tribune fait état d'une offre de vente de Dassault Aviation auprès de la Colombie pour 15 Rafale neufs et 9 en option visant à remplacer ses IAI Kfir. Le 21 décembre de la même année, la Colombie fait savoir qu'elle a présélectionné le Rafale, devant le Gripen de Saab et le F-16 de Lockheed Martin. Faute d'un accord commercial avec Dassault avant la date butoir (31 décembre 2022), l'acheteur voulant 3 à 4 avions, nombre insuffisant selon le vendeur et qui plus est le paiement serait effectué cinq ans plus tard, les discussions sont interrompues. Mais la Colombie demeure intéressée par une acquisition qui pourrait être concrétisée vers 2025. Selon les médias colombiens en date du 17 mai 2024, le Rafale, favori de l'armée, serait annoncé vainqueur à hauteur de 15 appareils (neuf et occasion). Quelque temps après cependant, des négociations pour l'achat de Gripen sont ouvertes par la présidence. Mais, début 2025, l'administration Trump n'autorise pas l'export de son réacteur General Electric F404 construit sous licence par Saab, tout en faisant pression sur le pays pour un achat de F-16. En avril 2025, le président Gustavo Petro valide l'achat (que le parlement colombien devra entériner) d'un nombre non précisé de Gripen. Ce choix serait motivé notamment par les facilités de paiement que proposait le constructeur Saab.

#### Corée du Sud
En 2002, la Corée du Sud a retenu le F-15, et le F-35.

#### Finlande
Dans le cadre du programme de chasseur HX, la Finlande a envoyé en avril 2016 une demande d'information à quatre pays pour remplacer sa flotte d'avions de combat composée de trois escadrons équipés de 61 F-18C et F-18D qui seront progressivement retirés du service à partir de 2025. Les appareils retenus sont le F-35, le F-18, le F-16 et le F-15 pour les États-Unis, Le Rafale pour la France, le Typhoon pour la Grande-Bretagne et le Gripen pour la Suède. Les réponses sont attendues avant fin octobre 2016. Pour les constructeurs retenus à l'issue de cette première étape, l'appel d'offres commencera au printemps 2018. La décision de l'appareil sélectionné devrait être prise par la Finlande en 2021. Le chef d'état-major des forces de Défense finlandaise et le chef d'état-major des forces aériennes finlandaises ont effectué un vol sur Rafale en avril 2015 à l'issue de leur visite de la base BA113 de Saint-Dizier,.
En vue d'évaluer les performances en vol des avions en compétition, le Rafale a participé au HX Challenge, du 20 au 28 janvier 2020, en Finlande, sur l'aéroport de Tampere-Pirkkala.
Finalement, en décembre 2021, la Finlande annonce avoir retenu le F-35 de Lockheed Martin. La commande porterait sur 64 F-35 pour un montant de 8,4 milliards d'euros.

#### Maroc
À la suite de la vente par la Russie de Mig-29 et Soukhoï Su-30 à son rival algérien, le roi du Maroc, Mohammed VI annonce à Jacques Chirac son intention d'acheter des Rafale (à l'époque au standard F2), ce qui aurait alors constitué la toute première exportation pour cet avion. Mais le flottement politique dû à l'arrivée en 2007 d'un nouveau président en France, et des couacs entre la DGA et Dassault Aviation qui agissent séparément, ainsi que la Coface qui tarde à apporter sa garantie pour le financement d'un tel achat, et l'impair diplomatique du président Nicolas Sarkozy qui effectue une visite diplomatique en Algérie sans passer par le Maroc, font capoter le projet d'achat de Rafale par le Maroc, qui achète finalement des F-16, et marque en 2020 son intérêt pour le F-35.
Cependant pour remplacer ses Dassault Mirage F1 et Northrop F-5E/F Tiger II qui arrivent en fin de vie, le Maroc affirme en 2024 son intérêt pour le Dassault Rafale F4 et le Boeing F-15EX II, toujours dans un contexte de tensions élevées avec son voisin algérien qui ont pour origine le différend entre ces deux pays sur la question du Sahara occidental.

#### Pays-Bas
En 2013, les Pays-Bas optent pour le programme F-35, avion dans lequel l'industrie néerlandaise de défense est impliquée.

#### Pérou
En juillet 2024, la Force aérienne du Pérou annonce sa volonté de remplacer ses Mirage 2000 et MiG-29 en fin de vie par de nouveaux appareils. Le Rafale est sélectionné avec deux autres avions et fait figure de favoris avec le KAI KF-21 Boramae sud-coréen pour un appel d'offres international devant être publié prochainement. Le Pérou annonce finalement en juillet 2025 avoir choisi le Saab Gripen

#### Pologne
La Pologne prévoit en 2014 l'acquisition de 64 avions de combat multirôles avant 2021, dans le cadre de la modernisation de ses Forces armées. Ces appareils remplaceront les vieillissants Soukhoï Su-17 et MiG-29 déjà en service. Le Rafale fait partie des prétendants potentiels, tout comme ses concurrents habituels, le F-35 Lightning II, le JAS 39 Gripen (dans ses versions E et F), le F/A-18E/F Advanced Super Hornet ainsi que la dernière version de l'Eurofighter Typhoon,,. Le 27 janvier 2020, la Pologne officialise son choix pour le F-35 américain.

#### Suisse
En 2013, la Suisse choisit le 30 novembre 2011 le Saab Gripen (au détriment du Rafale et de l'Eurofighter Typhoon), dans le cadre du programme TTE de remplacement partiel de la flotte de F-5E Tiger II. Toutefois, une contre-proposition a été faite par Dassault au Parlement suisse.
Le 18 mai 2014, les citoyens suisses rejettent cependant, lors d'un referendum, le plan de financement prévoyant l'achat de 22 Gripen pour 3,126 milliards de francs suisses. À la suite de ce refus, le problème du remplacement des avions suisses restant sans solution, la direction de Dassault n'exclut pas l'éventualité de faire une nouvelle offre si on lui en fait la demande. Le 20 avril 2015, le ministre suisse de la Défense a déclaré, dans un entretien diffusé par la Radio télévision suisse, que l'achat de nouveaux avions de combat sera évalué dès 2017.
Le 23 mars 2018, le DDPS publie les exigences auxquelles doivent satisfaire le nouvel avion de combat et le futur système de défense sol-air (programme Air 2030). Pour ce marché, le Rafale a pour concurrent l'Eurofighter Typhoon II T3 d'Airbus, le Gripen E MS22 de Saab, le F/A-18E/F Super Hornet de Boeing et le F-35A Lightning II de Lockheed Martin. Ces exigences donnent lieu, avant l'été 2018, à une demande d'information complète qui est envoyée aux concurrents. Puis avant la fin de l'année le calendrier des essais avec les avionneurs en course sera planifié. Le Gripen E ne sera finalement pas testé car son développement est encore en cours.
En mai 2019, deux Rafale B (B301 et B354) au standard F3-R sont déployés sur la base aérienne de Payerne, en Suisse. Pendant deux semaines, les avions sont testés au sol et en vol. Huit missions sont programmées, dont une de nuit. Cinq missions sont axées sur les aspects opérationnels, deux sur les aspects techniques et une dernière à contenu libre. Dans son offre, le GIE Rafale International met l'accent sur la souveraineté de l'avion, le partenariat et la coopération avec l'industrie et l'Armée de l'air française et ses capacités d'évolution au cours des prochaines décennies. Dassault propose les missiles air-air MICA IR/EM et METEOR, de l’armement air-sol (GBU et AASM GPS/Laser en plusieurs versions), la nacelle d’observation et de désignation laser TALIOS, le viseur de casque TARGO II et aussi la nacelle SNIPER de l’Américain Lockheed Martin. La nacelle de reconnaissance RECO-NG n'est pas proposée. Le 8 janvier 2020 est lancé en Suisse un référendum contre l'achat de nouveaux avions de combat, bloquant ainsi le processus d'acquisition. L'acquisition d’un nouvel avion de combat à définir est acceptée à 50,1 % par un vote populaire par référendum du 27 septembre 2020,.
Le résultat de la compétition Air 2030 est donné le 30 juin 2021, le Conseil Fédéral décide de proposer au Parlement l’acquisition de 36 F-35A. Avec 336 points, il arrive en tête de l'évaluation des 4 concurrents en lice et devance de 95 points le second, non désigné. Les critères portaient sur l’efficacité opérationnelle / autonomie (55 %) l’assistance et MCO (25 %) la coopération pour l’instruction (10 %) et les compensations industrielles (10 %).

#### Singapour
En 2005, Singapour a retenu le F-15 et le F-35.

### Intérêt sans suite
Dans plusieurs autres pays, des sources officielles, ou parfois des rumeurs, ont fait état de marques d'intérêt et de discussions avec Dassault Aviation. Dans les cas de l'Arabie saoudite et du Royaume-Uni, ces marques d'intérêt n'ont jamais été suivies de pourparlers sérieux et visaient seulement à faire pression sur leurs fournisseurs habituels, BAE Systems et Lockheed Martin respectivement.

#### Chine
La république populaire de Chine s'était renseignée sur le Rafale en 1996-1997, une marque d'intérêt restée sans suite. En 1996, des officiels chinois visitent les installations de Dassault puis des représentants de la firme française et de Snecma se rendent à Pékin l'année suivante. En réalité, la Chine aurait été surtout intéressée par le turboréacteur Snecma M88 comme alternative aux moteurs russes. De plus à la suite de la répression des manifestations de la place Tian'anmen, les puissances occidentales ont décrété un embargo toujours en vigueur des exportations militaires vers la Chine, ce qui aurait rendu très improbable la vente de Rafale vers ce pays.

#### Royaume-Uni
En 2006, la Grande-Bretagne considérait le Rafale comme une alternative possible au F-35 pour ses porte-avions,, mais son industrie de défense est un partenaire essentiel dans la conception et la fabrication de cet avion.

#### Arabie saoudite
L'Arabie saoudite avait déjà, en août 2006, commandé 72 Eurofighter Typhoon.

#### Libye
En 2007, le président Nicolas Sarkozy proposait l'exportation de 14 Rafale à la Libye. Le régime de Kadhafi préféra cependant acquérir des Su-35.

#### Oman
En 2012, le sultanat d'Oman, auquel le gouvernement français avait pris l'initiative de proposer le Rafale, a finalement choisi l'Eurofighter Typhoon en remplacement de ses Jaguar.
En 2024, le Oman exprime un nouvel intérêt pour 12 à 18 avions Rafale.

#### Koweït
En 2012 également, le Koweït était intéressé par l'éventuelle acquisition de 18 à 22 appareils. Au printemps 2016, le Koweït opte finalement pour un accord de gré à gré avec le gouvernement italien pour l’acquisition de 28 Eurofighters,.

#### Ukraine
En avril 2021, L'Agefi (France) rapporte, sur la base d'informations émanant de plusieurs médias spécialisés, que l'Ukraine souhaitait acquérir plusieurs dizaines d'avions de chasse, la France proposant alors le Rafale. L'invasion de l'Ukraine par la Russie en février 2022 rend caduque l'initiative.
Le quotidien Le Monde révèle dans son édition du 16 octobre 2024 que la cellule diplomatique de l’Élysée a émis « un jour l’idée de déposséder l’armée de l’Air de ses précieux Rafale pour les envoyer à Kiev », mais que Sébastien Lecornu, ministre des Armées, a posé son veto.

#### Kazakhstan
En novembre 2023, La Tribune annonce que Dassault prospecte le Kazakhstan pour renouveler une partie de sa flotte de chasseurs, à l'occassion d'une visite dans ce pays du président français Emmanuel Macron. Toutefois l'intérêt du Kazakhstan pour le Rafale est démenti par la suite par des responsables des forces aériennes kazakhes.

## Production

### France
Comme pour d’autres programmes d’armement, des réductions budgétaires successives ont entrainé la révision à la baisse du nombre des aéronefs commandés.
| Date          | Objectif                                                                 |
| ------------- | ------------------------------------------------------------------------ |
| LPM 1997-2002 | 320 appareils en 2010                                                    |
| LPM 2003-2008 | 294 Rafale : 234 pour l'Armée de l'air et 60 monoplaces M pour la Marine |
| LPM 2009-2014 | 286 appareils (228 pour l'Armée de l'air et 58 pour la Marine)           |
| LPM 2014-2019 | 255 avions de combat en parc (Rafale et Mirage 2000)                     |
| LPM 2019-2025 | 171 Rafale en 2025 ; 225 Rafale (dont 40 marine) en 2030                 |

Les avions destinés aux forces françaises ont été commandés en plusieurs tranches. La première tranche, commandée en 1997 comprend le Rafale M1 (essais en vol), puis les Rafale M2 à M10 livrés entre 1999 et 2001, ainsi que les Rafale B301 et 302 (essais en vol) et le Rafale C101 (essais en vol), livré en avril 2003. La troisième tranche (59 appareils) est commandée en 2004 pour 3 114 millions d'euros. Elle comprend 11 biplaces Rafale B (coût de production unitaire 50,1 M €) et 36 monoplaces Rafale C (coût de production unitaire 46,8 M €) et 12 monoplaces Rafale M,,. La quatrième tranche comprend 60 appareils (51 pour l'Armée de l'air, 9 pour la Marine), elle est commandée en 2009.
Au 18 novembre 2010, 180 appareils au total ont été commandés (63 B + 69 C + 48 M). En 2011, l'État anticipe la livraison de 11 appareils supplémentaires plus tôt que prévu, afin d'honorer une clause du contrat, signé avec l'avionneur, qui oblige l'État à garantir une cadence minimale de la chaîne de production, compte tenu du fait que le Rafale n'a pas encore trouvé d'acheteur ferme à l'export,.
Au 31 décembre 2018, 152 exemplaires du Rafale ont été livrés aux forces armées françaises sur les 180 commandés fermement par les gouvernements français : 46 monoplaces pour la Marine nationale (Rafale M46 livré en avril 2016), 58 biplaces (le B352 et le B353 livrés à l'armée française en février 2015, ainsi que le B354 livré en septembre 2015, ont été rétrocédés à l'Égypte) et 48 monoplaces (Rafale C148 livrés en mars 2016) pour l'Armée de l'air. Interrompues pendant 4 ans, les livraisons ont repris en décembre 2022 avec le B359 au standard F3R.
A cette date, il restait 27 Rafale à livrer au titre de la tranche 4, auxquels s’ajoutent 12 Rafale commandés en 2021 par la France pour compenser 12 appareils revendus à la Grèce.
Les derniers Rafale M47 et M48 de la tranche 1-4 devaient être livrés en 2022 mais l'actualisation de la loi de programmation militaire 2019-2025 a annulé ces deux derniers appareils. Compte tenu des 4 appareils perdus, la cible finale pour les trois flottilles de la Marine nationale est de 41 appareils en ligne plus un appareil destiné aux essais.
Selon la LPM 2019-2025, la cinquième tranche est commandée en janvier 2024 et doit être livrée d'ici à 2030. Elle comporte 42 appareils, 30 auxquels s'ajoutent les 12 aéronefs qui vont être cédés d'occasion par l'armée de l'air à la Croatie.
Le ministre de la Défense annonce en 2025 qu'une commande supplémentaire de 30 Rafale dont 10 Rafale M est nécessaire.

### Organisation industrielle de la production
Près de 7 000 emplois chez Dassault et ses sous-traitants sont directement liés au programme Rafale.
La chaîne d'assemblage des Rafale, située à Mérignac, est dimensionnée pour une production maximale de 3 à 3,5 appareils par mois. L'atteinte d'un tel niveau, jamais réalisée, dépend de la capacité des sous-traitants à fournir à un tel rythme, les composants nécessaires.
Avant les premiers contrats export, l'État français s'était engagé à maintenir par ses commandes une production annuelle minimale de 11 avions. La signature de ces premiers a donc mené à la vérification de la chaîne logistique complète, afin de permettre la montée en cadence de la production.
La signature du contrat émirien en 2021 permet la pérennisation de la chaîne de production des Rafale jusqu'en 2031, et nécessitera une augmentation progressive du rythme mensuel jusqu'à 3 appareils,.
La vente d'appareils d'occasion, mise en œuvre pour les contrats grecs et croates, produirait une activité résiduelle que certaines estimations chiffrent à 100 emplois (directs, indirects et induits) par appareil.
La mise en place d'une seconde chaîne de production en Inde, permettant une production sous licence par l'entreprise Hindustan Aeronautics Limited (HAL) était un des éléments du contrat MMRCA, dont l'appel d'offres avait été lancé en 2007 puis abandonné en 2015.
Le PDG de Dassault annonce avoir livré 21 Rafale en 2024 et prévoir d'en livrer 25 en 2025, et anticipe le passage à une cadence mensuelle de 4 Rafale et s’il le fallait d'atteindre 5 par mois.
Cette chaîne de production indienne est de nouveau évoquée pour le contrat MMRCA2, dans le cadre de la politique du Make in India. Dassault requérant une limite basse de production de 100 appareils pour l'établissement de celle-ci.

### Export
Dans le cadre des contrats export, les avions suivants ont été livrés ou restent à livrer :
- 55 Rafale vendus à l'Égypte, dont 24 en 2015 (16 biplaces et 8 monoplaces), livrés de 2015 à 2019, et 31 vendus en 2021 (12 biplaces et 19 monoplaces), livrables de 2024 à 2027[435].
- 36 Rafale vendus au Qatar, dont 24 en 2015 (6 biplaces et 18 monoplaces) et 12 en 2018 (avec nouvelle option pour 36 appareils signée simultanément), livrés de 2019 à 2022.
- 36 Rafale vendus à l'Inde en 2016 (8 biplaces et 28 monoplaces), livrés de 2019 à 2022.
- 24 Rafale vendus à la Grèce, dont 18 en 2021 (dont 12 d'occasion) et 6 en 2022, livrés de 2021 à 2024.
- 12 Rafale d'occasion vendus à la Croatie en 2021, livrables de 2023 à 2025.
- 80 Rafale F4 vendus aux Émirats arabes unis en 2021, livrables de 2025 à 2032[435].
- 42 Rafale F4 vendus à l'Indonésie en 2022, livrables de 2025 à 2029[435].
- 12 Rafale vendus à la Serbie en 2024, livrables de 2029 à 2030[435].
- 22 Rafale Marine et 4 biplace terre pour la Marine indienne en 2025, officiellement annoncé, contrat signé le 28 avril 2025[268].

### Tableaux récapitulatifs des livraisons
| Nations, tranches                                                        | Avions produits par Dassault (Appareils neufs) | Avions produits par Dassault (Appareils neufs) | Avions produits par Dassault (Appareils neufs) | Avions produits par Dassault (Appareils neufs) | Avions produits par Dassault (Appareils neufs) | Avions produits par Dassault (Appareils neufs) | Avions d'occasion revendus par la France |
| Nations, tranches                                                        | Date de commande                               | Date de livraison                              | Air monoplace                                  | Air biplace                                    | Marine monoplace                               | Total                                          | Avions d'occasion revendus par la France |
| ------------------------------------------------------------------------ | ---------------------------------------------- | ---------------------------------------------- | ---------------------------------------------- | ---------------------------------------------- | ---------------------------------------------- | ---------------------------------------------- | ---------------------------------------- |
| France, tranche 1                                                        | 1997                                           | 2000 - 2003                                    | 1                                              | 2                                              | 10                                             | 13                                             |                                          |
| France, tranche 2                                                        | 1999                                           | 2004 - 2008                                    | 7                                              | 25                                             | 16                                             | 48                                             |                                          |
| France, tranche 3                                                        | 2004                                           | 2008 - 2013                                    | 36                                             | 11                                             | 12                                             | 59                                             |                                          |
| France, tranche 4                                                        | 2009                                           | 2013 - 2026                                    | 25                                             | 25                                             | 10 (8 livrés)                                  | 60                                             |                                          |
| Égypte, tranche 1                                                        | 2015                                           | 2015 - 2019                                    | 8                                              | 16                                             | 0                                              | 24                                             |                                          |
| Qatar, tranche 1                                                         | 2015                                           | 2019 - 2020                                    | 18                                             | 6                                              | 0                                              | 24                                             |                                          |
| Inde                                                                     | 2016                                           | 2019 - 2022                                    | 28                                             | 8                                              | 0                                              | 36                                             |                                          |
| Qatar, tranche 2                                                         | 2018                                           | 2021 - 2022                                    | 9                                              | 3                                              | 0                                              | 12                                             |                                          |
| Grèce                                                                    | 2021 - 2022                                    | 2022 - 2024                                    | 10                                             | 2                                              | 0                                              | 12                                             | 10 Rafale C +2 Rafale B                  |
| France (compensation vente Grèce)                                        | 2021                                           | 2025                                           | 11                                             | 1 (ABE)                                        | 0                                              | 12                                             |                                          |
| Égypte, tranche 2                                                        | 2021                                           | 2024 - 2027                                    | 19                                             | 12                                             | 0                                              | 31                                             |                                          |
| Croatie                                                                  | 2021                                           | 2023 - 2025                                    | 0                                              | 0                                              | 0                                              | 0                                              | 10 Rafale C + 2 Rafale B                 |
| Émirats arabes unis                                                      | 2021                                           | 2027 - 2032                                    | 55                                             | 25                                             | 0                                              | 80                                             |                                          |
| Indonésie                                                                | 2022                                           | 2025 - 2029                                    | 26                                             | 16                                             | 0                                              | 42                                             |                                          |
| France, tranche 5 (incluant compensation vente Croatie)[réf. nécessaire] | 2023                                           | 2027 - 2032                                    | 42                                             | 0                                              | 0                                              | 42                                             |                                          |
| Serbie                                                                   | 2024                                           | 2029 - 2030                                    | 9                                              | 3                                              | 0                                              | 12                                             |                                          |
| Inde                                                                     | 2025                                           | 2028 - 2031                                    | 0                                              | 4                                              | 22                                             | 26                                             |                                          |
| Total                                                                    |                                                |                                                | 304                                            | 159                                            | 70                                             | 533                                            | 24 (Occasions)                           |

| Pays                | 2000-2012 | 2013 | 2014 | 2015 | 2016 | 2017 | 2018 | 2019 | 2020 | 2021 | 2022 | 2023 | 2024 | 2025 | 2026 | 2027 et + | Total (commandes)                                                    |
| ------------------- | --------- | ---- | ---- | ---- | ---- | ---- | ---- | ---- | ---- | ---- | ---- | ---- | ---- | ---- | ---- | --------- | -------------------------------------------------------------------- |
| France              | 115       | 11   | 11   | 5    | 6    | 1    | 3    |      |      |      | 1    | 11   | 14   | 12   | 2    | 42        | 234 (T1 à T5 France : 210, compens. ventes Grèce : 12, Croatie : 12) |
| Égypte              |           |      |      | 3    | 3    | 8    | 9    | 1    |      |      |      |      | 1    | x    | x    | x         | 55                                                                   |
| Qatar               |           |      |      |      |      |      |      | 21   | 3    | 6    | 6    |      |      |      |      |           | 36                                                                   |
| Inde                |           |      |      |      |      |      |      | 4    | 10   | 19   | 3    |      |      |      |      | 26        | 62                                                                   |
| Grèce               |           |      |      |      |      |      |      |      |      |      | 4    | 2    | 6    |      |      |           | 12                                                                   |
| Émirats arabes unis |           |      |      |      |      |      |      |      |      |      |      |      |      | 1    |      | 79        | 80 (2025-2032)                                                       |
| Indonésie           |           |      |      |      |      |      |      |      |      |      |      |      |      | 6    | x    | x         | 42                                                                   |
| Serbie              |           |      |      |      |      |      |      |      |      |      |      |      |      |      |      | 12        | 12                                                                   |
| Total année         |           | 11   | 11   | 8    | 9    | 9    | 12   | 26   | 13   | 25   | 14   | 13   | 21   | 246  | 246  | 246       | 507 dont 220 commandés au 31/12/2024                                 |
| Total cumulé        | 115       | 126  | 137  | 145  | 154  | 163  | 175  | 201  | 214  | 239  | 253  | 266  | 287  | 533  | 533  | 533       |                                                                      |

| Nations | 2022 | 2023 | 2024 | 2025 | Total (commandes) |
| ------- | ---- | ---- | ---- | ---- | ----------------- |
| Grèce   | 6    | 6    |      |      | 12                |
| Croatie |      | 4    | 4    | 4    | 12                |

## Engagements

### Afghanistan

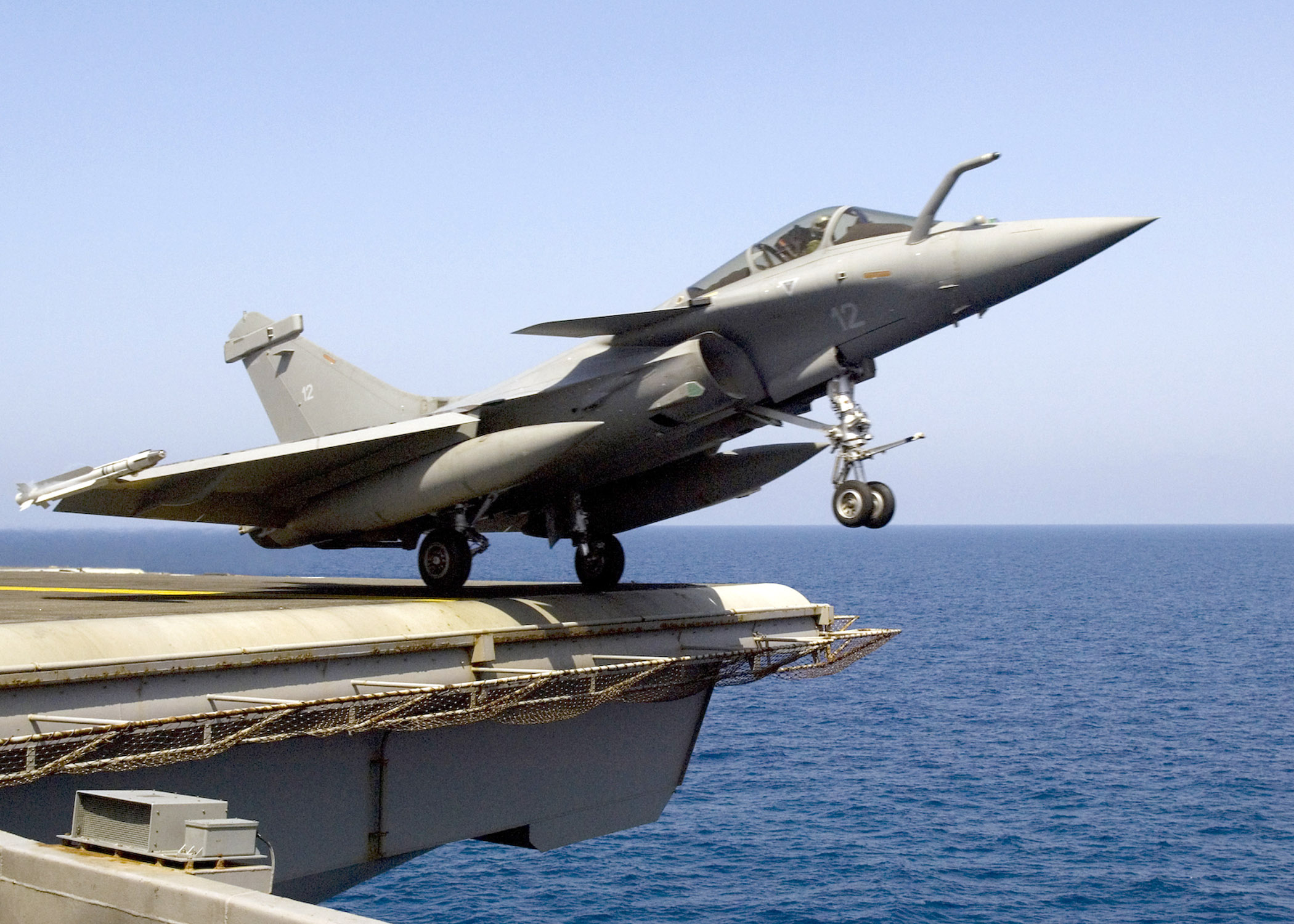
Catapultage d'un Rafale M F2 du porte-avions au large de Cannes (23 juillet 2007).

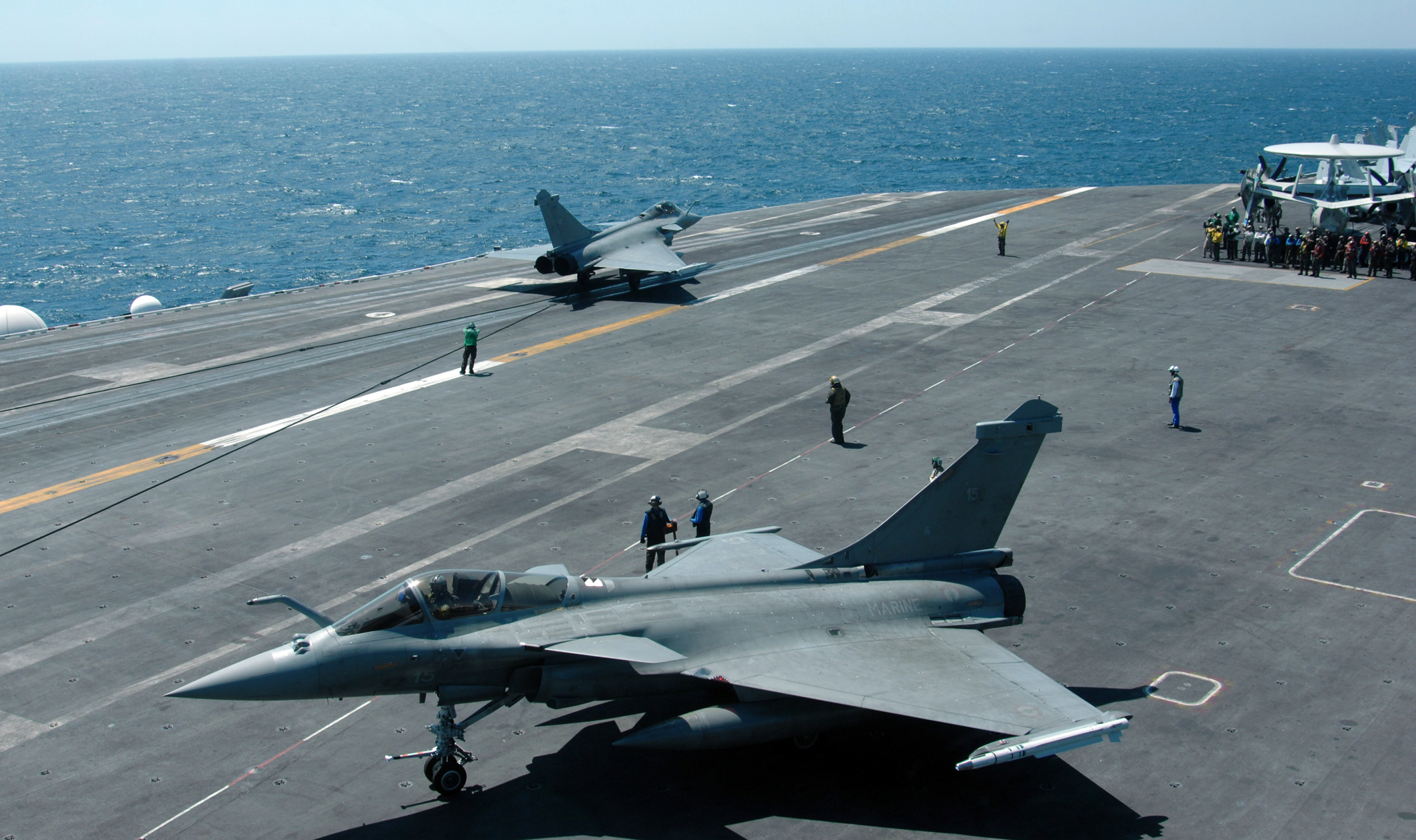
Deux Rafale M, dont un à l'appontage, à bord de l' au large de Marseille (21 mai 2008).

Lors de la Guerre d'Afghanistan, à partir du 12 mars 2007, trois Rafale de l'Armée de l'air basés à Douchanbé au Tadjikistan et trois autres de la Marine nationale déployés à bord du Charles de Gaulle commencent des opérations de soutien aux forces en Afghanistan. Ces appareils sont modifiés en urgence pour pouvoir larguer des bombes à guidage laser, ce qui n'était pas prévu dans la version F2. Toutefois, ils ne sont pas autonomes et doivent compter sur les Mirage 2000 ou les Super-Étendard pour « illuminer » la cible.
Le 28 mars 2007, un Rafale M F2 de la Marine nationale largue une bombe guidée laser GBU-12 Paveway II de 277 kg à la demande des troupes néerlandaises, tandis que le 1er avril 2007, c'est au tour d'un Rafale B F2 de l'escadron de chasse 1/7 Provence de larguer une autre bombe identique contre une grotte présumée abriter des Talibans dans la région de Helmand. Dès le 8 février 2008, trois Rafale (des B F2 pendant le premier détachement, puis des C F2 équipés de l'AASM pendant le second), sont déployés sur la base de Kandahar en Afghanistan où ils rejoignent les trois Mirage 2000 D présents depuis le 26 septembre 2007 et remplacent les trois Mirage F1CR présents depuis le 29 octobre 2007,, ;
À partir du 13 janvier 2009, trois Rafale de l'escadron de chasse 1/7 Provence de la base aérienne 113 Saint-Dizier-Robinson sont stationnés sur la base aérienne de Kandahar en Afghanistan, où ils relèvent trois Mirage 2000 D.

### Libye
À partir du 19 mars 2011, des Rafale de l'Armée de l'air et de l'Aviation navale françaises participent à l'opération Harmattan en Libye dans le cadre de la résolution 1973 du Conseil de sécurité des Nations unies, dont l'objet est la protection des civils pris sous le feu des forces du colonel Kadhafi et l'application d'une zone d'exclusion aérienne au-dessus de la Libye. Le Rafale est le premier appareil à effectuer une frappe offensive en Libye, notamment en détruisant un blindé à plus de 50 km de distance avec une munition AASM.
Le 24 mars 2011, un Rafale détruit au sol un Soko G-2 Galeb libyen, avion d'entraînement yougoslave produit entre 1965 et 1983, alors qu'il venait d'atterrir à une distance de 55 km.
Toujours dans le cadre de cette résolution, les Rafale français ont été engagés dans des missions de bombardement contre les forces pro-Kadhafi et sont également crédités d'au moins quatre autres destructions d'avions et d'hélicoptères au sol.
Pendant les 226 jours de l'opération, 1 039 sorties et 4 539 heures de vol ont été réalisées par les Rafale de l'Armée de l'air, 616 sorties et 2 364 heures de vol par ceux de la Marine. Environ 45 % des sorties, soit 850, concernaient des missions offensives, réparties approximativement de la manière suivante : environ la moitié ont donné lieu à des tirs d'armements, 45 % pour la reconnaissance et 10 % pour des missions de ravitaillement en vol, menées par les Rafale M en configuration « nounou Texaco » 2 bidons de 2 000 litres (la configuration « super nounou » de 2 bidons de 2 000 litres + 2 bidons de 1 250 litres n'a jamais été nécessaire en raison de la proximité du champ de bataille,).
Sans ravitaillement en vol, le Rafale peut patrouiller 3 h 15 à 150 km de sa base, contre 2 h 30 pour le Typhoon et 1 h 15 pour le Gripen, caractéristiques qui ont été très utiles lors de l'application de la résolution 1973 de l'ONU en Libye. La maintenance ayant été optimisée dès la conception, seules 310 personnes ont été nécessaires pour les 16 appareils de l'Armée de l'air, avec un taux de disponibilité de 95 %.
La confiance des instances décisionnelles[Qui ?] dans les capacités du système de protection et d'évitement des conduites de tir du Rafale (SPECTRA) était telle que les pilotes français commencèrent les opérations sans avoir besoin de soutien aérien SEAD (en) ou de bombardement préalable par des missiles de croisière.

### Mali

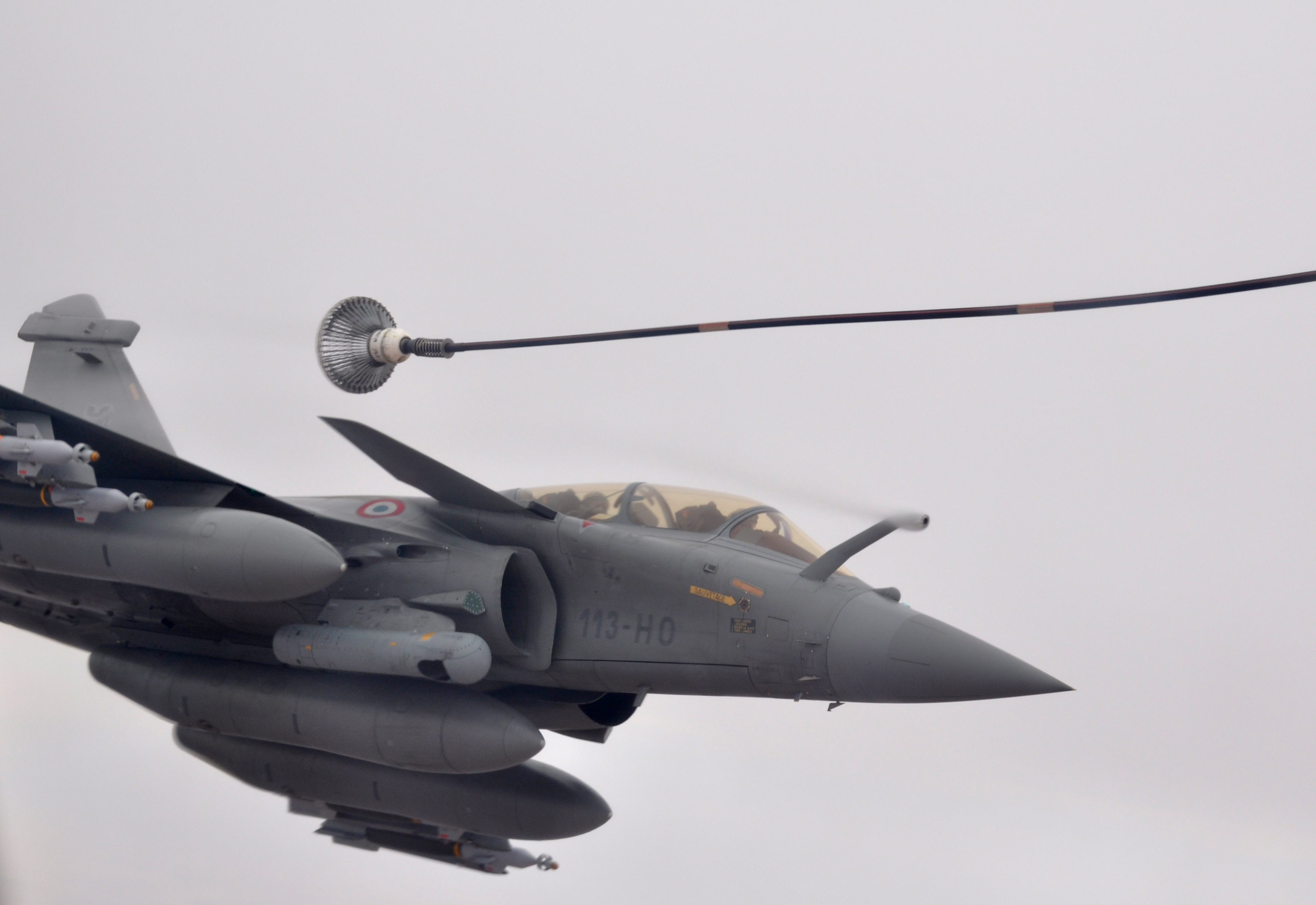
Rafale B 113-HO de l'escadron 2/92 Aquitaine à la sortie d'un ravitaillement en vol lors d'une opération au Mali, le 17 mars 2013.

Lors de l'opération Serval, 4 Rafale ont mené le plus long raid de l'histoire de l'Armée de l'air. Ayant décollé de la base de Saint-Dizier, ils ont rallié la zone nord-malienne située à 3 500 km de la métropole (en évitant l'espace aérien algérien), ont délivré leurs armes puis ont encore parcouru 2 000 km pour se poser finalement à la base aérienne de N'Djamena. Ce raid record a duré 9 h 35 et nécessité cinq ravitaillements.
Deux Rafale B et un Rafale C de la base de Saint-Dizier, ainsi que trois Rafale C de la base de Mont-de-Marsan, ont été transférés à la base aérienne de N'Djamena pour mener des missions de bombardement contre les rebelles islamistes du nord du Mali. Après la relève des Mirage F1 CR le 8 mars 2013, les forces aériennes basées à la base aérienne de N'Djamena sont alors exclusivement composées de six Rafale. Fin 2016, ce sont les Mirage 2000 qui sont affectés aux missions dans le Sahel.

### Irak
Lors de l'opération Chammal, les neuf appareils basés à la base aérienne 104 Al Dhafra (Implantation militaire française aux Émirats arabes unis) participent à la lutte contre l'État islamique. Les premiers vols de reconnaissances ont lieu le 15 septembre 2014 et les premiers bombardements le 19 septembre.
Le porte-avions Charles-de-Gaulle, accompagné du groupe aéronaval, appareille du port militaire de Toulon le 13 janvier 2015 pour une mission d'environ cinq mois. Le 23 février il pénètre dans le golfe Persique pour participer aux frappes aériennes contre l'état islamique en Irak. Les premiers bombardements à partir des Rafale embarqués à son bord ont lieu le 25 février 2015.
À partir d'octobre 2017, quatre Rafale sont déployés en Jordanie sur la base aérienne projetée H5, au sein de la base aérienne Prince-Hassan.
Le 15 avril 2024 dans le cadre de l'opération Promesse honnête iranienne, les Rafale français basés en Jordanie participent à la protection de l'espace aérien jordanien aux abords de la base H5 en abattant des aéronefs dans un cadre de "stricte légitime défense" selon Sébastien Lecornu. Le 1er juin 2024, le ministère des armées publie la photographie d'un Rafale de l'escadron 1/4 Gascogne orné de la silhouette d'un drone Shahed, confirmant la destruction d'au moins un drone iranien dans ce qui constitue la première victoire aérienne confirmée du Rafale.

### Syrie
Lors de la guerre civile syrienne, François Hollande annonce le 7 septembre 2015 que deux Rafale débutent des opérations de reconnaissance au-dessus du territoire syrien. Des frappes aériennes s'ensuivent à partir du 27 septembre 2015.
Dans la nuit du 13 au 14 avril 2018, des Rafale de l'Armée de l'air participent à l'Opération Hamilton et utilisent des missiles SCALP-EG, lors d'un raid contre un complexe militaire syrien situé à 24 km a l'ouest de Homs, suspecté d'abriter des armes chimiques.

### OTAN
Les Rafale ont effectué des rotations au profit de la mission de police du ciel dans l'espace aérien des pays baltes, par exemple :
- de mai 2014 à septembre 2014, des Rafale C participent à cette mission depuis une base aérienne en Pologne[459].
- du 1er décembre 2024 au 31 janvier 2025 des Rafale B de la 4éme escadre de chasse puis du 31 janvier jusqu'au 31 mars 2025 des Rafale C de la 30e escadre de chasse participent à cette mission depuis la base Lituanienne de Šiauliai[460].

Ils participent à l'opération « Enhanced vigilance activities » (EVA), déclenchée le 24 février 2022, chargés d'une mission de surveillance de l'espace aérien de l'OTAN en europe de l'est. Les Rafale décollent de la base de Mont-de-Marsan pour effectuer leur mission dans l'espace aérien polonais. Cette mission est reprise à partir du 22 mars 2022 par les Rafale de la base de Saint-Dizier.

### Inde
Lors de l’Opération Sindoor, un chasseur Rafale indien aurait été abattu par l’armée de l’air pakistanaise. Cet incident se serait produit le 7 mai 2025, lors d’un affrontement aérien entre les forces indiennes et pakistanaises. Le Rafale aurait été ciblé par un missile air-air PL-15E, lancé depuis un chasseur chinois J-10C opéré par le Pakistan.
Des débris attribués au missile PL-15E ont été retrouvés sur le territoire indien, notamment dans le Pendjab, ce qui corrobore les affirmations pakistanaises.

## Accidents
Huit pertes d'appareils (dont quatre entraînant la mort de leurs pilotes) et un endommagé, ont été enregistrées, du premier vol du Rafale A le 4 juillet 1986 jusqu'à la date du 28 septembre 2024 :
- le 6 décembre 2007 vers 18 h 20, le Rafale B316 immatriculé 7-HL ayant décollé de la BA 113 de Saint-Dizier (France) s'écrase dans une zone boisée de la commune de Neuvic (France), lors d'un vol d'entraînement d'une patrouille d'avions de l'escadron de chasse 1/7 Provence[464]. L'appareil évoluait en no 2 à 4 000 m d'altitude puis a disparu des écrans radars à 1 500 m d'altitude en sortant d'un virage serré à environ 800 km/h[465]. Il n'y avait qu'un seul pilote à bord, le capitaine Emmanuel Moriuser, qui ne s'est pas éjecté et est décédé. Le Rafale volait non armé, de nuit et par temps de pluie. Les conclusions de l'enquête imputent l'accident à une « désorientation spatiale » du pilote qui aurait mal apprécié la position et l'orientation réelle de son avion[466] ;
- le 22 mai 2008 à 10 h 34 par temps de pluie, le Rafale M16 de la flottille 12F de l'aviation navale sort de la piste ouest de la BAN Lann-Bihoué lors de son atterrissage, franchissant une route et un talus sans que son train cède. Le pilote s'éjecte sans être blessé[467]. L'avion est rapidement réparé et reprend son service quelques semaines plus tard ;
- le 24 septembre 2009 à 18 h 9, les Rafale M22 et M25 de la flottille 12F de l'aviation navale qui s'apprêtaient à regagner le porte-avions Charles de Gaulle après un vol d'essai, s'abîment en mer dans le golfe du Lion, à environ 30 kilomètres à l'est de Perpignan, à la suite de l'abordage en vol du Rafale M25 par le Rafale M22, causé par le « facteur humain » selon le rapport du Bureau enquêtes accident de la Défense (BEAD)[468]. Le pilote du Rafale M25, le capitaine de corvette Yann Beaufils, a pu s'éjecter et a été secouru[469],[470],[471]. Le pilote du Rafale M22, le capitaine de frégate (R) François Duflot, est décédé ;
- le 28 novembre 2010, le Rafale M18 de la flottille 12F opérant depuis le porte-avions Charles de Gaulle dans le cadre de la mission Agapanthe 2010 s'est abîmé au large des côtes pakistanaises ; le pilote a réussi à s'éjecter[472]. Un problème de gestion de carburant serait à l'origine du crash. Peu après le décollage, un voyant indiquant une anomalie de carburant s’est allumé. Le pilote a décidé de vider une partie de son carburant comme l’oblige la procédure mais il s’est rendu compte qu’il était à sec. L’avion n’était plus en état de fonctionner, il n’a pas eu d’autre choix que de s’éjecter, laissant l’avion s’échouer en mer[473] ;
- le 2 juillet 2012, en début d'après-midi, lors d'un entraînement au combat aérien avec un F-18 du porte-avions américain USS Dwight D. Eisenhower, au large des côtes espagnoles, en Méditerranée, le pilote du Rafale M24 de la flottille 12F de l'aviation navale basée à Landivisiau s'est éjecté en mer. Le pilote français a été récupéré, conscient, par un Pedro américain (un hélicoptère de sauvetage) et a été transféré à bord du porte-avions français Charles de Gaulle où il a été pris en charge par l'équipe médicale[474] ;
- en janvier 2019, d'après le blog spécialisé Defens'Aero[475], le Rafale EM02 s'est écrasé lors d’un entraînement de démonstration de la Force aérienne égyptienne. Le pilote, le major Mohtady al-Shazly, a été tué dans l’accident. Les autorités égyptiennes ont démenti, les autorités françaises et l’industriel n’ont pas commenté l’information ;
- le 14 août 2024, deux Rafale B (biplaces) de l'Escadron de transformation Rafale 3/4 Aquitaine de la base aérienne 113 Saint-Dizier-Robinson sont entrés en collision en vol dans le secteur de Colombey-les-Belles en Meurthe-et-Moselle[476]. Le pilote seul, un lieutenant-colonel, s'éjecte avant l'impact et est récupéré légèrement blessé. L'épave du second avion est retrouvée à Harmonville[477], et la mort de son équipage a été confirmée ; il s'agit du commandant et instructeur Sébastien Mabire et de son élève, le capitaine Matthis Laurens.

## Dans la culture populaire

### Cinéma
- Tanguy et Laverdure, Le mal n'a pas d'ombre (2014) - projet annulé, la production du film n'a pas été lancée.
- The Dictator (2012).
- The Wandering Earth 2 (2023).

### Jeux vidéo
Le Rafale est mis en scène dans les jeux vidéo suivants :
- Ace Combat 6: Fires of Liberation
- Ace Combat 7: Skies Unknown
- Ace Combat Infinity
- Ace Combat X: Skies of Deception
- Ace Combat: The Belkan War
- Ace Combat: Assault Horizon
- Ace Combat: Distant Thunder
- Ace Combat: Squadron Leader
- Ace Combat: Joint Assault
- Deadly Skies
- ARMA II (Add-Ons)
- Empire Earth II: The Art of Supremacy (Add-Ons)
- Flight Simulator X (Add-Ons)
- Flight Simulator 2020
- Flight Simulator 2024
- FlightGear (Add-Ons)
- Lock On (Add-Ons)
- Mission en rafale sur Thomson
- Operation Flashpoint: Cold War Crisis (Add-Ons)
- Tom Clancy's H.A.W.X
- Tom Clancy's H.A.W.X 2
- Wargame: Red Dragon
- X-Plane (Add-Ons)
- War Thunder (Version C F3.2)
- Aboard the Rafale développé par Dassault Aviation

### Bandes dessinées
- Romuald Pistis, Flottille 66, Zéphyr BD, dessins de Michel Lourenço (t. 1) et André Le Bras (t. 2), couleurs de Nicolas Caniaux :

1. M.S. Lourenço et R. Pistis, Flottille 66, t. 1 : Les messagers de l'atome, Paris, Zéphyr BD, 2010 (ISBN 978-2-36118-012-6)
2. Lumière courbe (2012)

- Olivier Vidal, Fox One, Dargaud puis Wilco Éditions, dessins de Renaud Garreta :

1. Armaggedon (1997)  (ISBN 978-2913482036)
2. T.L.D, traversée longue durée (1999)  (ISBN 978-2-9134-8200-5)
3. N.D.E, Near Death Experiment (2001)  (ISBN 978-2-9134-8202-9)

- Frédéric Zumbiehl, Team Rafale, Zéphyr BD, dessins d'Éric Loutte, Matthieu Durand, Michel Lourenço et Olivier Jolivet, couleurs de Sylvaine Scomazzon et Nicolas Caniaux :

1. Présentation Alpha (2007)  (ISBN 978-2-9520-6817-8)
2. Trésor de guerre (2008)  (ISBN 978-2-9527-8712-3)
3. Opération Nexus One (2009)  (ISBN 978-2-9527-8713-0)
4. Traque en Afghanistan (2010)  (ISBN 978-2-361-18005-8)
5. Black Shark (2012)  (ISBN 978-2-36118-041-6)
6. Anarchy 2012 (2013)  (ISBN 978-2-36118-102-4)
7. Affrontement final (2014)  (ISBN 978-2-36118-141-3)
8. Lancement à Haut Risque (2016)  (ISBN 978-2-36118-188-8)
9. North Korea (2017) (ISBN 978-2-36118-205-2)
10. Le vol AF 414 a disparu (2018)  (ISBN 978-2-36118-248-9)
11. Portés disparus (2019)  (ISBN 978-2-36118-273-1)
12. Piège en mer Rouge (2020)  (ISBN 978-2-3611-8284-7)
13. Rafale contre Rafale (2021)  (ISBN 978-2-361-18309-7)

- Frédéric Zumbiehl, Rafale Leader, Zéphyr BD, dessins de Matthieu Durand, couleurs de Rémi Le Capon :

1. Foxbat (2011)  (ISBN 978-2-361-18025-6)
2. Le Troisième MiG (2012)  (ISBN 978-2-361-18049-2)
3. North Pole (2013)  (ISBN 978-2-361-18133-8)
4. Arctika (2014)  (ISBN 978-2-361-18146-8)
5. Athos (2016)  (ISBN 978-2-361-18191-8)
6. Cap Sur les Andes (2017)  (ISBN 978-2-361-18217-5)

- Francis Bergèse, Buck Danny, Dupuis

51. Mystère en Antarctique (2005)  (ISBN 978-2800135175)
- Frédéric Zumbiehl, Buck Danny, Dupuis, dessins de Gil Formosa :

56. Vostok ne répond plus (2018)  (ISBN 979-1090083134)
57. Opération Vektor (2019)  (ISBN 978-2800174358)
- Jean Yves Brouard, Missions « Kimono », JYB éditions, dessins de Francis Nicole

1. Derelict-Majunga-Ariane (2001)  (ISBN 979-1090083134)
13. Rafale sur l'Arctique (2012)  (ISBN 979-10-90083-04-2)
14. L'Île Tsiolkovski (2013)  (ISBN 979-10-90083-09-7)
15. Quatre Scalp (2014)  (ISBN 979-10-90083-12-7)